# Métro de Paris
Vous lisez un « bon article » labellisé en 2007.  Il fait partie d'un « bon thème ».
Le métro de Paris ou métro parisien est l'un des systèmes de transport en commun desservant la ville de Paris et son agglomération. Exploité par la Régie autonome des transports parisiens (RATP), il comporte seize lignes essentiellement souterraines, totalisant 245,6 kilomètres et 321 stations. Devenu l'un des symboles de Paris, il se caractérise par la densité de son réseau au cœur de la ville et par son style architectural homogène influencé par l'Art nouveau. Le métro de Paris est un des plus denses au monde.
La première ligne du métro de Paris est construite à l'approche de l'Exposition universelle de 1900, inaugurée quelques mois après le début de celle-ci. Le réseau se densifie ensuite rapidement dans Paris intramuros jusqu'à la Seconde Guerre mondiale. Après une pause dans l'après-guerre, la plupart des lignes existantes sont prolongées en proche banlieue. Les choix effectués à sa conception limitant les possibilités d’extension des anciennes lignes (faibles distances entre les stations), celles-ci sont complétées à partir des années 1970 par le réseau express régional (RER).
Le métro de Paris inaugure à la fin du siècle dernier une nouvelle ligne entièrement automatisée, la ligne 14, destinée notamment à soulager le RER A. La ligne 1 est par la suite automatisée en 2011, suivie de la ligne 4 en 2023, et de la ligne 13 dont l'automatisation devrait être effective en 2035. Un important projet, le Grand Paris Express, est mis en chantier à partir de 2015 et prévoit la réalisation  de quatre lignes supplémentaires, pour une longueur de 200 km, d'ici à 2031. Le métro est par ailleurs interconnecté avec d'autres moyens de transport en commun qui l'aident à desservir Paris et son agglomération : cinq lignes de RER, neuf lignes complémentaires sur le réseau Transilien (trains de banlieue), quinze lignes de tramway en site propre, plusieurs réseaux d'autobus et trois lignes de métro de type véhicule automatique léger (VAL) pour la desserte locale des aéroports.

## Histoire

### 1845 - 1900: prémices

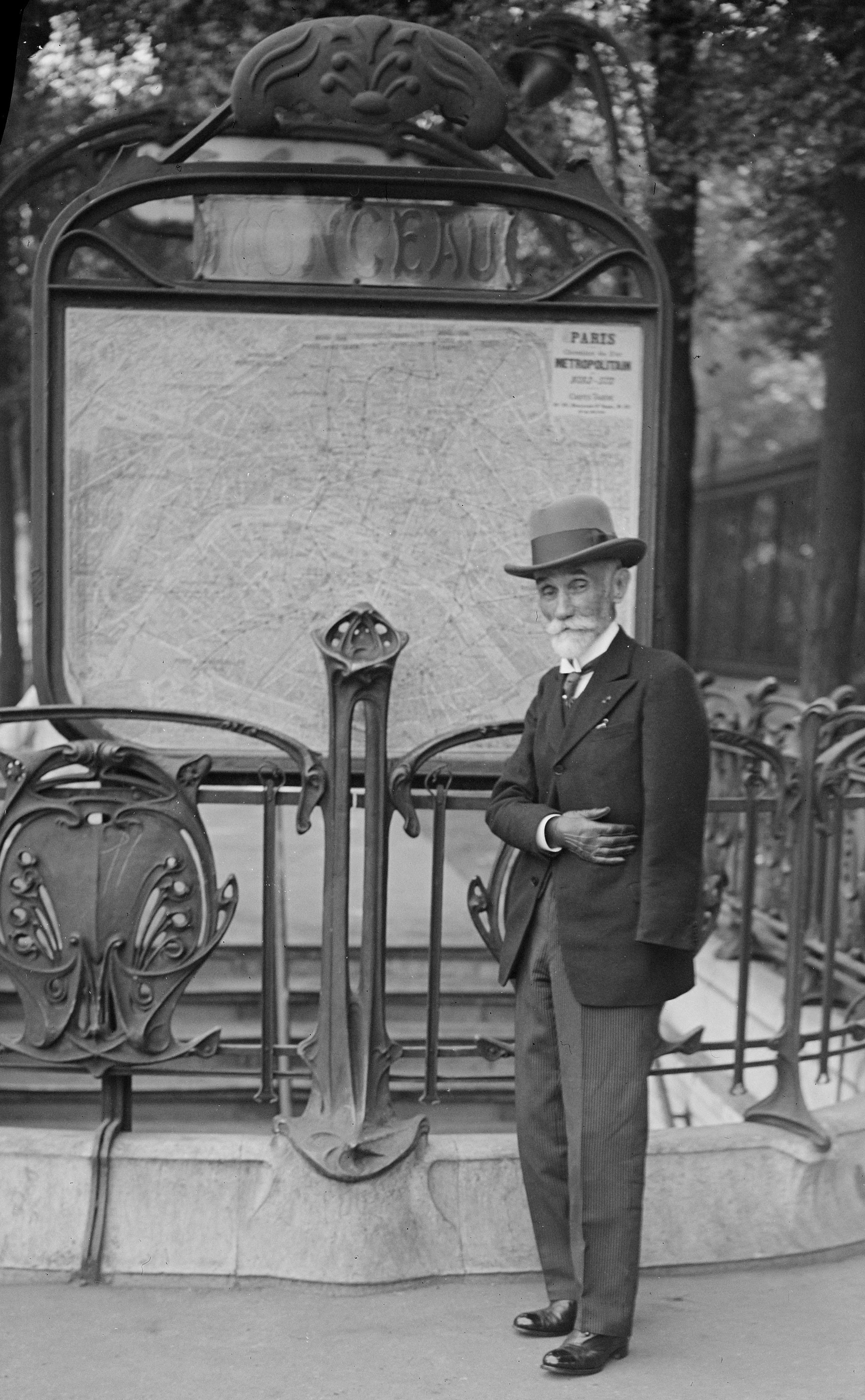
Fulgence Bienvenüe, le père du métro de Paris.

Vers 1845, la ville de Paris et les compagnies de chemin de fer envisagent d'établir un réseau de chemin de fer dans Paris. Un mémoire de 1856 propose de relier entre elles — et avec les Halles centrales — toutes les gares de chemins de fer. Signé par Jean Lacordaire, ancien ingénieur divisionnaire des Ponts et Chaussées et par M. Le Hir, avocat à la Cour impériale de Paris, il est intitulé Entreprise générale d'un transport de personnes et de choses dans Paris par un réseau de chemins de fer souterrains.
Dans Le Ventre de Paris (1873), dont l'action se passe dans les années 1860, Émile Zola évoque, au chapitre IV, une « voie du chemin de fer souterrain, établi dans le sous-sol, et que des lignes projetées devaient relier aux différentes gares ». En 1871, à la suite des premières élections municipales de Paris, le sujet est remis à l'ordre du jour au cours d'une session du conseil général de la Seine : le projet évoqué concerne la création d'un chemin de fer local qui doit desservir l'ensemble du département de la Seine, c'est-à-dire un mode de transport intermédiaire entre les omnibus et tramways hippomobiles assurant alors la desserte de Paris et le réseau existant de chemin de fer à vocation nationale et régionale. À l'époque, la voie ferrée dans Paris se limitait aux neuf gares terminus en cul-de-sac et aux six gares de passage interconnectées par la Petite Ceinture, ligne circulaire ouverte aux voyageurs et comprenant 21 gares.
Par la suite deux conceptions vont s'opposer. La municipalité parisienne souhaite un réseau placé sous tutelle locale et répondant en priorité aux besoins des Parisiens tandis que les compagnies de chemin de fer et les services de l'État (Préfecture, Ponts et Chaussées, Conseil d'État) axent le futur réseau sur des prolongements des lignes existantes aboutissant dans les gares parisiennes (gares Saint-Lazare, du Nord, de l'Est, de la Bastille, de Lyon, d'Austerlitz, de Denfert-Rochereau, des Invalides et de Montparnasse), reliées entre elles par la ligne de Petite Ceinture. Le conflit est renforcé par de profondes divergences politiques (la municipalité de Paris est à gauche alors que le gouvernement est longtemps entre les mains des conservateurs) et compliqué par l'absence d'autonomie de la municipalité parisienne placée sous la tutelle de la Préfecture.
Entre 1856 et 1890, plusieurs projets sont élaborés sans qu'aucun n'aboutisse. Sur le plan technique, à côté de projets farfelus (comme le métro aquatique de Girard) s'opposent les propositions de réseau aérien — à la manière des premiers métros américains — et de réseau souterrain. Les projets aériens sont contestés par ceux qui redoutent la dégradation des plus belles perspectives parisiennes, tandis que les projets souterrains suscitent des craintes pour la sécurité et la santé des voyageurs.
Martin Nadaud, opposant à Napoléon III et exilé en Angleterre, a longtemps habité Londres. Devenu conseiller de Paris en 1871 où il représentait le quartier du Père-Lachaise, il a proposé la construction d'un réseau métropolitain à Paris. Il relate dans ses Mémoires : Nous suivions la plus grande ligne du métropolitain ; chacun des membres de la commission avait un journal à la main et pouvait le lire, l'air était suffisant et la fumée n'incommodait personne. Alors M. Alphand me dit « Vous avez raison de nous parler de l'utilité du métropolitain ; voilà une œuvre bien conçue et il serait facile d'en faire autant à Paris » […] Je croyais bien que rien ne devait entraver l'exécution de notre métropolitain ; j'avais compté sans la routine parisienne.
À cette époque les villes de Londres et New York, confrontées au même choix, créent un premier réseau consistant à prolonger les lignes de chemin de fer dans la ville avant de créer un réseau spécial (avec un gabarit différent) : ainsi Londres met en service en 1863 une ligne circulaire desservie par des trains à vapeur et assurant l'interconnexion des gares londoniennes. En 1867, New York met à son tour en service un réseau urbain de chemin de fer à vapeur perché sur des viaducs métalliques (le premier vrai métro — l'IRT au gabarit plus réduit — sera mis en service en 1904). En 1890, la première ligne de vrai métro londonien — souterrain et électrique, au gabarit surbaissé — (le « Tube ») est inaugurée. Enfin en 1896, Budapest inaugure une ligne de tramway entièrement souterraine, le « Földalatti ».
La combinaison de plusieurs facteurs finit par débloquer le projet parisien : on peut citer la pression de l'opinion publique mobilisée par les échecs précédents, la croissance démographique parisienne, l'exemple des capitales étrangères (déjà une dizaine d'entre elles se sont dotées d'un métro), l'arrivée d'hommes nouveaux à des postes clés de la municipalité en particulier André Berthelot, du gouvernement et des services techniques de l'État, le changement des équilibres politiques, l'apparition de lobbies industriels (les compagnies électrotechniques) favorables au métro et l'approche de l'Exposition universelle et des Jeux olympiques de 1900. Ces facteurs cumulés décident les autorités à lancer enfin la construction du métro. La solution de la ville de Paris est retenue. L'État concède à celle-ci la conception et la réalisation de l'ouvrage.
Après l'adoption le 20 avril 1896 du projet de réseau de Fulgence Bienvenüe et d'Edmond Huet, le « chemin de fer métropolitain » est déclaré d'utilité publique par une loi du 30 mars 1898 : le décret prévoit la construction d'une première tranche de six lignes avec une option pour trois autres lignes. Les travaux sont lancés le 4 octobre 1898 (avec pour objectif de se terminer pour l'Exposition universelle de 1900) dans le cadre d'une convention passée entre la Ville de Paris et la Compagnie du chemin de fer métropolitain de Paris (CMP), propriété d'un Belge, le baron Édouard Louis Joseph Empain qui apporte un capital de 100 000 actions de 250 francs souscrites en Belgique. Cette concession sera mise sous séquestre au 1er janvier 1945 et nationalisée par la loi du 21 mars 1948, ce qui donne lieu à une indemnité pour rupture de concession au 1er janvier 1945 ainsi qu'à la destruction des archives, effaçant toute trace de la fondation et de l'exploitation du métro de Paris par le secteur privé.
Dès l'origine, le cahier des charges de la construction du métro de Paris précise que celui-ci sera souterrain, à traction électrique, avec une voie à écartement normal et un gabarit de 2,40 m qui interdit la circulation des trains classiques. Le but est que le métro de Paris ne puisse franchir les portes de la capitale et aussi qu'aucun convoi venant de l'extérieur ne puisse pénétrer dans la ville en souterrain, les raisons de ces obligations étant pour les militaires, stratégique, et pour la municipalité, politique, afin de garantir l'indépendance du réseau entièrement sous contrôle de la Ville de Paris et de ne pas le donner en concession aux familles Rothschild ou Wendel comme pour les chemins de fer. Toutefois un alinéa ambigu indique que la construction du métro devra laisser possible l'interconnexion des chemins de fer, ce qui sera interprété comme la possibilité de construire ultérieurement de nouveaux chemins de fer sous Paris et non pas comme l'utilisation des infrastructures par les trains grandes lignes. Le cahier des charges impose de construire des voies avec une déclivité maximale de 40 mm/m et un rayon de courbure minimal de 75 mètres. Fixée à 75 mètres, la longueur des stations sera portée par la suite à 90 mètres (effectif sur l'ensemble des lignes 1 et 4), puis 105 mètres (ce qui n'est encore généralisé sur aucune ligne) et enfin 120 mètres pour la ligne 14.

### 1900 - 1930: naissance du métro
Le projet initial comporte une ligne circulaire Étoile – Nation – Étoile et deux lignes transversales, une Nord-Sud (Porte de Clignancourt – Porte d'Orléans) et une Est-Ouest (avenue Gambetta – Porte Maillot).
La première ligne (Porte de Vincennes – Porte Maillot) est ouverte au public le 19 juillet 1900 afin de desservir les épreuves des Jeux olympiques d'été de 1900 au bois de Vincennes. Les édicules sont conçus par l'architecte phare de l'Art nouveau, Hector Guimard. Au départ, il était censé être ouvert pour l'Exposition universelle, qui a ouvert le 14 avril 1900.

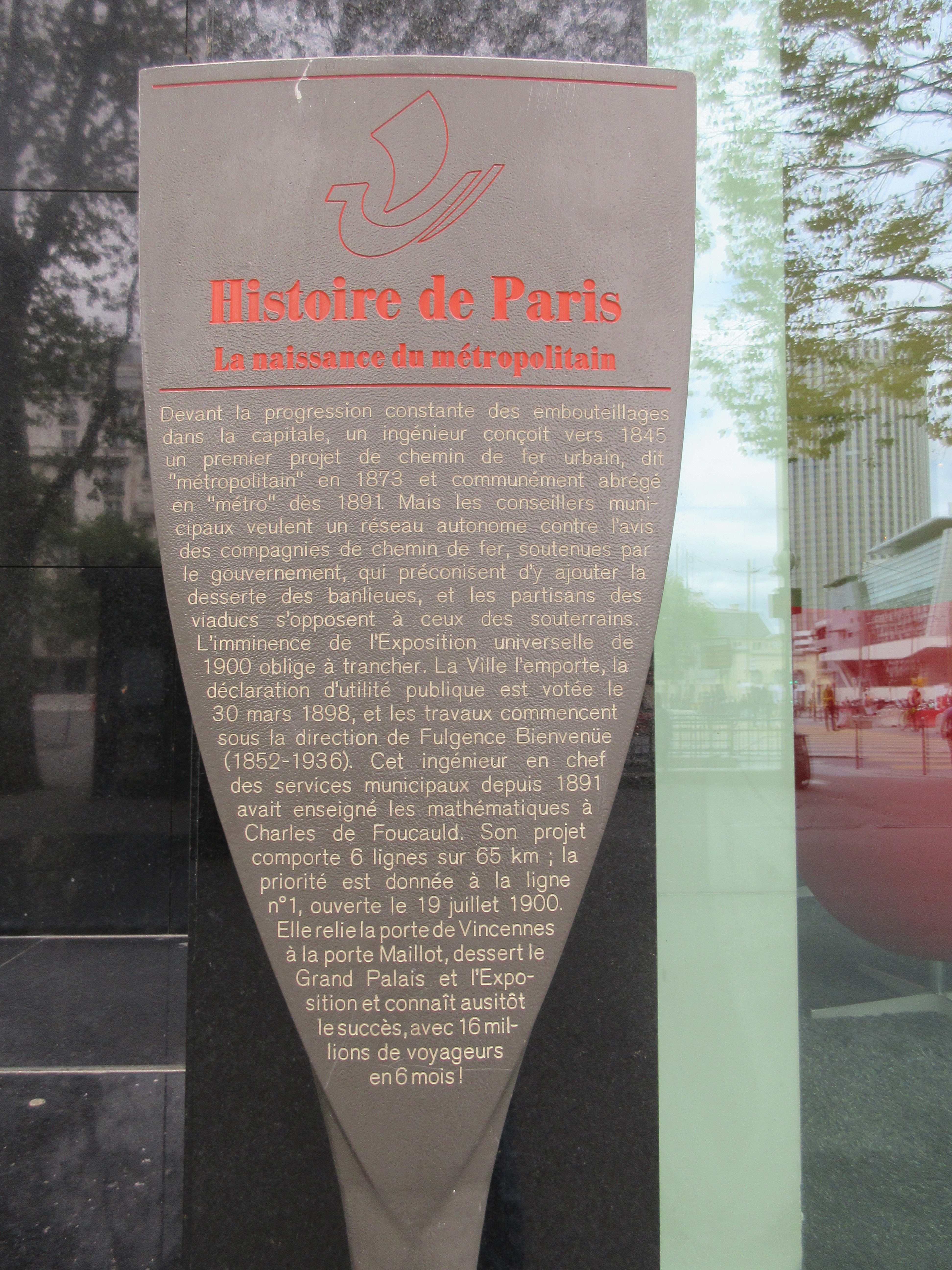
Panneau Histoire de Paris « Naissance du Métropolitain ».
Mai 1899, Paris - rue de Rivoli, travaux du métropolitain. Cliché Eugène Trutat.
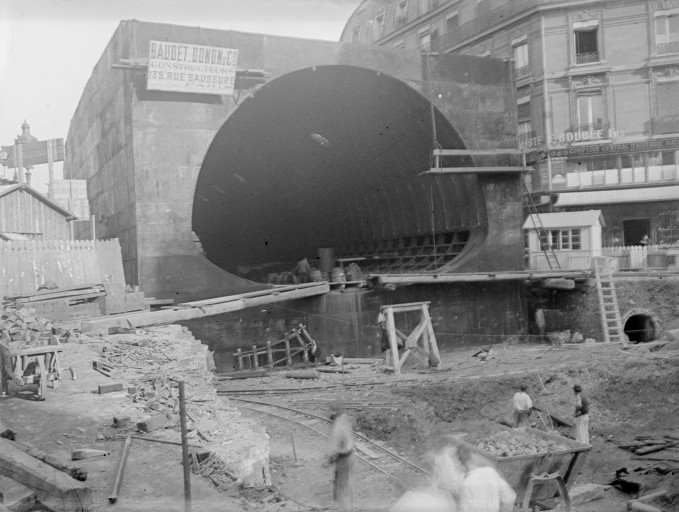
Construction d'un caisson entre 1902 et 1910 pour une section située sous la nappe phréatique (station Saint-Michel, ligne 4).
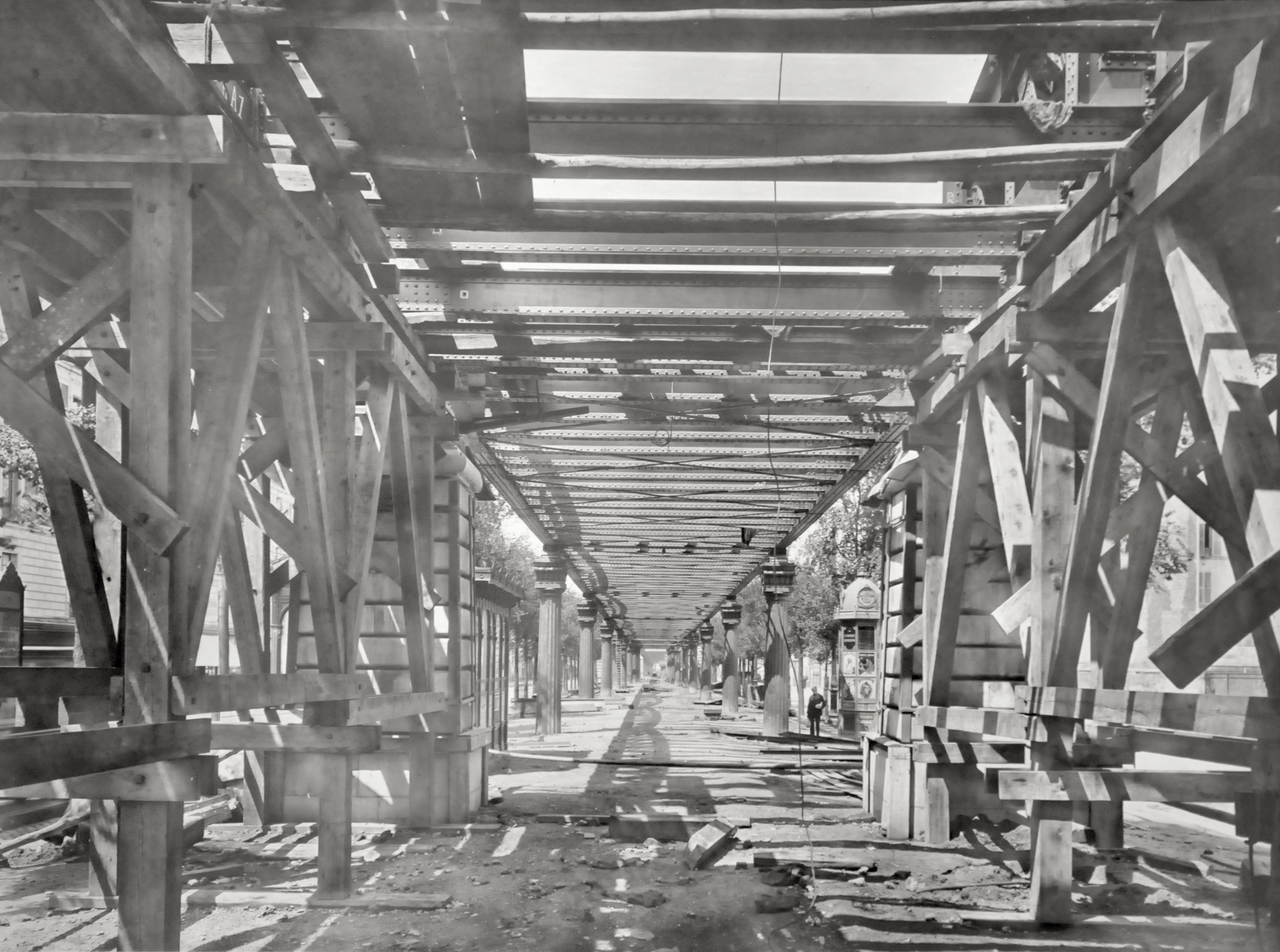
Construction du métro aérien 1905.
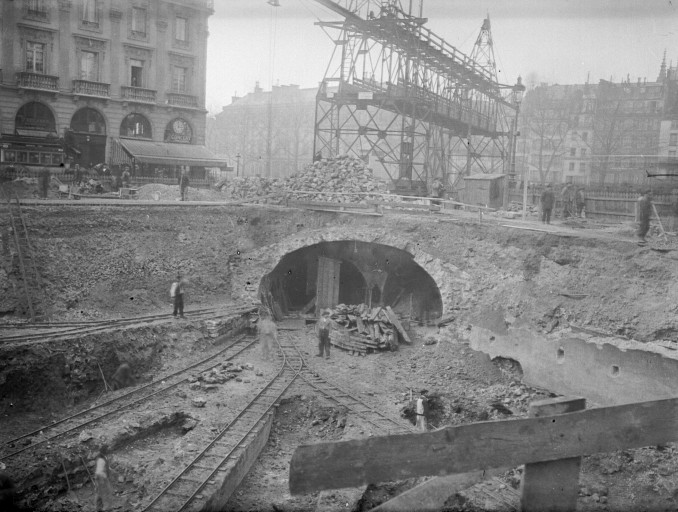
Construction à ciel ouvert et – au fond – selon la technique de la galerie boisée[21].
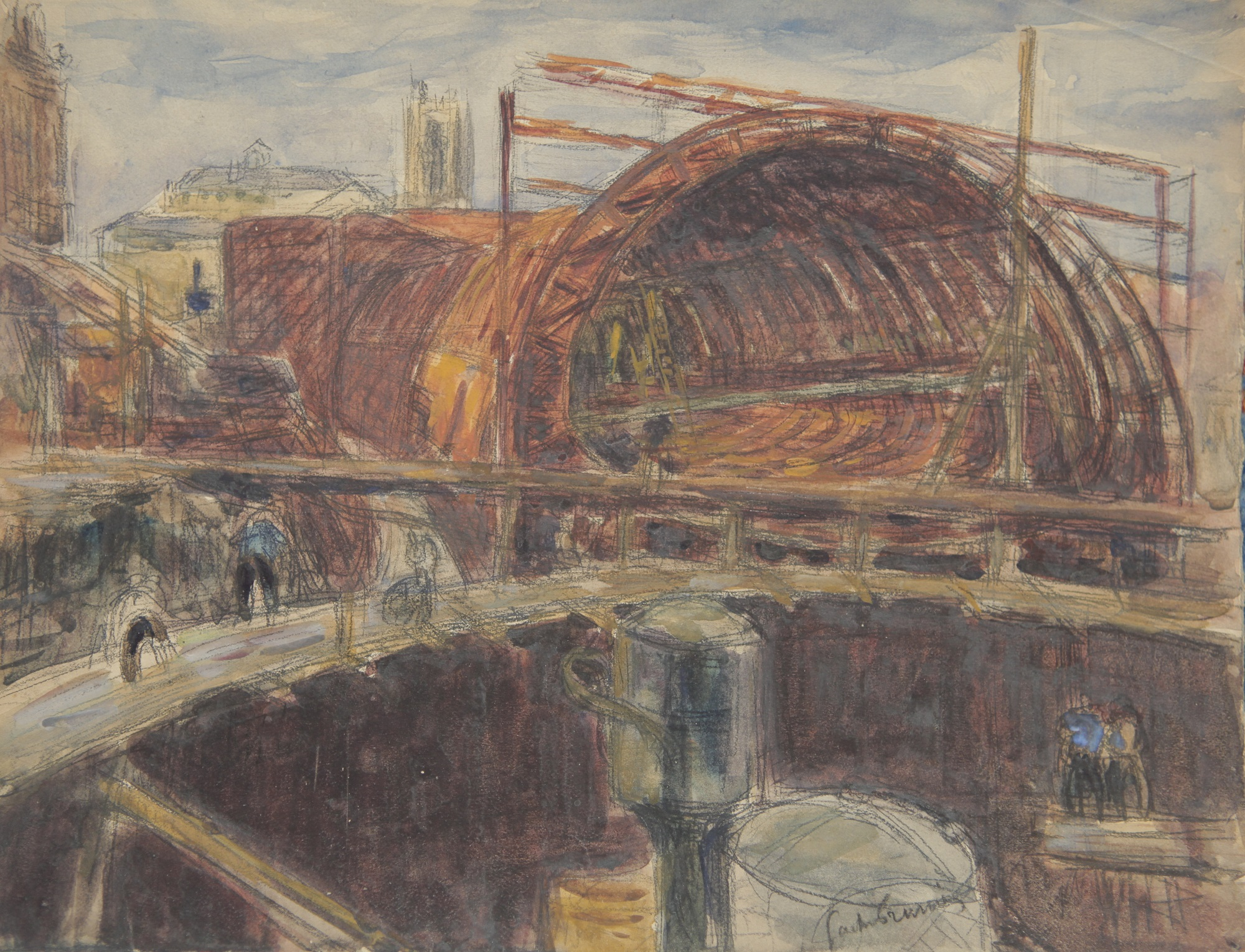
Gaston Prunier, Le Caisson de la Cité, huile sur toile  (1905-1906).

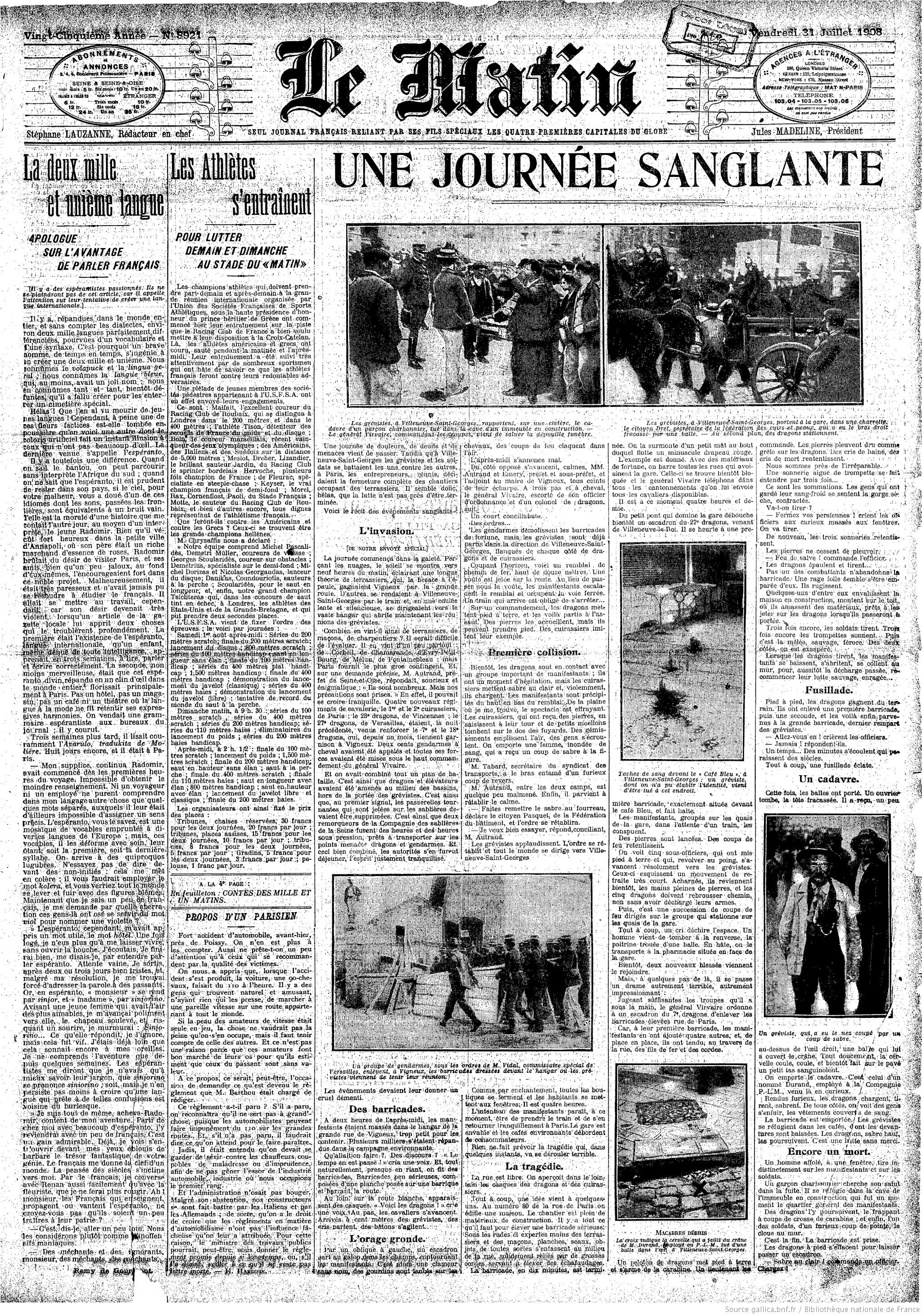
« Une journée sanglante », titre Le Matin du 31 juillet 1908 : la construction du métro ne va pas sans conflits sociaux importants. Ainsi, sous Clemenceau, une grève de carriers éclate à Draveil-Villeneuve-Saint-Georges alors que les Compagnies sont largement bénéficiaires grâce aux travaux du métro.

Trois techniques furent utilisées pour la construction : pour les parties du tunnel peu profondes la construction à ciel ouvert qui nécessitait d'éventrer la chaussée de la rue située au-dessus (technique de la tranchée couverte), les boucliers qui avaient initialement la faveur des constructeurs mais qui furent peu utilisés à cause de l'inconsistance et de l'hétérogénéité du sous-sol de Paris, et la technique ancienne du boisage utilisée dans les mines qui fut finalement la plus utilisée. La ligne 1 fut construite en un temps record, du 30 mars 1898 au 19 juillet 1900.
La ligne est inaugurée de manière très discrète car la CMP souhaitait une montée en charge progressive. Les Parisiens furent tout de suite séduits par ce nouveau moyen de transport qui permettait des gains substantiels de temps dans des conditions de confort meilleures que les moyens de transport disponibles en surface. Il fallut rapidement augmenter les fréquences et allonger les rames qui passèrent en 2 ans de 3 voitures à 8 voitures sur les sections les plus fréquentées. En 1900, il y a deux classes ; le prix de la première est fixé à 25 centimes et celui de la seconde à 15 centimes, quel que soit le parcours.
Les voitures à essieux sous-motorisées montrèrent rapidement leurs limites face au trafic. Le 10 août 1903, un violent incendie d'une rame à caisses en bois, déclenché par des circuits défectueux et une technologie inadaptée, se produisit entre les stations Couronnes et Ménilmontant sur la ligne 2 Nord provoquant la mort de 84 personnes — plus grave accident du métro parisien à ce jour — principalement par asphyxie sur les quais des deux stations.
Cet accident entraîna l'abandon rapide des voitures à essieux au profit de voitures à bogies plus longues puis à compter de 1908 des rames à caisses métalliques avec un système permettant de commander à distance les voitures motrices. C'est également après cet accident que les tunnels furent éclairés et que les réseaux électriques des stations et de rails furent séparés et découpés en sections pour limiter l'impact des avaries.
Une seconde convention est passée le 31 janvier 1904 qui confie à une autre compagnie, la Société du chemin de fer électrique souterrain Nord-Sud de Paris (Nord-Sud), la ligne entre Montmartre (en fait Notre-Dame-de-Lorette) et la Porte de Versailles. L'inauguration de celle-ci, le 4 novembre 1910 sera retardée par la crue de la Seine de janvier 1910.
Le 15 juin 1914, un orage violent éclate et provoque l'affaissement des rues et chaussées entre les futures stations Opéra et Saint-Philippe du Roule où les travaux souterrains du métro sont en cours, causant la mort de 12 personnes.
Les deux compagnies, CMP et Nord-Sud, coexisteront jusqu'en 1929, date à laquelle elles seront réunies au sein de la CMP. Elles utilisent des matériels compatibles mais se différencient par les décorations différentes de leurs rames comme de leurs stations. Des stations différentes portaient le même nom sur chacun des deux réseaux (deux stations Vaugirard, par exemple). En 1913, le métro comporte déjà 10 lignes : huit de la CMP et deux du Nord-Sud (l'actuelle ligne 12 et la ligne 13 au nord de la station Saint-Lazare). De 55 millions en 1901, le nombre annuel de voyageurs est passé à 467 millions en 1913. Le réseau continue de s'agrandir pendant la Première Guerre mondiale. Pendant l'entre-deux-guerres, les lignes 9, 10 et 11 seront ouvertes.

### 1930 - 1939: premiers prolongements en banlieue

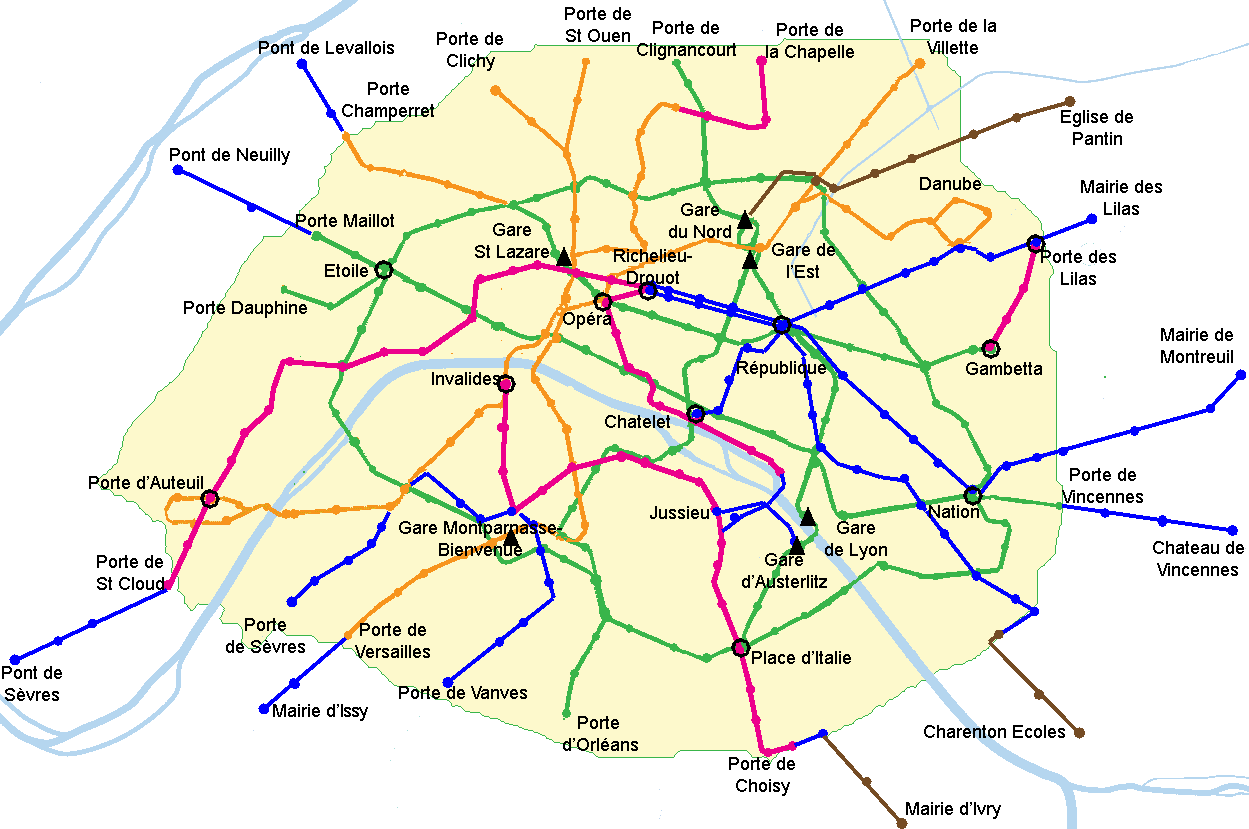
Développement du métro de Paris avant 1949 :
1900-1910
1910-1914
1914-1930
1930-1939
1939-1949

L'après-guerre voit l'achèvement du réseau à l'intérieur de Paris, avec l'extension de plusieurs lignes et le remaniement du tracé des lignes 7 (de Pont Marie à Sully-Morland le 3 juin 1930, puis Porte d'Ivry le 26 avril 1931), 8 (Porte de Charenton le 5 mai 1931 en vue de l'Exposition coloniale), 10 (d'Odéon à la Porte de Choisy le 7 mars 1930) et 14 afin de former des transversales plus cohérentes.
En 1930, la CMP absorbe les deux lignes de la compagnie Nord-Sud, qui n'a jamais pu équilibrer ses comptes, les lignes A et B étant renommées 12 et 13.
La construction des lignes 11 (Châtelet – Les Lilas) et 14 (Porte de Vanves – Bienvenüe) est également décidée.
Un changement conceptuel est acté à la fin des années 1920 avec l'extension du réseau au-delà des portes de Paris. De 1901 à 1931, la population en banlieue passe de 956 000 à 2 062 000 habitants, en partie d'anciens Parisiens. Les réseaux de surface ne pouvant offrir un service suffisamment capacitaire et les tramways commençant à être démantelés, il est admis dès 1927 ce principe de prolonger le réseau. Il est acté en juillet 1928 par le conseil général de la Seine et la préfet de Paris le prolongement du métro en proche banlieue sur quinze axes,.
Le premier prolongement du métro hors de Paris, avec le maintien d'un tarif unique au-delà de Paris, se fait à la station Pont de Sèvres le 3 février 1934 et reçoit un retentissement important, précédant de peu les prolongements des lignes 1 et 12 le 24 mars 1934.
De 1921 à 1939, les sections suivantes sont ouvertes, :
- La ligne 1 est prolongée à ses deux extrémités et atteint Château de Vincennes en 1934 puis Pont de Neuilly en 1937 ;
- La ligne 3 est prolongée à Pont de Levallois - Bécon ;
- La ligne 7 est prolongée de Palais-Royal à Pont Marie en 1926, puis à Sully - Morland en 1930. La section Place Monge – Porte de Choisy est exploitée durant un an par la ligne 10 avant d'être intégrée à la ligne 7 en 1931, en même temps que l'ouverture de la traversée sous-fluviale, de la station Jussieu et du terminus de Porte d'Ivry ;
- La ligne 8 est prolongée à Richelieu - Drouot en 1928 puis à Porte de Charenton en 1931. En 1937, elle est déviée de La Motte-Picquet - Grenelle vers Balard, tandis que la ligne 10 récupère la section La Motte-Picquet - Grenelle – Porte d'Auteuil ;
- La ligne 9 est ouverte en plusieurs fois de 1922 à 1923, de Porte de Saint-Cloud à Chaussée d'Antin - La Fayette. Elle atteint Richelieu - Drouot en 1928 et Porte de Montreuil en 1933. Elle gagne ensuite la banlieue à ses deux extrémités : Pont de Sèvres en 1934, Mairie de Montreuil en 1937 ;
- La ligne 10 est ouverte en 1923 entre Invalides et Croix-Rouge (aujourd'hui fermée). Elle gagne Mabillon, Odéon puis Porte de Choisy entre 1925 et 1930, avant d'être redirigée vers Jussieu en 1931. Elle est déviée en 1937 à partir de Duroc et rejoint Porte d'Auteuil en se substituant à la ligne 8 à partir de La Motte-Picquet - Grenelle. En 1939 elle rejoint Gare d'Austerlitz ;
- La ligne 11 est ouverte en 1935 entre Châtelet et Porte des Lilas, avant de gagner Mairie des Lilas en 1937 ;
- La ligne 12 est prolongée de Porte de Versailles à Mairie d'Issy en 1934 ;
- L'ancienne ligne 14 est inaugurée en 1937 entre Porte de Vanves et Bienvenüe (aujourd'hui Montparnasse - Bienvenüe). Quelques mois plus tard elle rejoint Invalides en récupérant le tronçon Duroc – Invalides laissé par la ligne 10.

### 1939 - 1945: Seconde Guerre mondiale

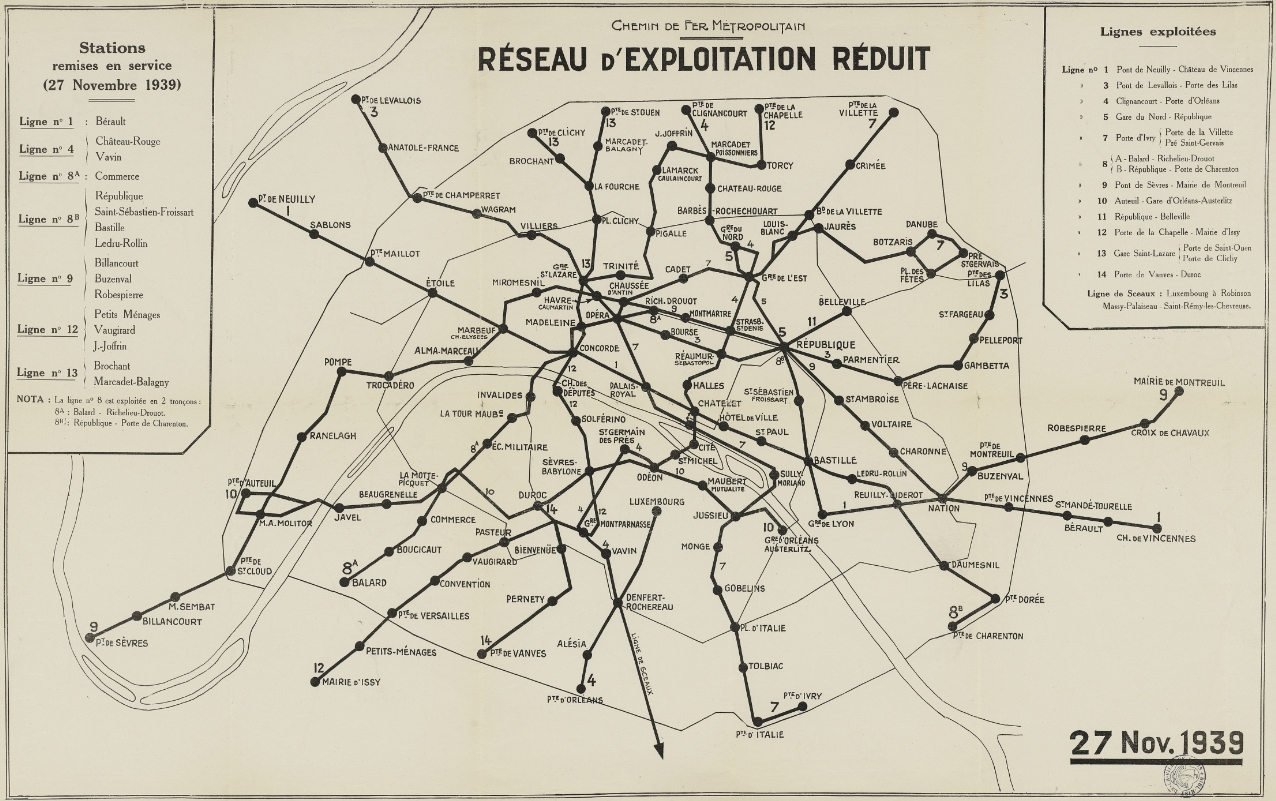
Chemin de fer métropolitain. Réseau d'exploitation réduit à la date du 27 novembre 1939 (liste des stations remises en service et liste des lignes alors exploitées).

Lors de l'entrée en guerre en septembre 1939, l'exploitation est suspendue sur les lignes aériennes (2 et 6), ainsi que sur la ligne 11 (Châtelet – Mairie des Lilas) et l'ancienne ligne 14 (Invalides – Porte de Vanves), réduisant la longueur du réseau exploité de 159 à 93 km avec seulement 85 stations restant ouvertes sur 235. Le trafic reprend progressivement pendant la drôle de guerre avant d'être freiné par l'offensive allemande de mai 1940. Dès juillet, l'exploitation reprend sur l'ensemble du réseau. Avec le retour des Parisiens exilés à la fin de l'année 1940, mais aussi le manque d'autobus et la chute du trafic automobile, le métro connaît une fréquentation record avec un milliard de voyageurs transportés en 1941 puis 1,3 milliard en 1943. Certains nouveaux prolongements sont même inaugurés en 1942 vers Pantin et Charenton-le-Pont (respectivement sur les lignes 5 et 8). Le 1er janvier 1942, la CMP du baron Empain fusionne avec la Société des transports en commun de la région parisienne (STCRP) qui gérait les transports de surface, préfigurant la future RATP.
Au printemps 1942, avec l'obligation faite aux Juifs de porter l'étoile jaune, leur accès est restreint à la dernière voiture de chaque rame. Les stations les plus profondes sont aménagées en abris antiaériens. Au printemps 1944, alors que les restrictions d'électricité font cesser l'exploitation dominicale, 16 stations sont fermées par mesure d'économie. Les bombardements alliés du 20 au 21 avril 1944, visant le dépôt de La Chapelle, provoquent l'effondrement de la voûte de la station Simplon et la destruction des ateliers de Saint-Ouen. En mai, les Allemands stoppent la ligne 11, l'une des plus profondes du réseau, afin de la transformer en usine d'armement souterraine. Avec le déclenchement de l'insurrection parisienne le 12 août, la grève générale stoppe le réseau. Après la Libération de Paris, le trafic reprend progressivement à partir du 11 septembre.
Plusieurs stations changent de nom en référence aux Alliés ou à la Résistance : la station Combat devient Colonel Fabien, la station Petits ménages devient Corentin Celton, la station Boulevard de la Villette devient Stalingrad et la station Champs-Élysées devient Franklin D. Roosevelt.

### 1945 - 1970: modernisation d'après-guerre
Après la fusion de la CMP avec la STCRP en 1942, leur réseau sera repris en 1949 par la RATP, créée par la loi du 21 mars 1948. Le métro de Paris est toujours géré et exploité par cet établissement public à caractère industriel et commercial (EPIC) qui ne fonctionne plus en régie. La RATP gère également le funiculaire de Montmartre, des lignes de bus, de tramway, ainsi qu'une partie des lignes A et B du réseau express régional d'Île-de-France.
En 1949, en application du plan de 1929, le réseau comporte neuf prolongements en banlieue : la ligne 1 atteint Neuilly à l'ouest et Vincennes à l'est, la ligne 3 arrive à Levallois-Perret, la ligne 5 à Pantin, la ligne 7 à Ivry-sur-Seine, la ligne 9 à Boulogne-Billancourt à l'ouest et à Montreuil à l'est, la ligne 11 aux Lilas et la ligne 12 à Issy-les-Moulineaux.

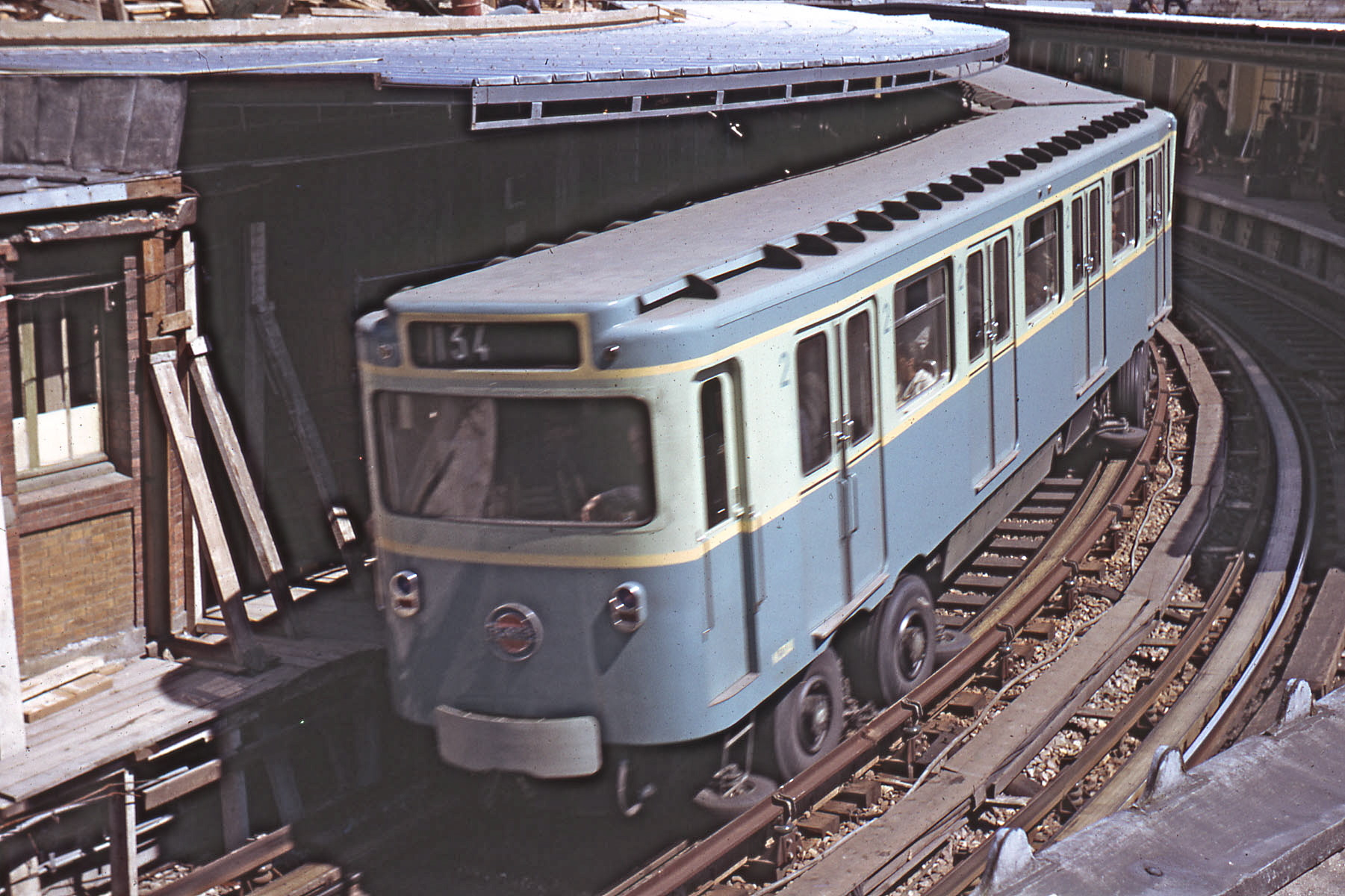
Une rame MP 59 de la ligne 1 en livrée d'origine, quittant la station Bastille, en 1963.

Les deux décennies entre 1952 et 1972 sont une période de stagnation pour le métro de Paris : le métro se remet lentement des séquelles de la Seconde Guerre mondiale, le transport individuel a la priorité et aucune extension n'est construite, hormis le prolongement en 1952 de la ligne 13 jusque Carrefour Pleyel débuté sous l'Occupation, faute de moyens et de volonté politique. Les seuls investissements notables concernent l'arrivée du matériel articulé et du matériel sur pneu (MP 55 puis MP 59) sur quelques lignes ainsi que le renouvellement partiel de la décoration des stations. À compter de 1962, démarrent les travaux de la ligne A du RER, nouveau mode de transport en commun complémentaire du métro.
Le premier choc pétrolier relance l'activité du métro à partir de 1972. Cependant, dès la fin des années 1960, un élan de modernisation est lancé et durera jusqu'au début des années 1980.
Côté matériel roulant, après l'arrivée des matériels sur pneumatique commandés en 1955 et 1959, le renouvellement des rames Sprague se poursuit avec le nouveau matériel MF 67, commandé en 1967. La ligne 3 est la première équipée avec des rames à adhérence totale (toutes les voitures sont motrices) permettant de bonnes accélérations. L'adhérence totale sera abandonnée par la suite. Ce sont ensuite les rames MF 77 qui entrent en circulation en 1978 et permettent le retrait complet du service des rames Sprague, dont le dernier voyage commercial a lieu le 16 avril 1983. À l'ergonomie particulièrement soignée, les rames MF77 doivent permettre de desservir les lignes comportant des antennes importantes en banlieue nécessitant de bonnes vitesses de pointe.
Entre 1969 et 1973, les poinçonneurs chargés du contrôle des billets sont progressivement remplacés par les tourniquets. Les anciens portillons automatiques, mis en service dans les années 1920, pour éviter que les voyageurs n'accèdent au quai lors de l'arrivée d'une rame, sont progressivement supprimés.
La vague de modernisation des années 1970 se concrétise également par la création des postes de commande et de contrôle centralisés (PCC) et par l'installation du système de pilotage automatique (PA) :
- la ligne 1 est la première à disposer d'un PCC en 1967, PCC qui permet, sous l'autorité d'un unique chef de régulation, de gérer la marche des trains, l'énergie électrique de traction, la commande des itinéraires (aiguillages), la communication avec les conducteurs et l'information des voyageurs ; dans les années suivantes, et ce jusqu'en 1975, toutes les lignes sont équipées d'un PCC[36] (s'il était initialement prévu la gestion des terminus depuis les PCC, des difficultés techniques ne permirent pas aux PCC d'assurer cette fonction[36] qui ne sera réalisée qu'à partir des années 2000 lors de leur renouvellement) ;
- la ligne 11 est la première à être équipée d'un système de pilotage automatique en 1967 ; les autres lignes en sont dotées progressivement jusqu'en 1979, à l'exception des lignes 10, 7 bis et 3 bis[36].

### 1970 - 2000: développement du réseau en banlieue

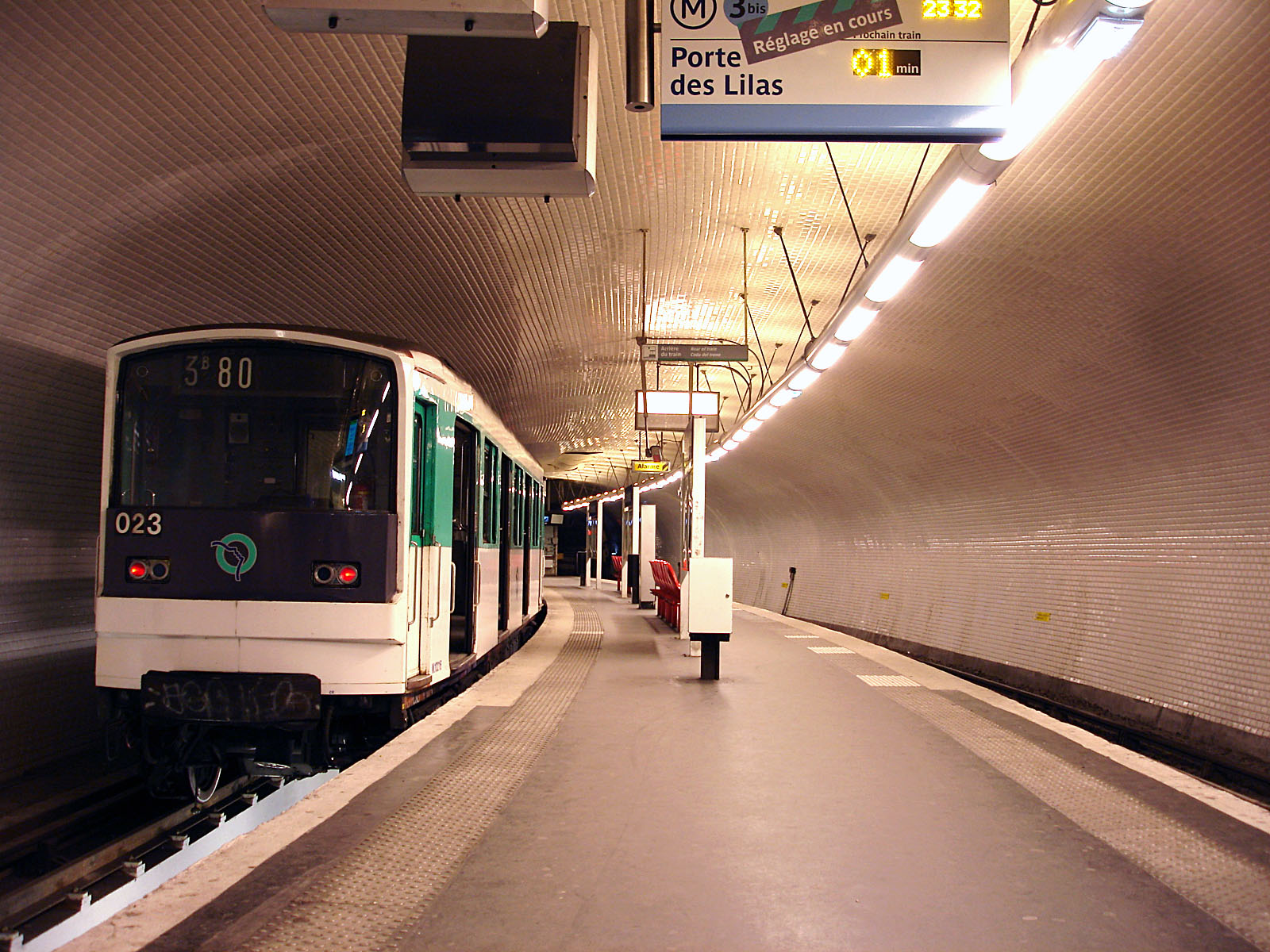
Une rame MF 67 à la station Gambetta (ligne 3 bis), en janvier 2010.

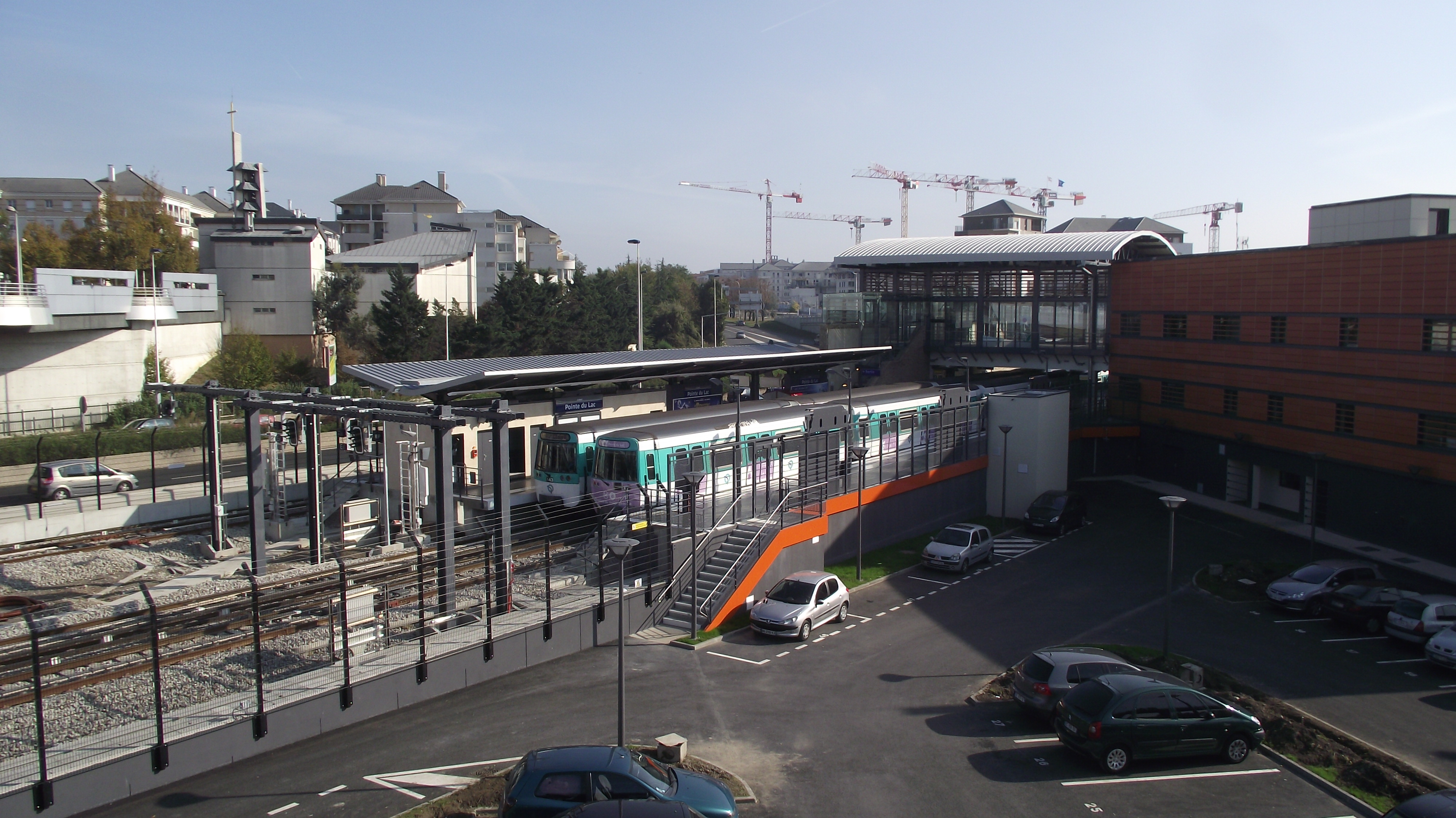
La station Pointe du Lac (ligne 8), en octobre 2011.

Le nombre de lignes de métro s'accroît désormais uniquement du fait de l'isolement de l'embranchement le moins fréquenté de la 7 et de la déviation de la 3, qui deviennent ainsi des lignes indépendantes : la 7 bis (en 1967) et la 3 bis (en 1971) ; puis ce nombre se réduit à 15 en raison de la fusion, dans les années 1970, des lignes 13 (partie nord de l'actuelle ligne 13) et 14 (ancienne ligne reliant Invalides à Porte de Vanves) après achèvement de la liaison entre Saint-Lazare et Invalides.
Des prolongements destinés à assurer une meilleure desserte de la petite couronne sont progressivement mis en service. Dans les années 1970, plusieurs prolongements sont mis en service.
- La ligne 8 est prolongée de Charenton - Écoles à Maisons-Alfort - Stade le 19 septembre 1970[37], puis à Maisons-Alfort - Les Juilliottes le 27 avril 1972[38], puis encore à Créteil - L'Échat le 24 septembre 1973[38] et enfin à Créteil - Préfecture le 10 septembre 1974.
- La ligne 3 est prolongée le 2 avril 1971[39], de Gambetta à Gallieni.
- La ligne 13 est prolongée à toutes ses extrémités. Le 21 mai 1976, le terminus de Carrefour Pleyel passe à Saint-Denis - Basilique. Le 9 novembre 1976, l'ex-ligne 14 tout juste intégrée à la ligne 13 par la création d'un tronçon central entre Saint-Lazare et Invalides, est prolongée de Porte de Vanves à Châtillon - Montrouge[40]. Enfin, le 7 mai 1980, le terminus Porte de Clichy est repoussé à Gabriel Péri - Asnières - Gennevilliers[40].

Fin 1979 et durant les années 1980, les extensions suivantes sont réalisées.
- La ligne 7 est prolongée le 4 octobre 1979[40] de Porte de la Villette à Fort d'Aubervilliers. L'arrêt Maison Blanche permet de rejoindre Le Kremlin-Bicêtre grâce au débranchement le 10 décembre 1982[41] ; embranchement prolongé vers Villejuif - Louis Aragon le 28 février 1985[réf. souhaitée]. Le terminus de Fort d'Aubervilliers est enfin déplacé à La Courneuve - 8 Mai 1945 le 6 mai 1987[42].
- La ligne 10 est prolongée de Porte d'Auteuil à Boulogne - Jean Jaurès le 3 octobre 1980[40], puis à Boulogne - Pont de Saint-Cloud le 2 octobre 1981[40].
- La ligne 5 est prolongée le 25 avril 1985, de Église de Pantin à Bobigny - Pablo Picasso.

Les années 1990 sont marquées par les prolongement suivants :
- La ligne 1 est prolongée le 1er avril 1992 de Pont de Neuilly à La Défense. Le fleuve est franchi.
- La ligne 13 est prolongée le 25 mai 1998 de Basilique de Saint-Denis (anciennement Saint-Denis - Basilique) à Saint-Denis - Université.

### A partir de 1998: automatisation de lignes

#### 1998: nouvelle ligne entièrement automatique (ligne 14)

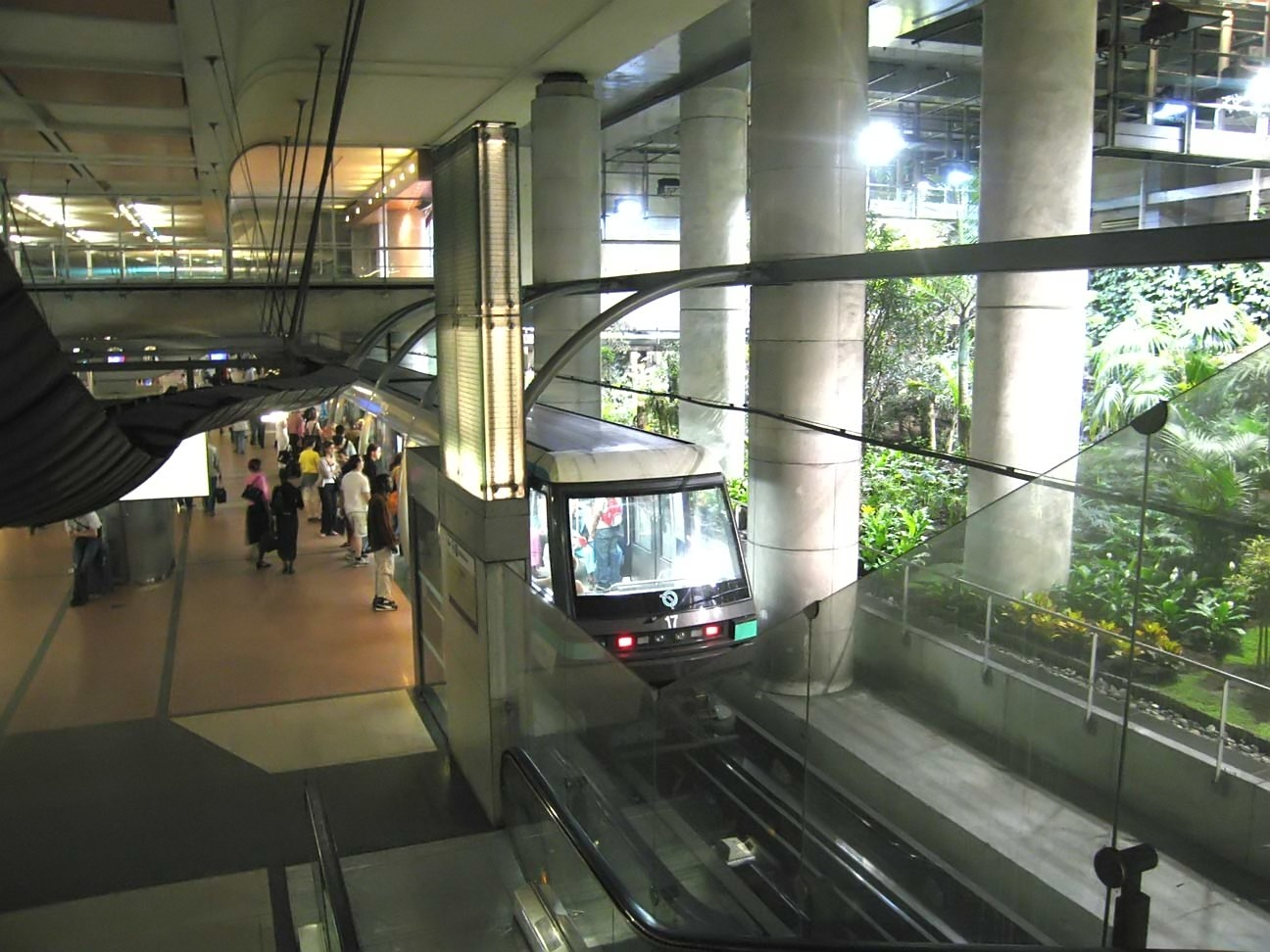
Une rame MP 89 CA de la ligne 14 en station de Gare de Lyon, en juin 2006.

Le 15 octobre 1998 est inaugurée une ligne véritablement nouvelle : la ligne 14, ouverte entre les stations Bibliothèque François-Mitterrand et Madeleine. La ligne n'est prolongée de Madeleine à Saint-Lazare que le 16 décembre 2003, faute de budget, le STIF ayant financé en même temps le projet EOLE (RER E), Meteor ainsi que la jonction Châtelet – Gare de Lyon du RER D. À l'autre extrémité de la ligne, elle atteint Olympiades le 26 juin 2007. Un important prolongement est inauguré le 14 décembre 2020, entre Saint-Lazare et Mairie de Saint-Ouen, portant la longueur de la ligne à plus de 13 km[réf. nécessaire].

La ligne 14 est la première ligne du métro parisien à mettre en œuvre la conduite automatisée sans conducteur grâce au système d'automatisation de l'exploitation des trains (SAET) fourni par Siemens Transportation Systems. En conséquence, tous les quais de la station sont munis de portes palières. La ligne se caractérise également par des distances interstations plus proches de celles du RER, notamment de Gare de Lyon à Châtelet, permettant d’atteindre une vitesse d'exploitation moyenne de 40 km/h, particulièrement élevée. La ligne, les rames de métro ainsi que les dimensions et la décoration des stations en font la vitrine de la RATP et des entreprises Alstom et Siemens. Bien que n'accueillant que des rames à six voitures, les stations sont conçues dès l'origine pour accueillir des rames de huit voitures. Ce n'est qu'à partir du 12 octobre 2020, lors de la mise en service des rames MP 14, que des rames à huit voitures sont exploitées sur la ligne.

#### 2010 - 2020: automatisations de lignes existantes (lignes 1 et 4)

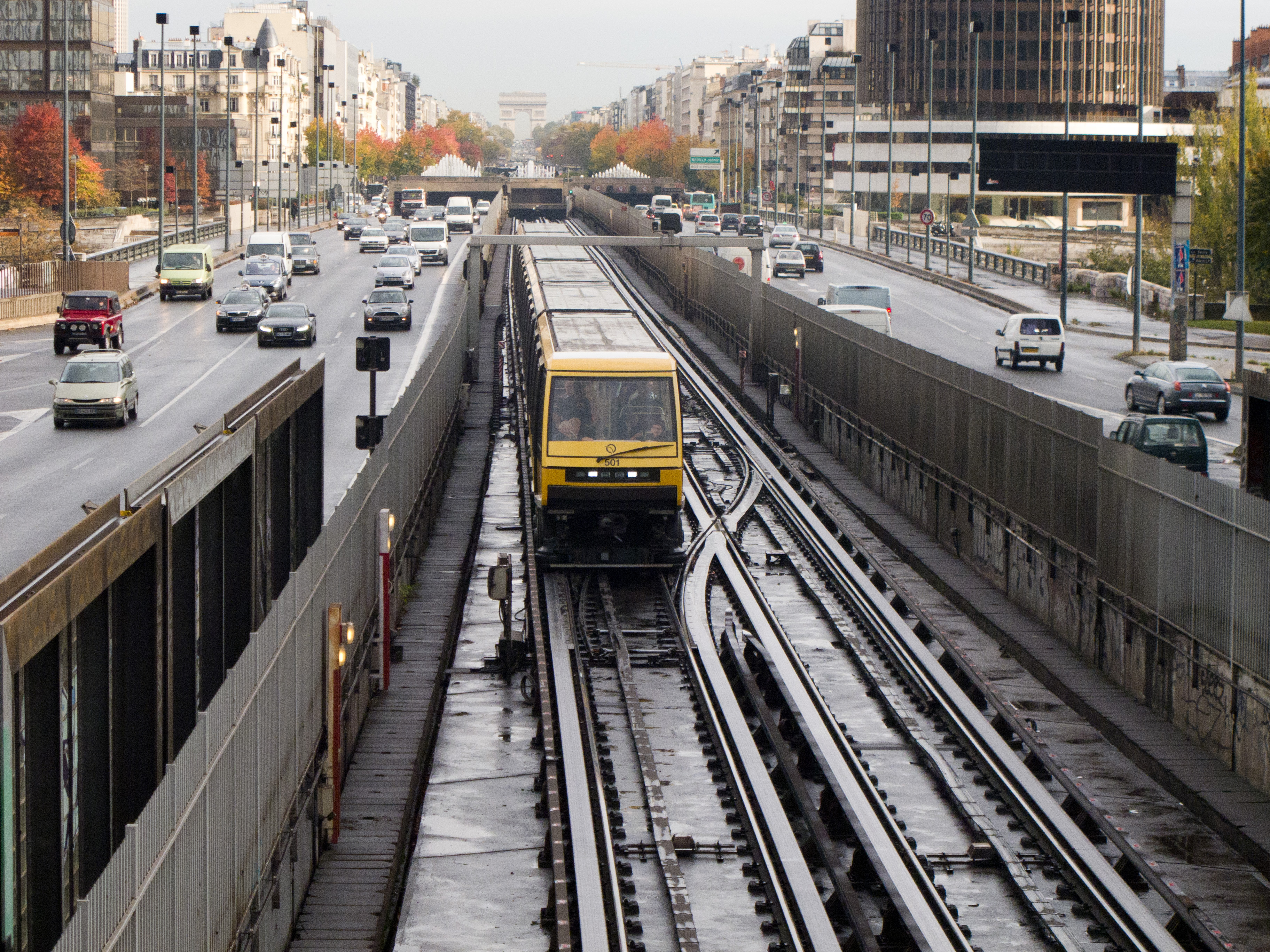
Une rame MP 05 pelliculée de la ligne 1 sur le pont de Neuilly, en novembre 2011.

Pour augmenter sa capacité, la ligne 1, qui est la plus fréquentée du réseau, a été automatisée afin de devenir intégralement automatique, c'est-à-dire sans conducteur. Décidée en 2005 par la RATP, cette automatisation s'est faite avec seulement de rares interruptions de trafic, ce qui est une performance pour une ligne très fréquentée et en exploitation,.
Les travaux d'automatisation ont commencé en 2006, avec entre autres la rénovation de la signalisation latérale, et la transformation de l'ancienne boucle terminus de Porte Maillot, un temps utilisée comme espace de réception, en atelier de maintenance des rames. Dans l'ensemble des stations de la ligne, des portes palières à mi-hauteur (1,8 m) ont été installées, afin de la rendre hermétique. Elles permettent d'éviter les incidents sur les voies, intrusions, chûtes et suicides sur cette ligne historique qui traverse tout Paris en suivant son axe est-ouest (Nation, Bastille, Louvre, Concorde, Champs-Élysées, Arc de Triomphe, ainsi que la Défense).
Toutefois, ils ne sont pas exempts d'incidents, avec parfois de longues coupures de trafic à la suite d'une panne électrique ou de signalisation. Le 13 janvier 2011 notamment, le trafic est totalement interrompu durant 2 h 30 en pleine heure de pointe du matin, en raison de disjonctions. La RATP décide d'équiper la ligne en rames automatiques MP 05, afin de pouvoir assurer son service intégralement automatiquement. Les premières navettes automatiques sont entrées en service commercial le 3 novembre 2011, donnant le coup d'envoi à une période transitoire d'exploitation mixte entre guidage manuel et automatique. Cette dernière dure jusqu'au 22 décembre 2012, date à partir de laquelle la ligne est exploitée en mode automatique intégral, à l'instar de la ligne 14.

#### Début duXXIesiècle: modernisation des rames et nouvelles extensions

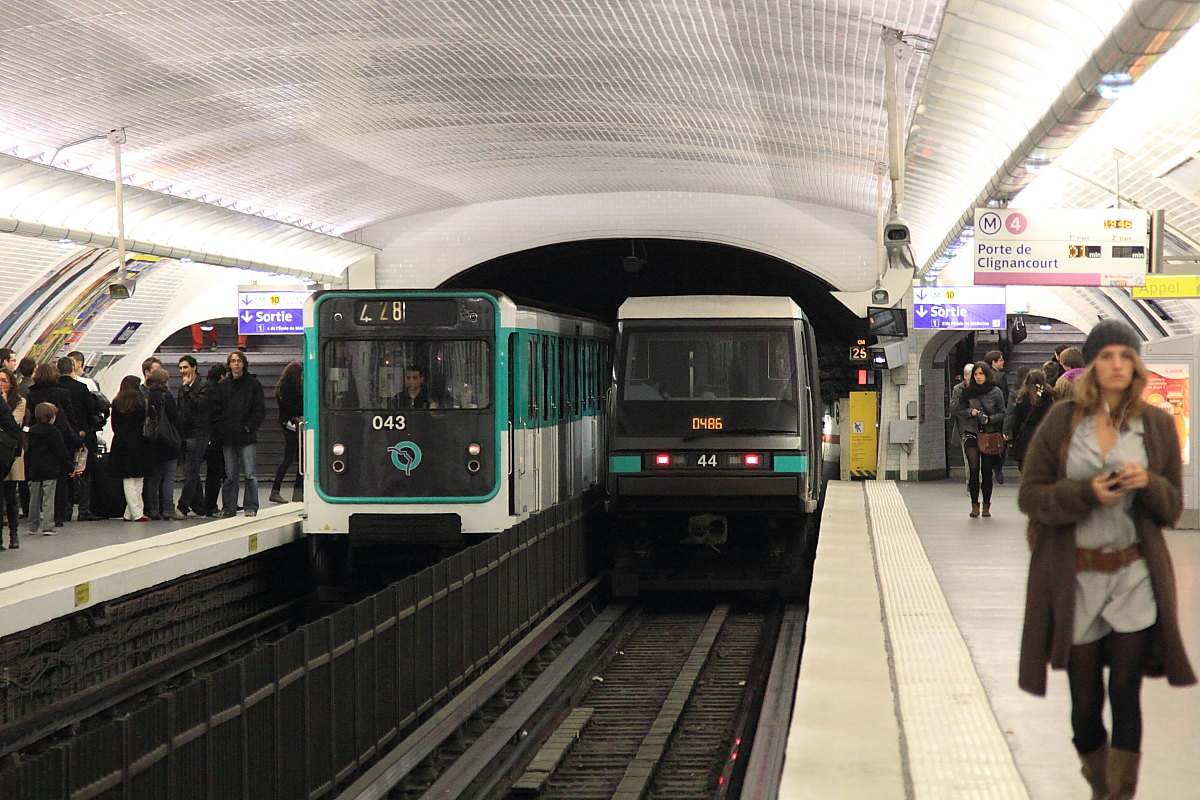
Une rame MP 59 (gauche) croisant une rame MP 89 (droite) à la station Odéon sur la ligne 4, en octobre 2011.

De mai 2011 à mars 2013, la RATP procède au transfert des rames MP 89 CC de la ligne 1 sur la ligne 4 au fur et à mesure des mises en service des rames automatiques MP 05, profitant ainsi du processus d'automatisation de la ligne 1 en cours. L'objectif recherché est de remplacer les rames MP 59 sur la ligne.
Par rapport aux rames MP 59, les MP 89 ont un espace intérieur d'un seul tenant, sans séparation entre les voitures, permettant une meilleure répartition des voyageurs. Leurs performances pourraient améliorer le débit de la ligne et réduire légèrement le temps de parcours.
Le processus démarre le 23 mai 2011 avec la réception du premier MP 89 CC pour prendre fin en mars 2013 à l'occasion de l'ouverture du prolongement à Montrouge. Cependant, les rames de type MP 59 circulent pour la dernière fois sur la ligne 4, en service commercial, le 21 décembre 2012. Les MP 59 disparaissent ainsi complètement de la ligne, après 45 années d'utilisation sur celle-ci, et 49 années depuis leur mise en service sur la ligne 1.

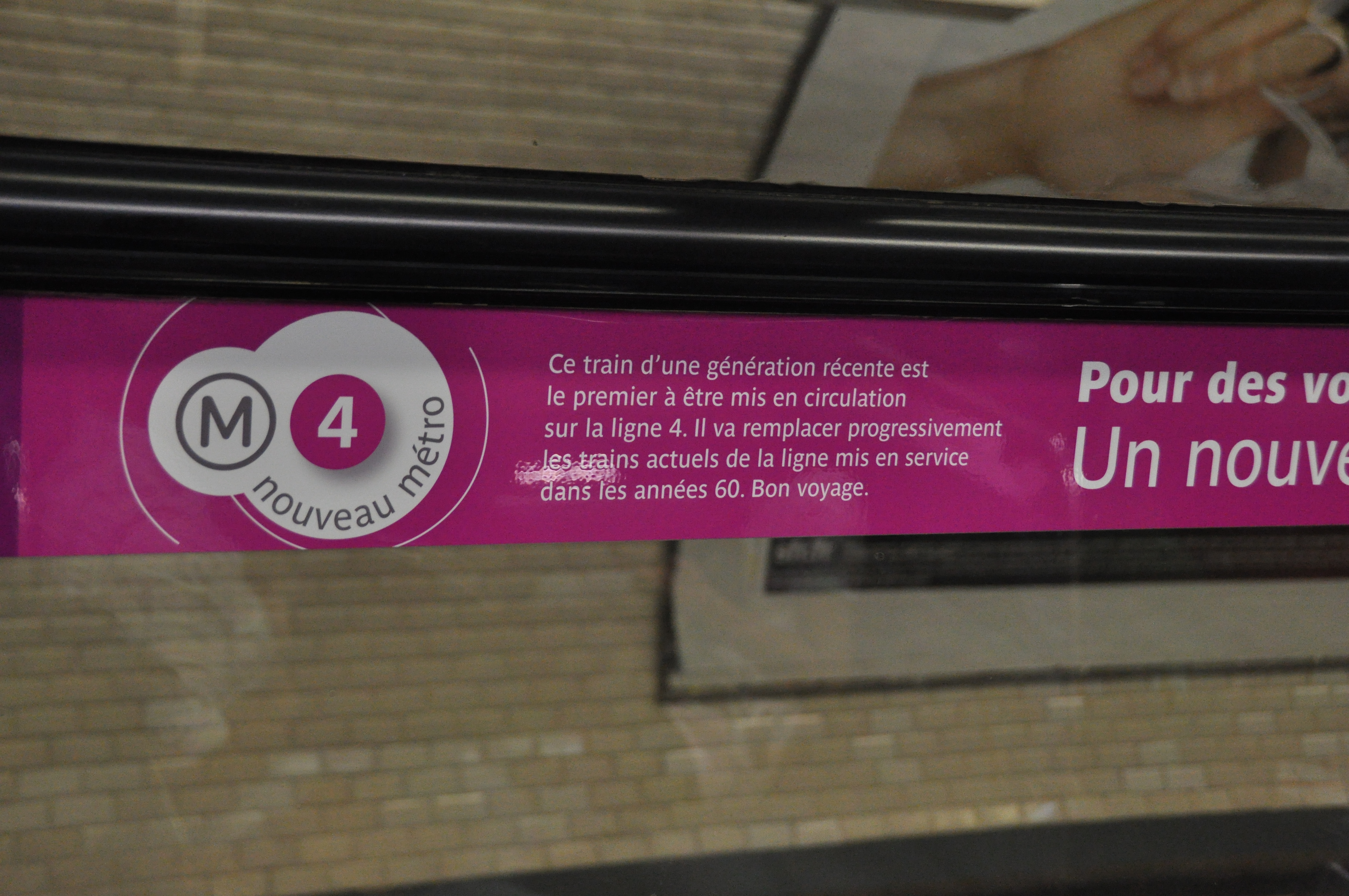
Autocollant explicatif présent dans la première rame transférée sur la ligne 4 en octobre 2011.
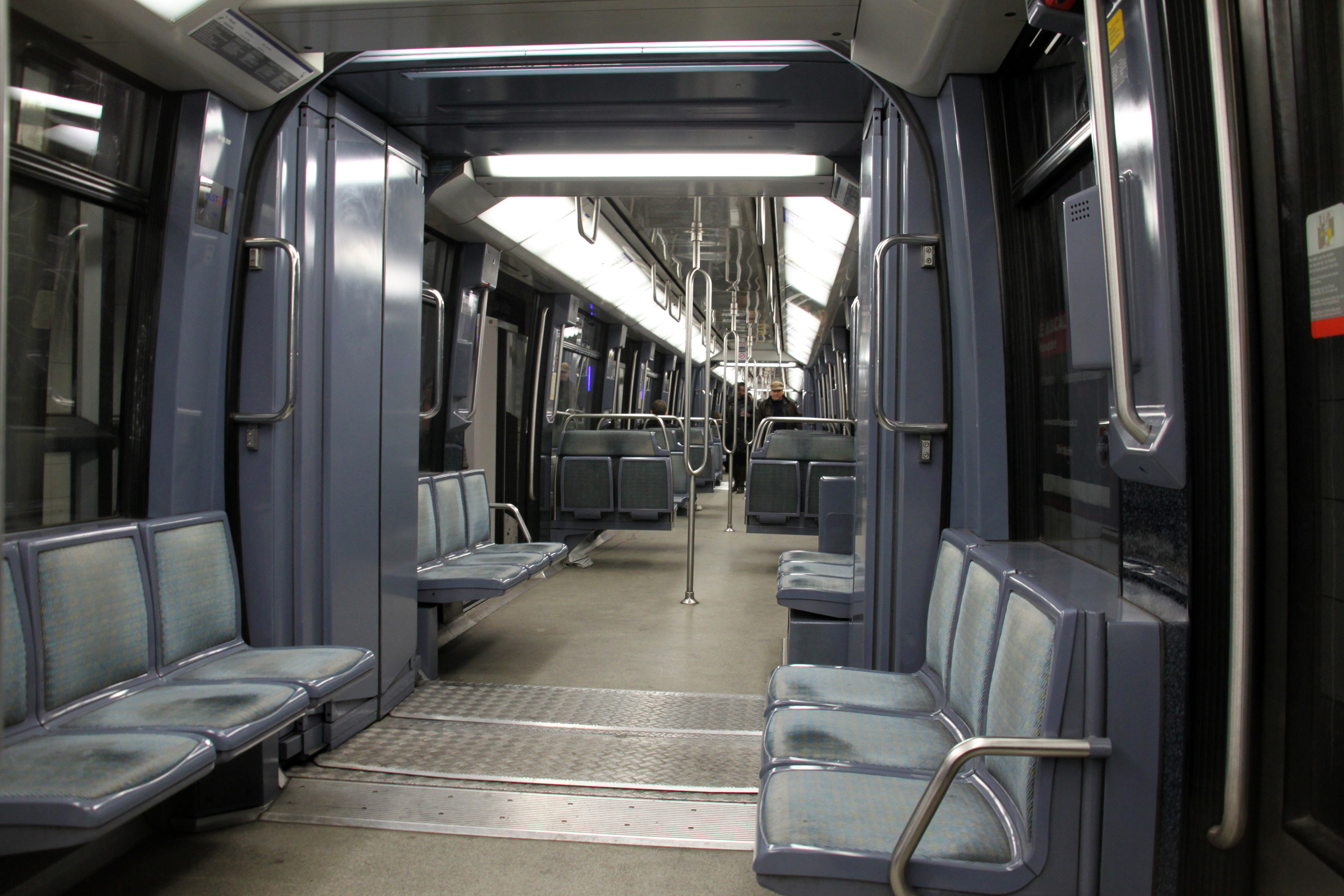
Intérieur d'une rame MP 89 CC (novembre 2010).
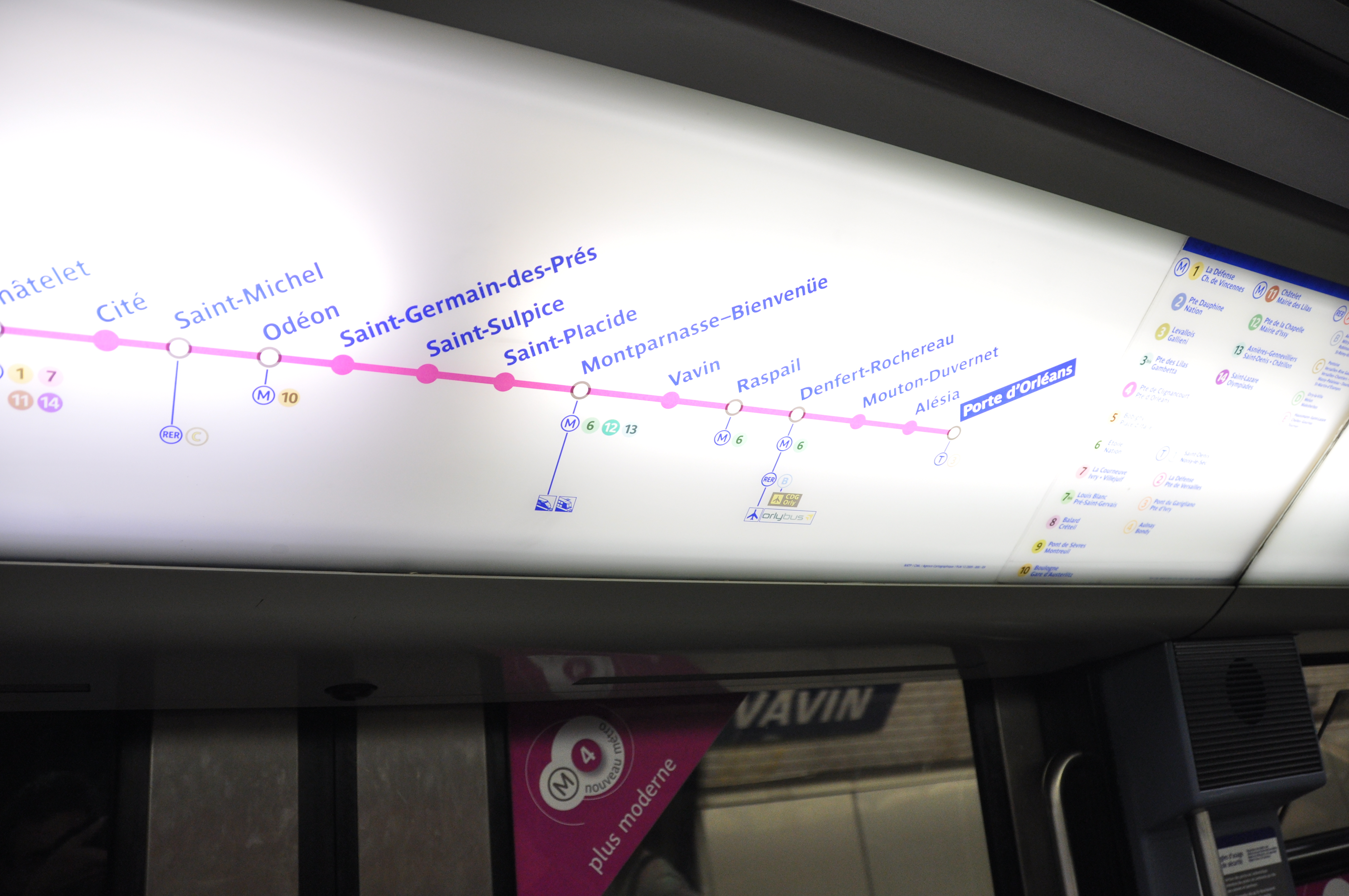
Plan de la ligne 4 dans une rame MP 89 (octobre 2011).

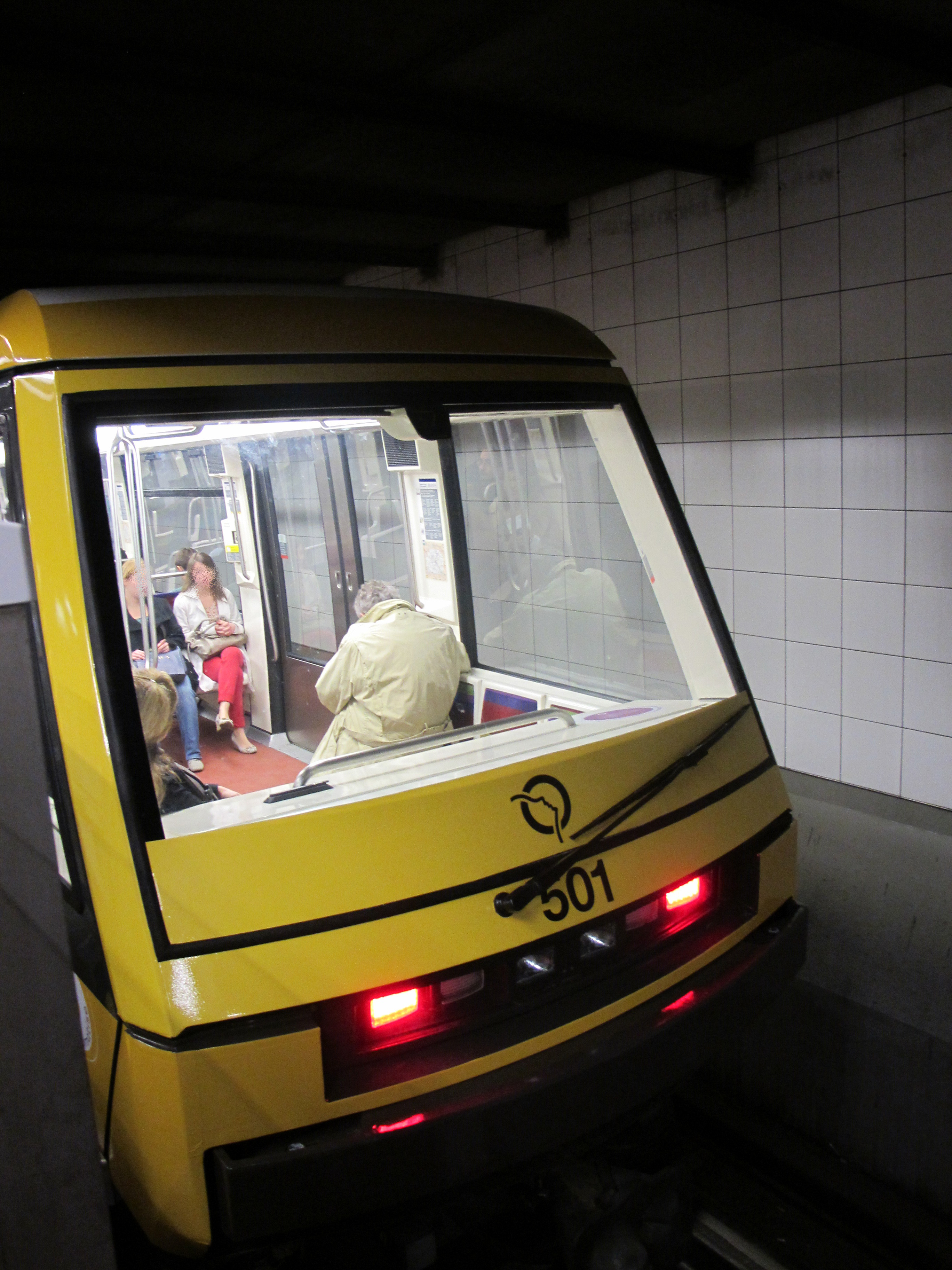
La rame MP 05 no 501 de la ligne 1, en novembre 2011.

De novembre 2011 à février 2013, la RATP procède à la mise en service progressive de nouvelles rames automatiques, commandées auprès d'Alstom pour permettre d'assurer l'exploitation intégralement automatique de la ligne 1.
Dénommées MP 05, elles sont basées sur les MP 89 actuellement en circulation sur la ligne 14 et se distinguent des trains actuellement en circulation sur la ligne 4 par l'absence de cabine de conduite. En effet, à l'instar des MP 89 CA de la ligne 14, elles sont entièrement automatiques et possèdent un pupitre de conduite de secours. À partir du 3 novembre 2011, les MP 05 ont été progressivement mises en service commercial sur la ligne 1 en remplacement des MP 89 CC progressivement mutées sur la ligne 4.
La ligne 14 est équipée depuis 2020 des rames MP 14, progressivement. Les MP 89 CA et MP 05 qui équipent la ligne, devraient à terme rejoindre la ligne 4 en cours d'automatisation tandis que les MP 89 CC de la ligne 4 doivent rejoindre la ligne 6, dont les MP 73 seront réformés,.
En 2022, les MP 59 de la ligne 11 devaient être reformés pour faire place à des MP 14 CC.
En 2023, les MP 89 CC commencent à arriver sur la ligne 6 et les MP 89 CA quittent la ligne 14 le 23 mars. En décembre 2023, les MP 89 CC quittent la ligne, qui devient entièrement automatique.

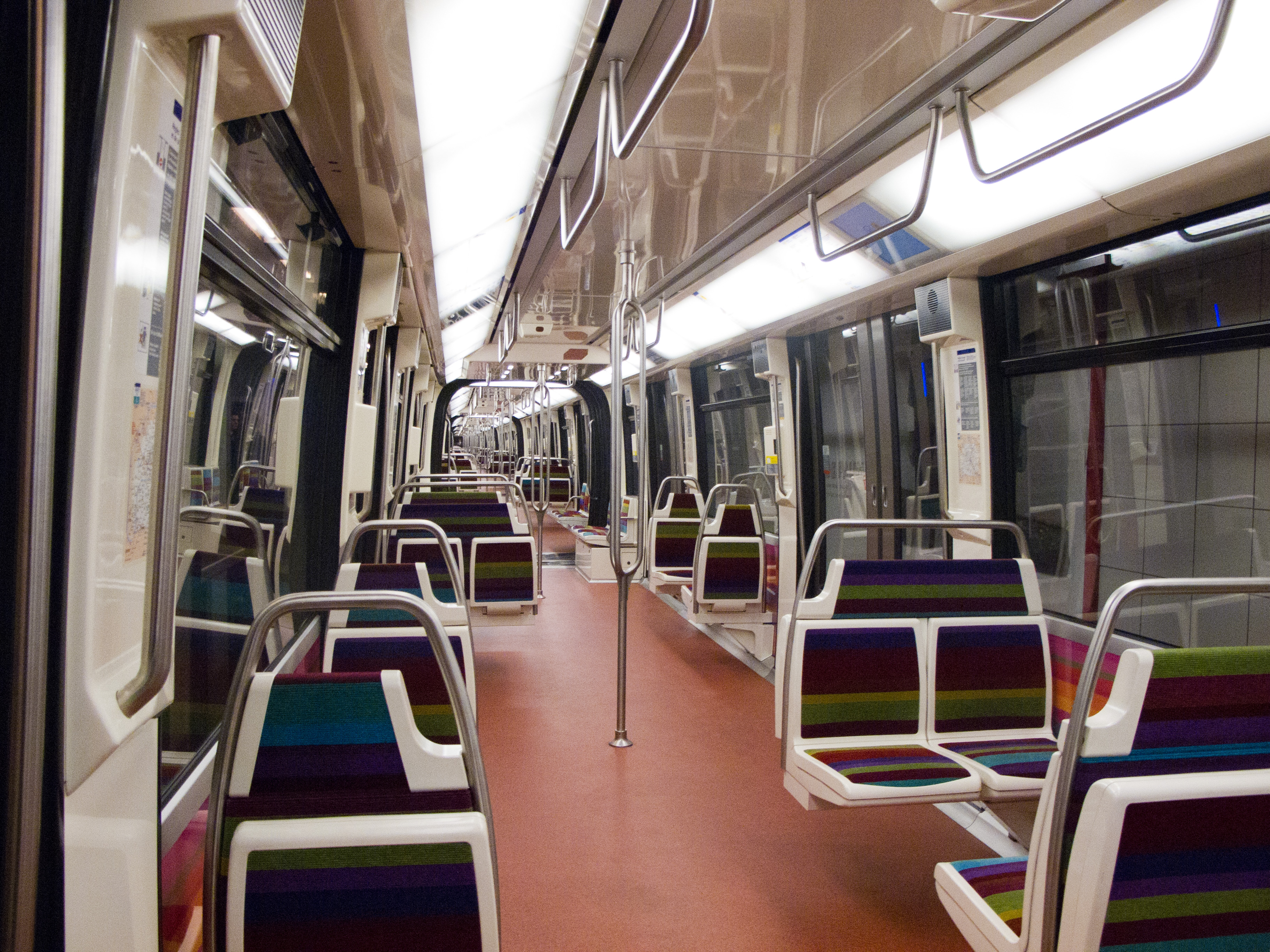
Intérieur d'une rame MP 05 (novembre 2011).
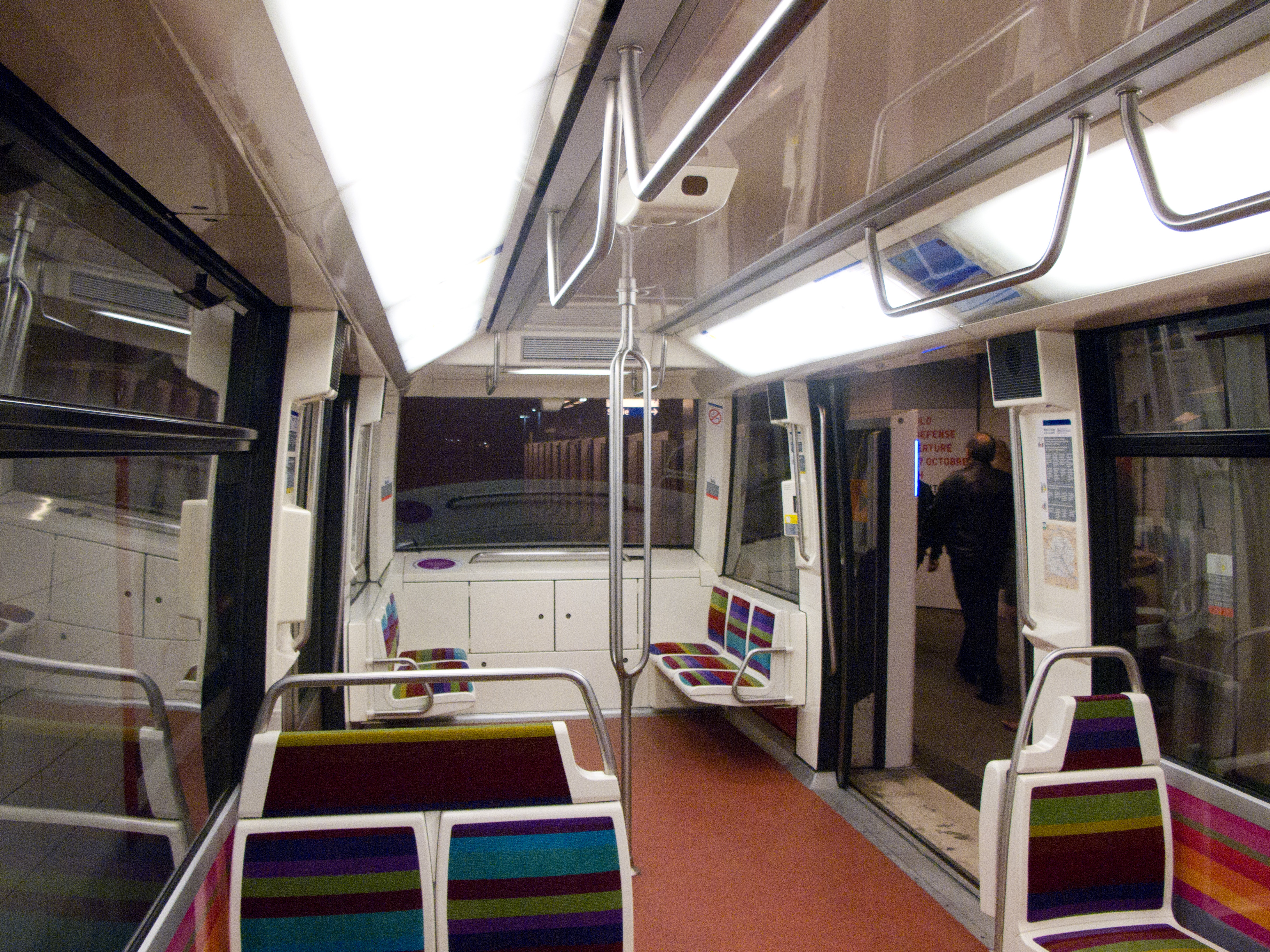
Intérieur d'une rame MP 05 (novembre 2011).
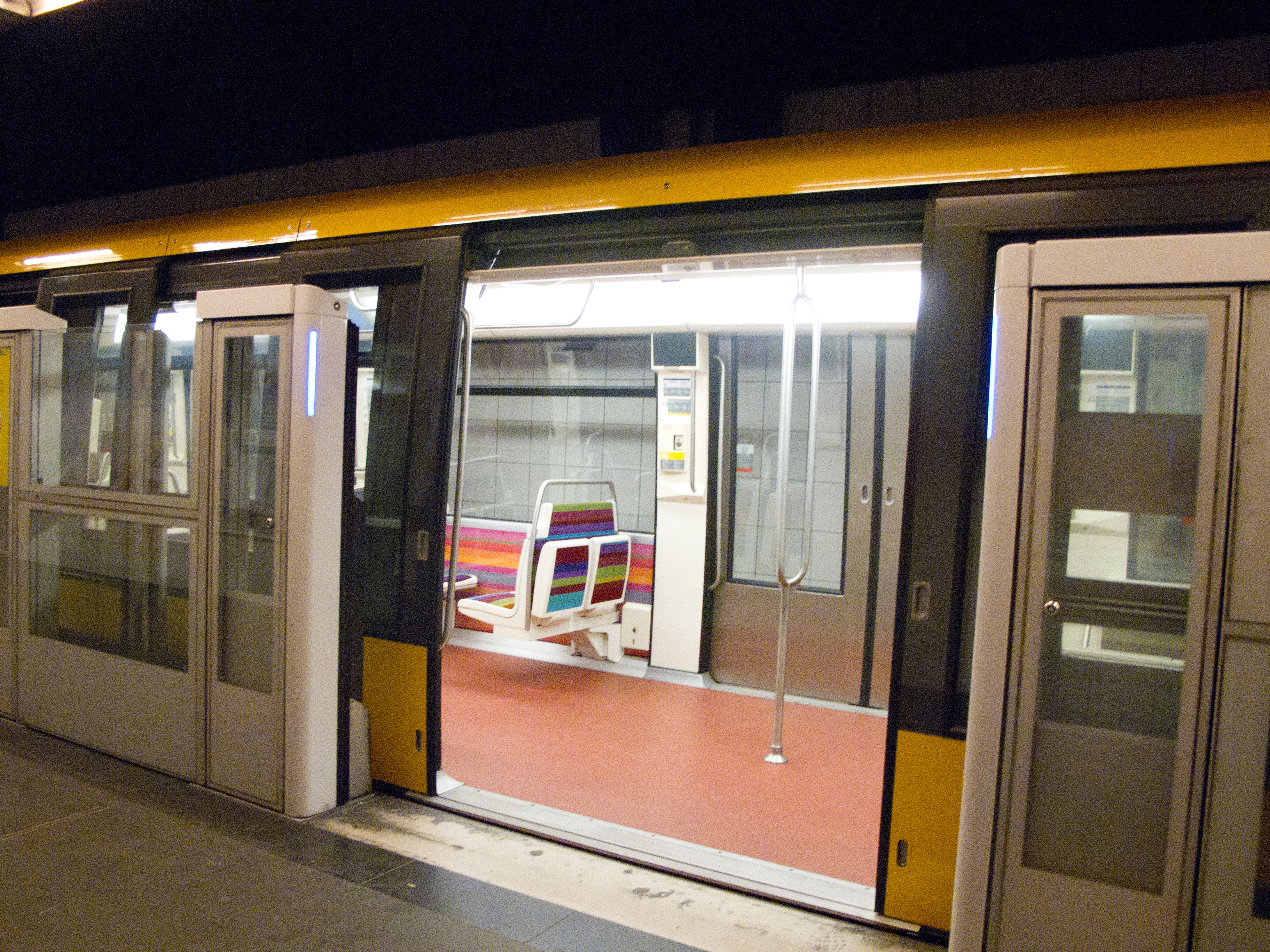
Portes d'un MP 05 ouvertes (novembre 2011).

De nouvelles extensions de lignes en banlieue ont lieu au XXIe siècle :
- La ligne 13 est de nouveau prolongée le 14 juin 2008, de Gabriel Péri (anciennement Gabriel Péri - Asnières - Gennevilliers) à Les Courtilles.
- La ligne 8 est prolongée de Créteil - Préfecture à Pointe du Lac le 8 octobre 2011[61],[62].
- La ligne 12 est prolongée de Porte de la Chapelle vers Front populaire le 18 décembre 2012, puis jusqu'à Mairie d'Aubervilliers le 31 mai 2022.
- La ligne 4 est prolongée de Porte d'Orléans à Mairie de Montrouge le 23 mars 2013, puis jusqu’à Bagneux - Lucie Aubrac le 13 janvier 2022.

### À partir de 2024: amorce du Grand Paris Express
Conceptualisé à partir de 2010, le Grand Paris Express vise à mieux desservir la banlieue avec un métro régionalisé. Les premières ouvertures de tronçons ont lieu avec les Jeux olympiques d'été de 2024 :
- La ligne 11 est prolongée de Mairie des Lilas à Rosny-Bois-Perrier le 13 juin 2024.
- La ligne 14 est prolongée au Nord de Mairie de Saint-Ouen à Saint-Denis Pleyel et au Sud d'Olympiades à l'Aéroport d'Orly le 24 juin 2024 dans le cadre du Grand Paris Express.

## Réseau actuel

### Présentation du réseau
Depuis le 18 janvier 2025, le réseau métropolitain de Paris est long de 245,6 kilomètres. Il est composé de seize lignes en site propre, essentiellement souterraines, qui desservent au total 321 stations nominales et 405 points d'arrêt.

Carte topologique du réseau métropolitain parisien (juillet 2024).

Le métro parisien est bien plus dense, développé et étendu que celui de Berlin (10 lignes, 173 stations et 146 km de voies). Le métro de Londres (11 lignes, 270 stations et 402 km) est comparativement bien moins dense en centre-ville mais ses lignes desservent l'essentiel de l'agglomération (sauf vers le sud où le réseau ferroviaire de banlieue est très dense) contrairement au réseau parisien, concentré dans le centre et ne desservant pas la grande banlieue jusqu'à la mise en œuvre du Grand Paris Express.

#### Longueur et quadrillage

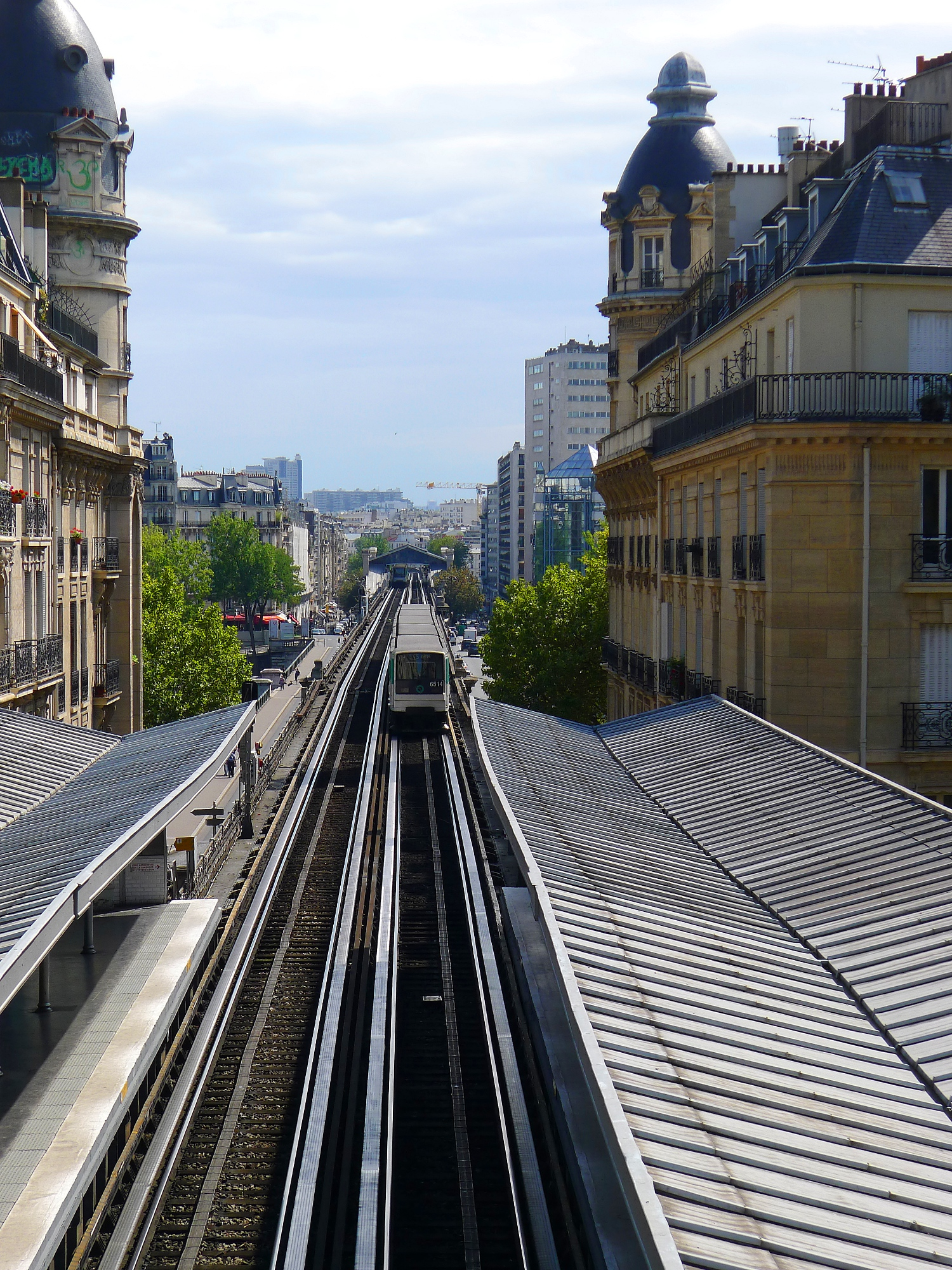
Une rame MP 73 de la ligne 6 quittant la station Passy, établie sur un viaduc, en septembre 2011.

Le réseau métropolitain de Paris, d'une longueur de 245,6 kilomètres, est conçu pour assurer une desserte fine de Paris intra-muros : les stations y sont très rapprochées — 548 m en moyenne mais 465 m pour la ligne 4 et plus d'1 km pour la ligne 14 — ce qui assure un quadrillage serré de Paris intra-muros. La proche banlieue n'est en revanche desservie que par les prolongements des lignes, imposant de passer par Paris intra-muros pour aller d'une commune de banlieue à une autre, la faible vitesse commerciale interdisant pratiquement la desserte de la grande couronne (banlieue éloignée de Paris). Il y a tout de même trente-neuf communes de la petite couronne desservies par le métro.
Le métro parisien est essentiellement souterrain (225,2 km sur 245,6) : les tronçons en surface comprennent des sections en viaduc dans Paris intra-muros (lignes 1, 2, 5 et 6) et au niveau de la surface en banlieue (lignes 1, 5, 8, 11 et 13). Le tunnel du métro parisien est proche de la surface car la nature du sol parisien, très hétérogène, n'a pas permis de creuser des tunnels à grande profondeur ; il existe quelques exceptions imposées par le relief (butte Montmartre, Ménilmontant). Du fait de cette faible profondeur le tunnel est obligé de suivre l'axe des rues : il en découle des tracés souvent sinueux ; le cahier des charges du métro établi en 1900 impose un rayon de courbure minimum de 75 m, déjà très faible pour le monde ferroviaire, et qui n'a pas toujours pu être respecté (Bastille, Notre-Dame-de-Lorette).
Le métro circule sur des lignes qui ne comportent que deux voies, ce qui interdit le roulement de trains express comme à New York, puisque les rames desservent toutes les stations. Seules les lignes 7 et 13 possèdent des embranchements desservis alternativement par les rames. Les voies, lorsqu'elles sont souterraines, sont pratiquement toujours posées dans un tunnel unique. La circulation des trains s'effectue sur la droite comme dans la plupart des autres métros et tramways français, à la différence de ce qui se pratique pour les trains de la SNCF et le métro de Lyon (circulant à gauche). L'écartement des rails est standard, 1 435 mm. L'alimentation électrique se fait par un troisième rail latéral, avec une tension électrique de 750 volts en courant continu.

#### Lignes en service
Le réseau métropolitain de Paris est composé de seize lignes dont deux lignes dites « bis ».
Dans le tableau ci-dessous, le sigle « MF » désigne les matériels sur roues métalliques en fer et le sigle « MP » les matériels sur pneumatiques. Les deux chiffres suivants indiquent l'année de la première mise en circulation du modèle correspondant ou l'année de sa première commande au constructeur.
La fréquentation annuelle comptabilise uniquement le nombre d'utilisations en provenance de la voie publique, du réseau de surface (bus, tramway, Transilien) et du RER. En revanche les correspondances entre lignes de métro ne sont pas prises en compte. En ce sens, les chiffres publiés ci-dessous sous-évaluent l'usage réel par ligne ; le chiffre à l'échelle du réseau demeure quant à lui pertinent.
| Ligne              | Ligne              | Parcours                                                                                     | Mise en service | Dernier prolongement | Longueur en km (en surface) | Nombre de stations                    | Matériel                | Temps de parcours (en min, aller simple) | Millions de voyageurs (2024) |
| ------------------ | ------------------ | -------------------------------------------------------------------------------------------- | --------------- | -------------------- | --------------------------- | ------------------------------------- | ----------------------- | ---------------------------------------- | ---------------------------- |
|                    | (1)                | La Défense ↔ Château de Vincennes                                                            | 1900            | 1992                 | +016,6 (0,6)                | 25                                    | MP 05                   | 37                                       | 168                          |
|                    | (2)                | Porte Dauphine ↔ Nation                                                                      | 1900            | 1903                 | +012,4 (2,2)                | 25                                    | MF 01                   | 34                                       | 92                           |
|                    | (3)                | Pont de Levallois ↔ Gallieni                                                                 | 1904            | 1971                 | +011,7                      | 25                                    | MF 67                   | 32                                       | 87                           |
|                    | (3bis)             | Gambetta ↔ Porte des Lilas                                                                   | 1971            | 1971                 | +001,3                      | 4                                     | MF 67                   | 4                                        | 87                           |
|                    | (4)                | Porte de Clignancourt ↔ Bagneux - Lucie Aubrac                                               | 1908            | 2022                 | +014,                       | 29                                    | MP 89 CA MP 05 MP 14 CA | 35                                       | 161                          |
|                    | (5)                | Bobigny - Pablo Picasso ↔ Place d'Italie                                                     | 1906            | 1985                 | +014,6 (2,5)                | 22                                    | MF 01                   | 35                                       | 102                          |
|                    | (6)                | Charles de Gaulle - Étoile ↔ Nation                                                          | 1909            | 1942                 | +013,6 (6,1)                | 28                                    | MP 73 MP 89 CC          | 34                                       | 102                          |
|                    | (7)                | La Courneuve - 8 Mai 1945 ↔ Villejuif - Louis Aragon / Mairie d'Ivry                         | 1910            | 1987                 | +022,5                      | 38                                    | MF 77                   | 46 (Villejuif) 46 (Ivry)                 | 125                          |
|                    | (7bis)             | Louis Blanc ↔ Pré-Saint-Gervais                                                              | 1967            | 1967                 | +003,1                      | 8                                     | MF 88                   | 9                                        | 125                          |
|                    | (8)                | Balard ↔ (Créteil) Pointe du Lac                                                             | 1913            | 2011                 | +023,4 (4,1)                | 38                                    | MF 77                   | 52                                       | 105                          |
|                    | (9)                | Pont de Sèvres ↔ Mairie de Montreuil                                                         | 1922            | 1937                 | +019,6                      | 37                                    | MF 01                   | 51                                       | 133                          |
|                    | (10)               | Boulogne - Pont de Saint-Cloud ↔ Gare d'Austerlitz                                           | 1923            | 1981                 | +011,7                      | 23                                    | MF 67                   | 28                                       | 44                           |
|                    | (11)               | Châtelet ↔ Rosny-Bois-Perrier                                                                | 1935            | 2024                 | +011,7 (0,6),               | 19                                    | MP 14 CC                | 25                                       | 43                           |
|                    | (12)               | Mairie d'Aubervilliers ↔ Mairie d'Issy                                                       | 1910            | 2022                 | +017,2                      | 31                                    | MF 67                   | 44                                       | 86                           |
|                    | (13)               | (Asnières - Gennevilliers) Les Courtilles / Saint-Denis - Université ↔ Châtillon - Montrouge | 1911            | 2008                 | +024,4 (2,4)                | 32                                    | MF 77                   | 36 (Les Courtilles) 39 (Saint-Denis)     | 116                          |
|                    | (14)               | Saint-Denis Pleyel ↔ Aéroport d'Orly                                                         | 1998            | 2024                 | +027,8                      | 21                                    | MP 14 CA                | 40                                       | 113                          |
| Ensemble du réseau | Ensemble du réseau | Ensemble du réseau                                                                           | 1900            | 2024                 | 245,6 (18,5)                | 405 points d'arrêts pour 321 stations | —                       | —                                        | +1 476,                      |

#### Stations
Le métro de Paris comporte 321 stations et 405 points d'arrêts, depuis le 18 janvier 2025 dont 249 sont situées en zone 1, donc à Paris, 43 en zone 2, 27 en zone 3 et 2 en zone 4, soit 72 stations (22,43 %) hors de Paris.
L'appellation des stations du métro parisien était souvent liée au nom d'une voie vers laquelle se trouve la station concernée, la proposition de la RATP devant être validée par la commune concernée. Au terme d'une consultation de la RATP, de la commune voire du public, le choix final revient maintenant à Île-de-France Mobilités. Huit stations font référence à une femme par leur nom : Louise Michel, Boucicaut, Chardon-Lagache, Pierre et Marie Curie, Barbès - Rochechouart, Madeleine, Barbara et Bagneux - Lucie Aubrac.
Soixante-douze nouvelles stations sont prévues dans le cadre du Grand Paris Express (prolongement des lignes 4, 11, 12 et 14 et création des lignes 15, 16, 17 et 18). Les édicules Guimard ornent les entrées de certaines stations ; ils sont protégés au titre des monuments historiques. Quelques éléments ont été offerts à des musées : portique de l'entourage découvert de la station Raspail au Museum of Modern Art (New York), entourage de la station Bolivar dans les collections Staatliches Museum für Angewandte Kunst à Munich (non exposé), entourage complet au musée d'Art moderne de Paris. Des reproductions de certains édicules, caractéristiques du métro parisien, sont offertes à d'autres villes comme à Chicago, qui l'installe à la gare Van Buren Street Station du Metra. Un seul édicule authentique a été offert, à la ville de Montréal, qui l'installe à la station Square-Victoria–OACI.

##### Stations ouvertes

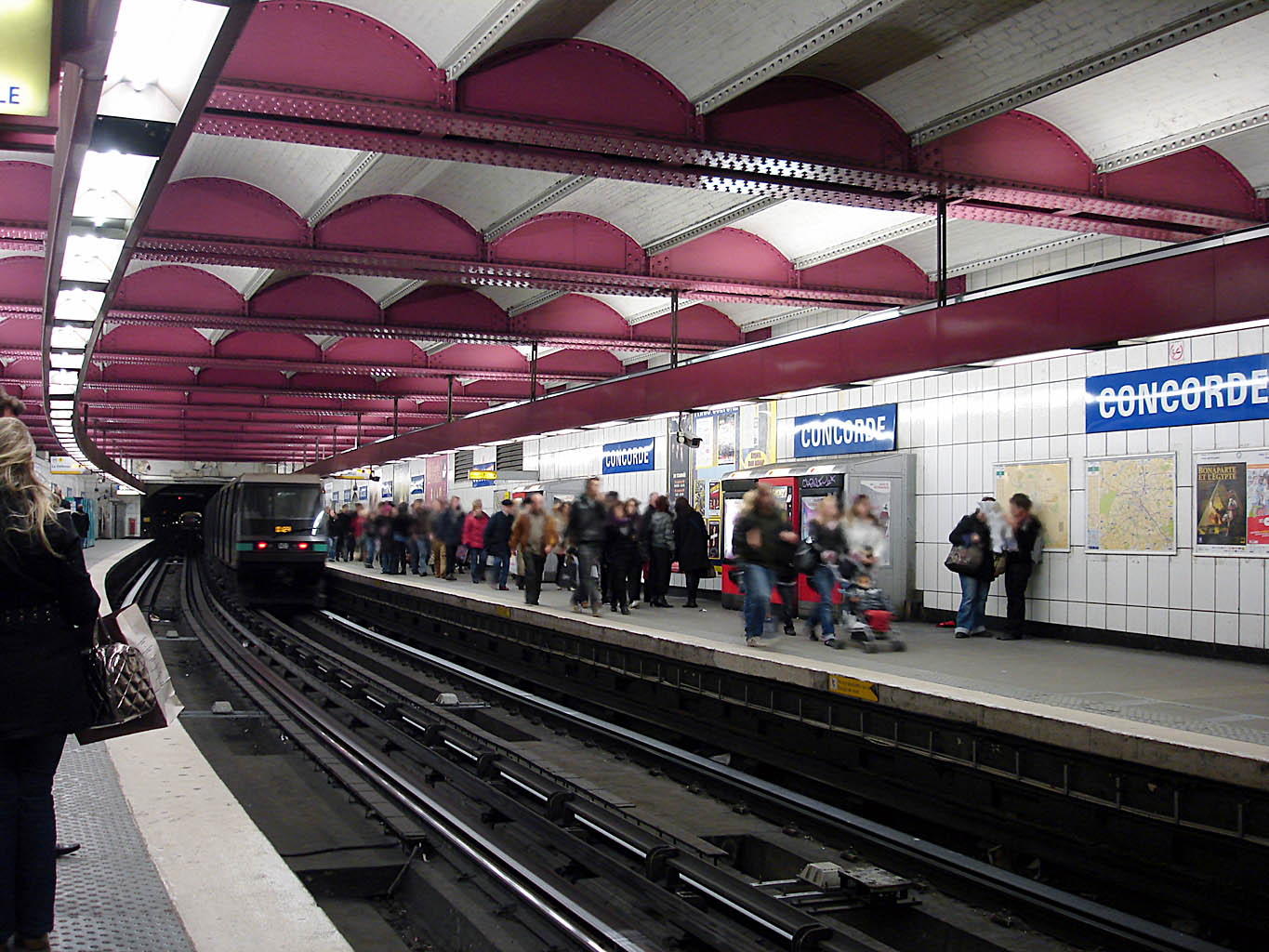
La station Concorde de la ligne 1, avec son plafond métallique, en novembre 2008.

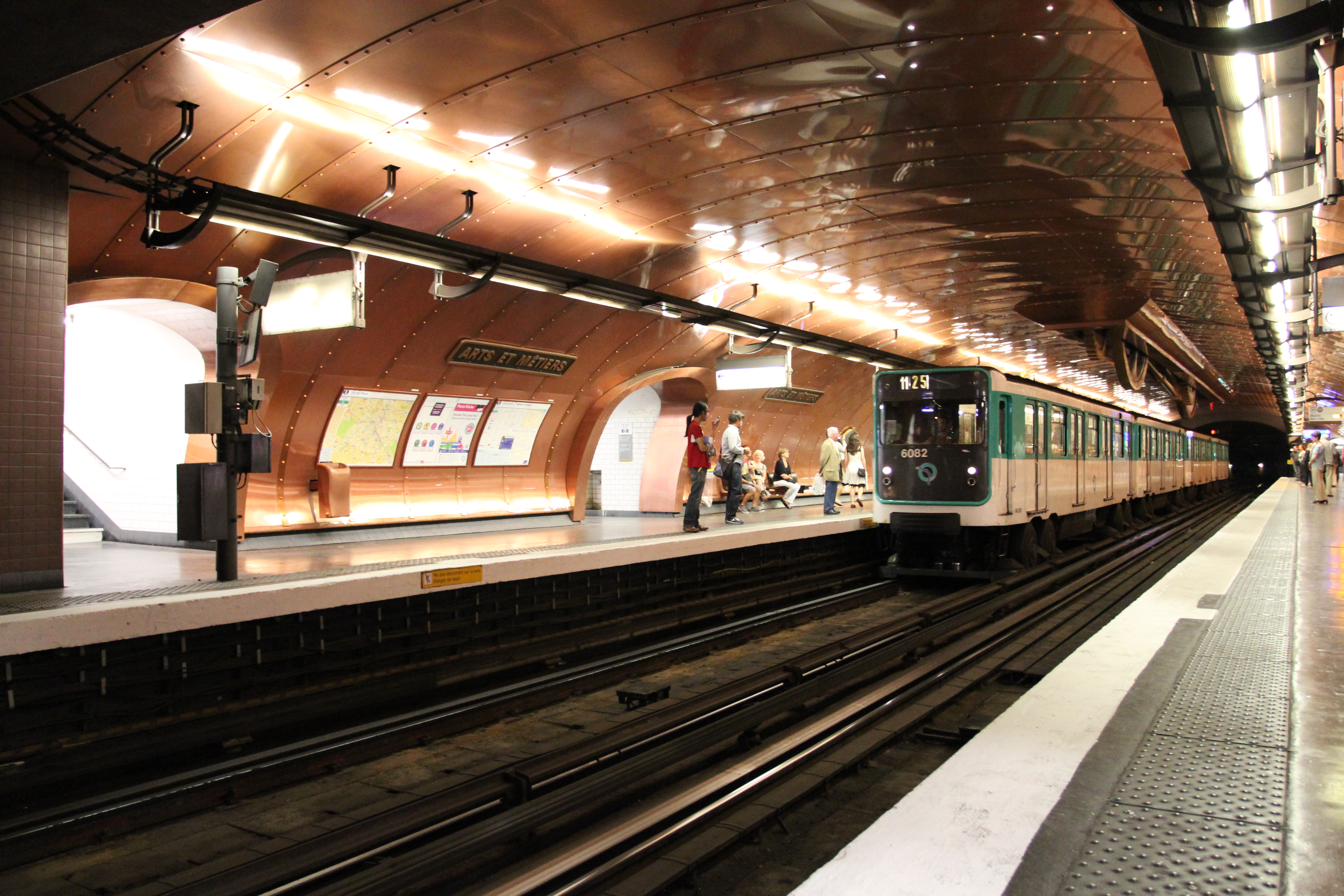
La station Arts et Métiers de la ligne 11 est recouverte de plaques de cuivre, et non des habituels carreaux de faïence (juillet 2011).

La station de métro parisienne typique est souterraine et comporte deux voies encadrées par deux quais de quatre mètres de large (il y a quelques dérogations dues à la largeur des rues qui surplombent la ligne). Une cinquantaine de stations dérogent à cette disposition : ce sont les anciennes stations terminus qui comportent soit deux voies à quai central (station Porte Dauphine), plus généralement trois voies et deux quais (Carrefour Pleyel) et parfois quatre voies (Château de Vincennes). Il existe également des stations à voie unique, soit parce que celles-ci sont coupées par un pied-droit pour mieux supporter les contraintes du terrain (Saint-Georges), soit situées sur des boucles (Église d'Auteuil). Il est également à noter l'originalité de certaines stations qui ne respectent pas les règles précédentes (Cluny - La Sorbonne).
La longueur des stations, fixée à 75 mètres en 1900, a été portée par la suite à 90 mètres sur les lignes à fort trafic (lignes 1, 3, 7, 8, 9) avec certaines stations à 105 mètres. Les stations sont généralement voûtées mais lorsque la surface du sol est trop proche, un plafond métallique remplace la voûte (station Concorde sur la ligne 1). Les stations de l'ancien réseau Nord-Sud se caractérisent par une voûte plus haute rendue nécessaire par l'utilisation d’une caténaire (celle-ci fut démontée après la reprise du réseau Nord-Sud par la Compagnie du chemin de fer métropolitain de Paris).
Les stations en viaduc, qui ont majoritairement été construites dans les premières années, comportent des quais couverts par une marquise (ligne 2) ou par une verrière (ligne 6 et station Coteaux Beauclair de la ligne 11). La ligne 14, la plus récente, se démarque des autres lignes avec ses stations longues de 120 mètres aux plafonds élevés, ainsi que par ses quais d'une largeur double des autres lignes.

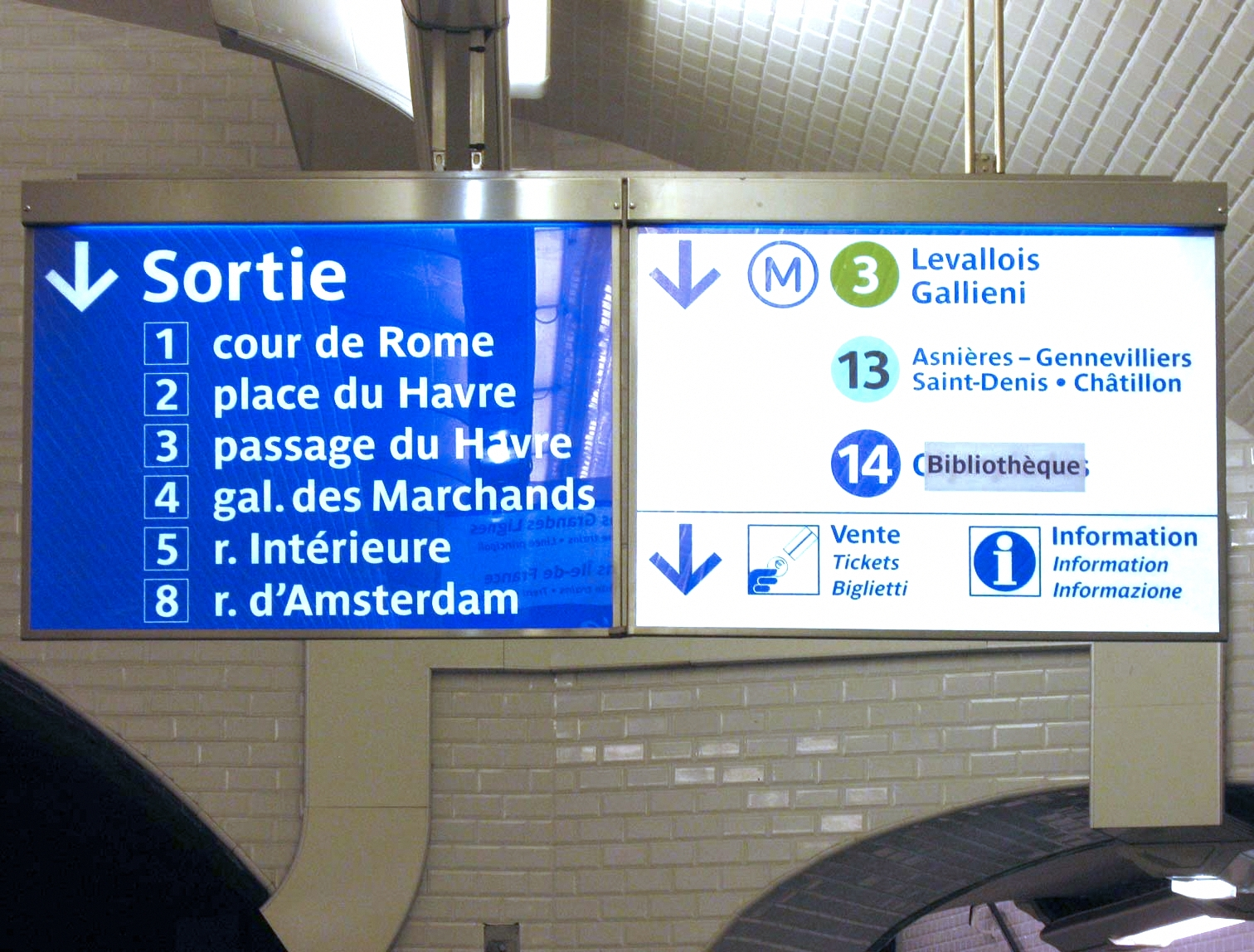
Signalétique à la station Saint-Lazare (ligne 12).

En termes de décoration, elles se caractérisent par un style unifié résultant de choix esthétiques définis en 1900, à sa conception, et dont l'esprit a été généralement respecté dans les réalisations modernes et les dernières rénovations effectuées : parois et voûtes des stations recouvertes de petits carreaux de faïence blanche… Certaines stations dites « culturelles », ont reçu une décoration thématique particulièrement soignée et originale. La première aménagée a été Louvre - Rivoli (ligne 1), avec des copies de chefs-d'œuvre du musée du Louvre qu'elle dessert, exposées dans des niches éclairées de manière recherchée. Beaucoup d'autres ont suivi, les réalisations les plus marquantes se trouvant à Bastille, Hôtel de Ville et Tuileries (ligne 1), Parmentier (ligne 3), Pont-Neuf et Villejuif - Léo Lagrange (ligne 7), Cluny - La Sorbonne (ligne 10) ou encore Arts et Métiers (ligne 11).
En termes de signalétique, chaque ligne est désignée à la fois par son numéro et ses terminus. En entrant dans une station (qui peut être commune à plusieurs lignes), le voyageur est guidé jusqu'au quai recherché par des panneaux fournissant ces deux indications. Sur le quai, le nom de la station est rappelé à intervalles réguliers sur les parois de la station tandis que la direction et le numéro de la ligne sont indiqués sur un panneau situé généralement à mi-quai.
Sur les quais des stations, les panneaux indiquant les sorties sont sur fond bleu, tandis que la signalisation des correspondances a une dominante blanche (avec un entête orange pour les anciens panneaux). Chaque station est équipée de bornes SIEL.
Depuis 1996, sur tous ses nouveaux plans et panneaux, la RATP utilise une police de caractères spécifiquement créée pour elle, la Parisine. Cette police est plus compacte et plus homogène en largeur, tout en étant moins ambiguë que les polices standard pour les touristes dont la langue écrite n'utilise pas l'alphabet latin.

##### Stations fantômes
Tout au long de son histoire, les différents travaux et évènements historiques qui se sont produits ont fait que certaines stations n'ont jamais été ouvertes, ont été fermées ou bien ont parfois disparu. Ces stations sont alors qualifiées de « stations fantômes ». Les plus connues étant Arsenal sur la ligne 5, Porte Molitor sur les lignes 9 et 10, Haxo entre les lignes 3 bis et 7 bis, etc.

### Exploitation du réseau
L'exploitation du métro de Paris est assurée par la Régie autonome des transports parisiens (RATP), pour le compte de l'autorité organisatrice de transports de l'Île-de-France, Île-de-France Mobilités (anciennement STIF) dans le cadre d'un contrat pluriannuel.
La RATP est l'établissement public de l'État qui gère également une partie du réseau du RER (lignes A et B), le réseau de bus de Paris et de sa proche banlieue, ainsi que de neuf des quatorze lignes de tramway d'Île-de-France : T1, T2, T3a, T3b, T5, T6, T7 et T8 et (via sa filiale RATP Cap Île-de-France) du T10, à l'exclusion donc du T4, du T9, du T11, du T12, du T13 et du T14. Elle est devenue le propriétaire du réseau de métro parisien (stations et infrastructures), tandis qu'Île-de-France Mobilités est devenu celui du matériel roulant du réseau.

#### Amplitude horaire et fréquences

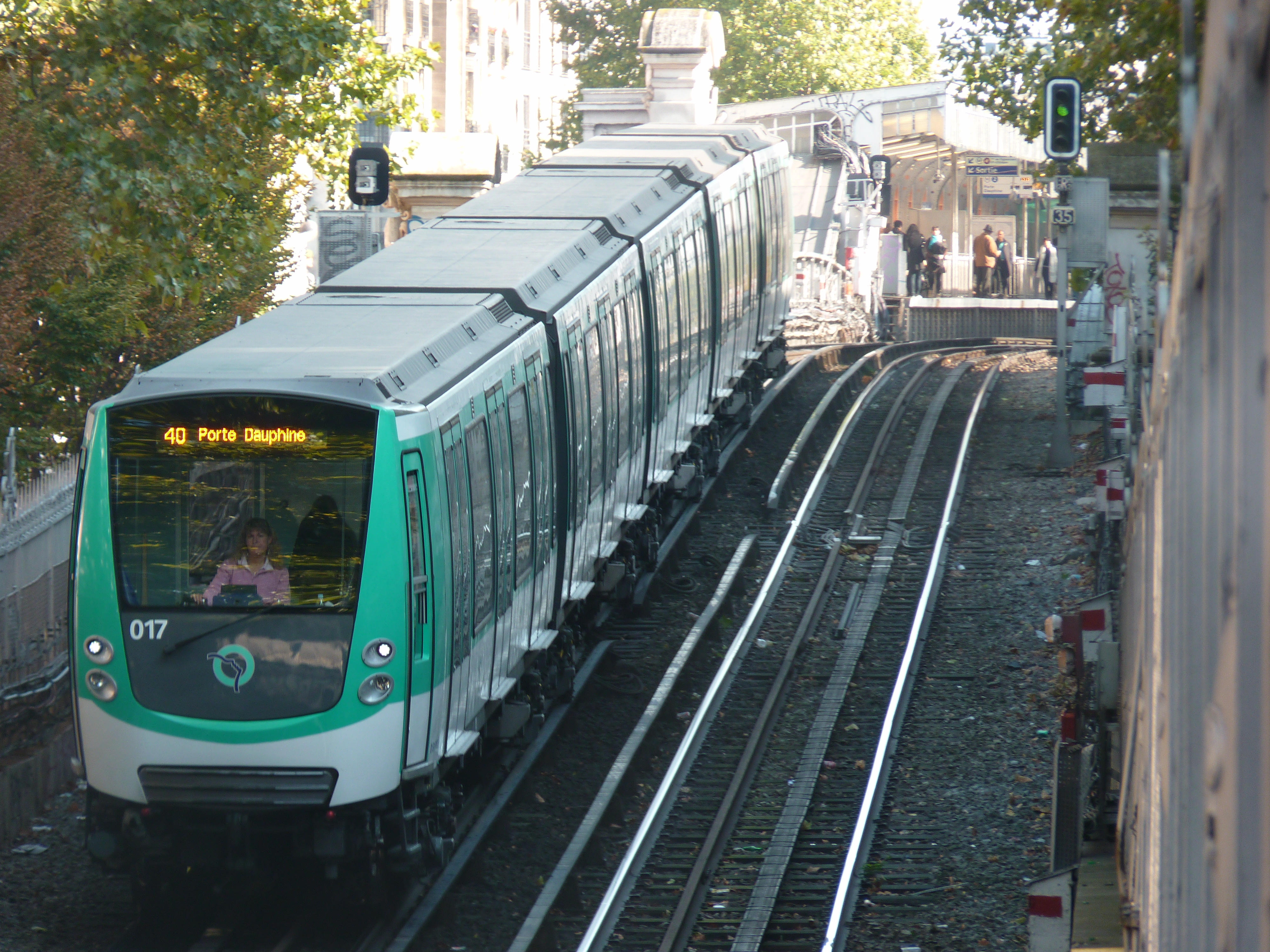
Une rame MF 01 de la ligne 2 quittant la station Barbès - Rochechouart en direction de Porte Dauphine, en octobre 2010.

Chaque ligne commence son service à chacun des terminus de chacune des lignes à environ 5 h 30 du matin : 5 h 27 pour le premier train le plus tôt (ligne 3 bis au départ de Porte des Lilas) à 5 h 31 pour le premier train le plus tardif (ligne 7 bis au départ de Pré-Saint-Gervais). Il se termine le lendemain à 1 h 15 du matin, heure d'arrivée du dernier train au terminus de la ligne.
Cet horaire était resté inchangé depuis 50 ans, mais le service est prolongé jusqu'à 2 h 15 les nuits des samedis aux dimanches (depuis le 23 décembre 2006) et celles des veilles de fête aux jours de fête (depuis le 30 décembre 2006). Depuis le 7 décembre 2007, cette extension est également effective les nuits des vendredis aux samedis.
Le dernier train part ainsi de son terminus à 0 h 40 environ, 1 h 40 les nuits des vendredis aux samedis, samedis aux dimanches et celles des veilles de fête aux jours de fête.
Selon une étude présentée au STIF en septembre 2016, le besoin d'une ouverture permanente la nuit ne serait pas avéré et compliquerait les travaux d'entretien et de modernisation du réseau. Il préconise plutôt de développer les bus de nuit Noctilien avec l'ouverture de nouvelles lignes et une révision à la hausse de leur fréquence. Toutefois, début 2019, Île-de-France Mobilités annonce une expérimentation d'une durée entre septembre 2019 et mars 2020, à raison d'une ouverture nocturne un samedi par mois sur six lignes de métro (1, 2, 5, 6, 9 et 14) ainsi que les trams T2, T3a et T3b.
Il passe une rame en moyenne toutes les 2 minutes aux heures de pointe (1 minute 30 pour les lignes 1 et 4 très fréquentées). Aux heures creuses, la fréquence est de 4 minutes, portée à 8 minutes en soirée. Pour certains évènements (Nouvel An, fête de la Musique), les métros circulent toute la nuit sur les lignes 1, 2, 4, 6, 9 et 14, mais ne s'arrêtent que dans certaines stations.

#### Matériel roulant

##### Historique

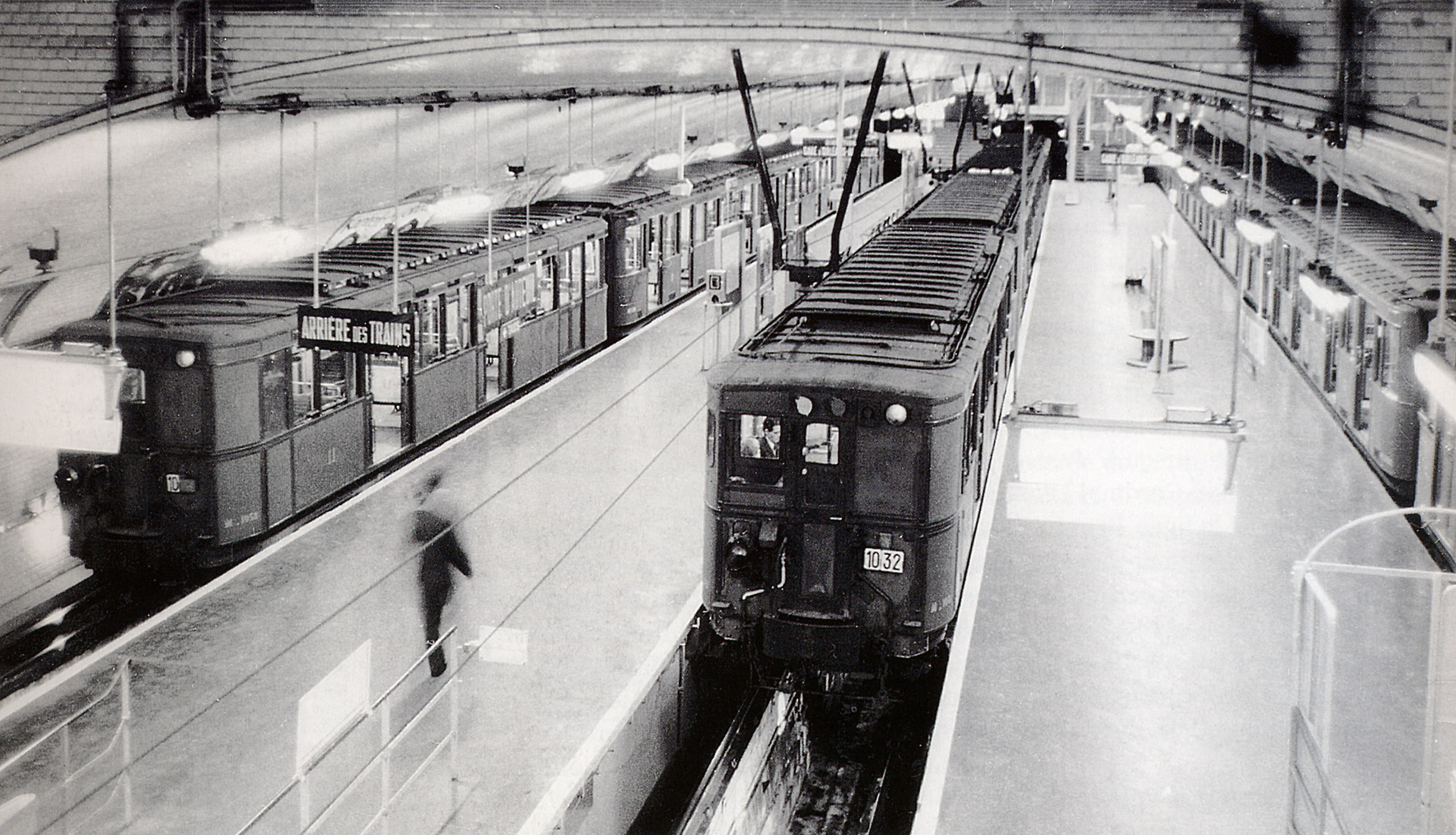
Trois rames Sprague-Thomson de la ligne 10 à la station Porte d'Auteuil, vers 1970.

À l'origine, le matériel qui circule sur le réseau parisien s'inspire fortement du tramway qu'il remplace ou concurrence : caisses courtes en bois, fabrication légère, utilisation d'essieux.
En 1908, ce matériel est remplacé par les rames Sprague-Thomson dont les caractéristiques sont mieux adaptées aux besoins du métro parisien avec ses caisses métalliques longues, ses motrices puissantes et télécommandées. Faute de moyens financiers, ces dernières ne sont complètement remplacées que dans les années 1970.
À compter des années 1950, l'exploitant tente de mettre au point des matériels aux caractéristiques de mieux en mieux adaptées aux contraintes très fortes du métro parisien : utilisation maximale du gabarit et intercirculation maximisant la capacité de la ligne, capacité d'accélération à travers la mise au point d'une technologie originale sur pneu, retour non concluant à l'essieu pour pallier le tracé sinueux des lignes.

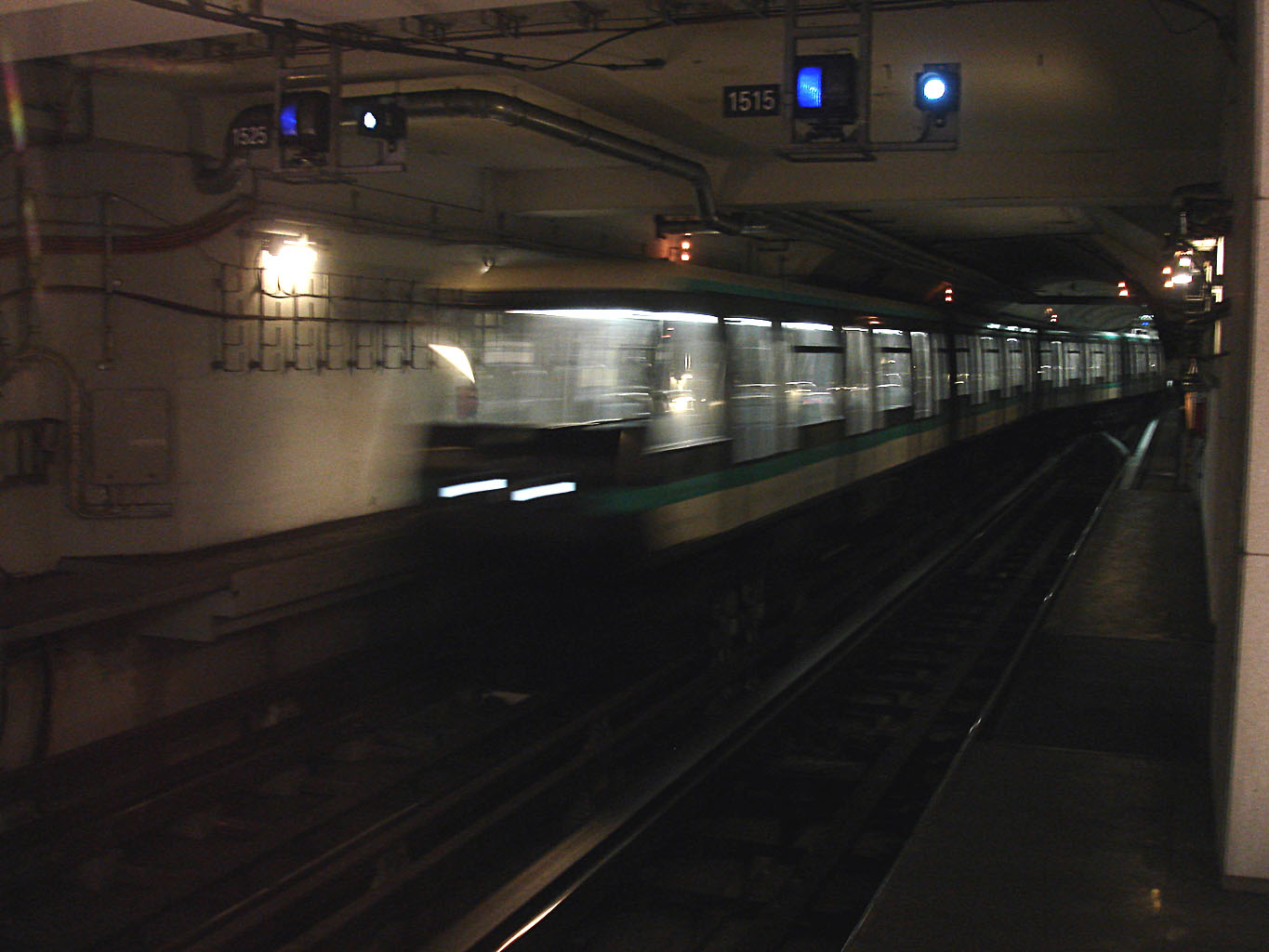
Une rame MP 89 CA de la ligne 14 après la station Olympiades, en mars 2008.

En 1997, la RATP s'équipe d'un matériel roulant de nouvelle génération. Dénommé MP 89, sa version « CC », c'est-à-dire avec conducteurs, équipe alors la ligne 1 permettant par décalage le remplacement des MP 55 de la ligne 11. L'année suivante, sa version « CA », c'est-à-dire sans conducteur, est mise en service sur la nouvelle ligne 14, première ligne de métro automatique du réseau.

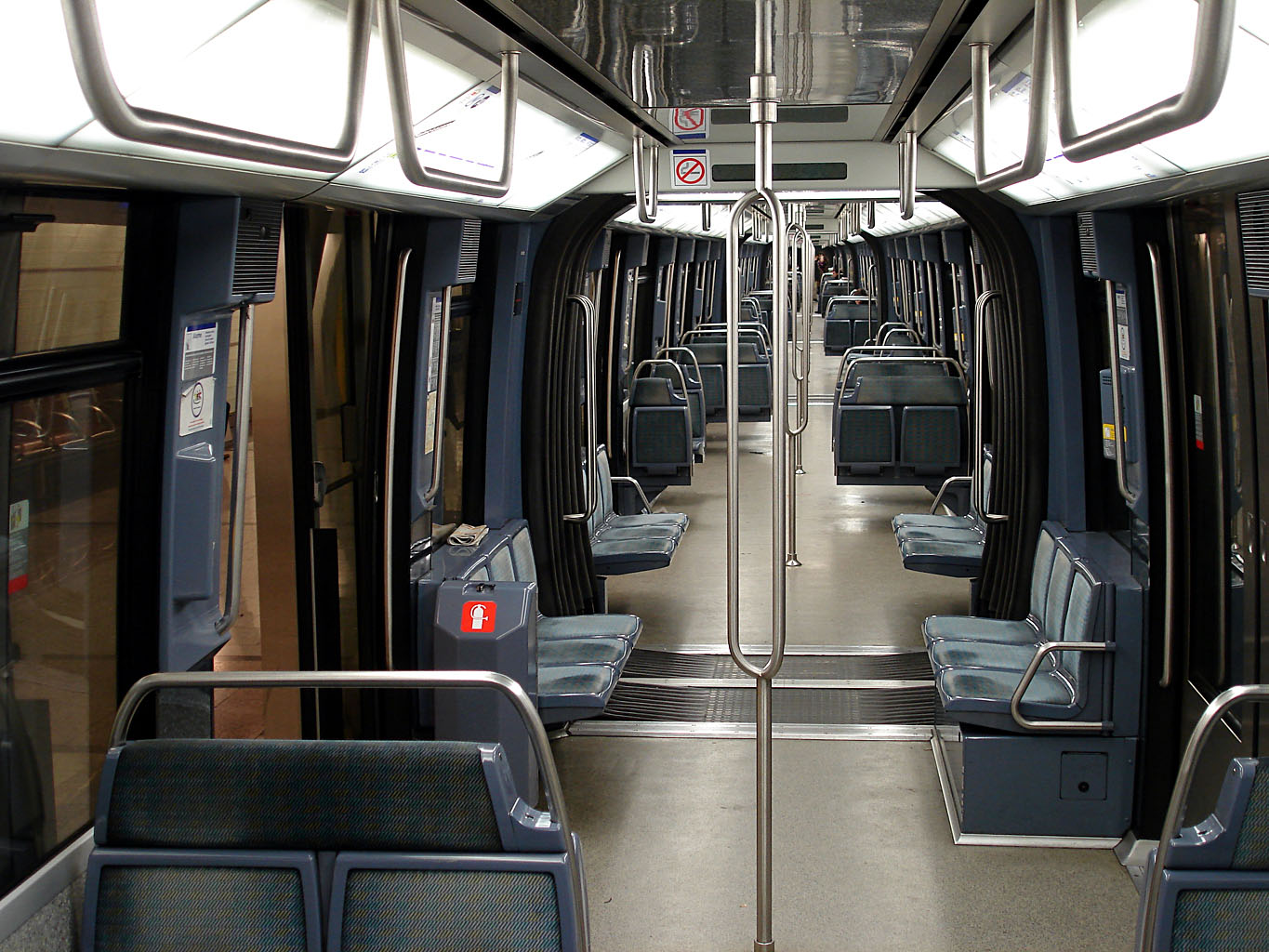
Intérieur d'une rame MP 89 CA (mars 2008).
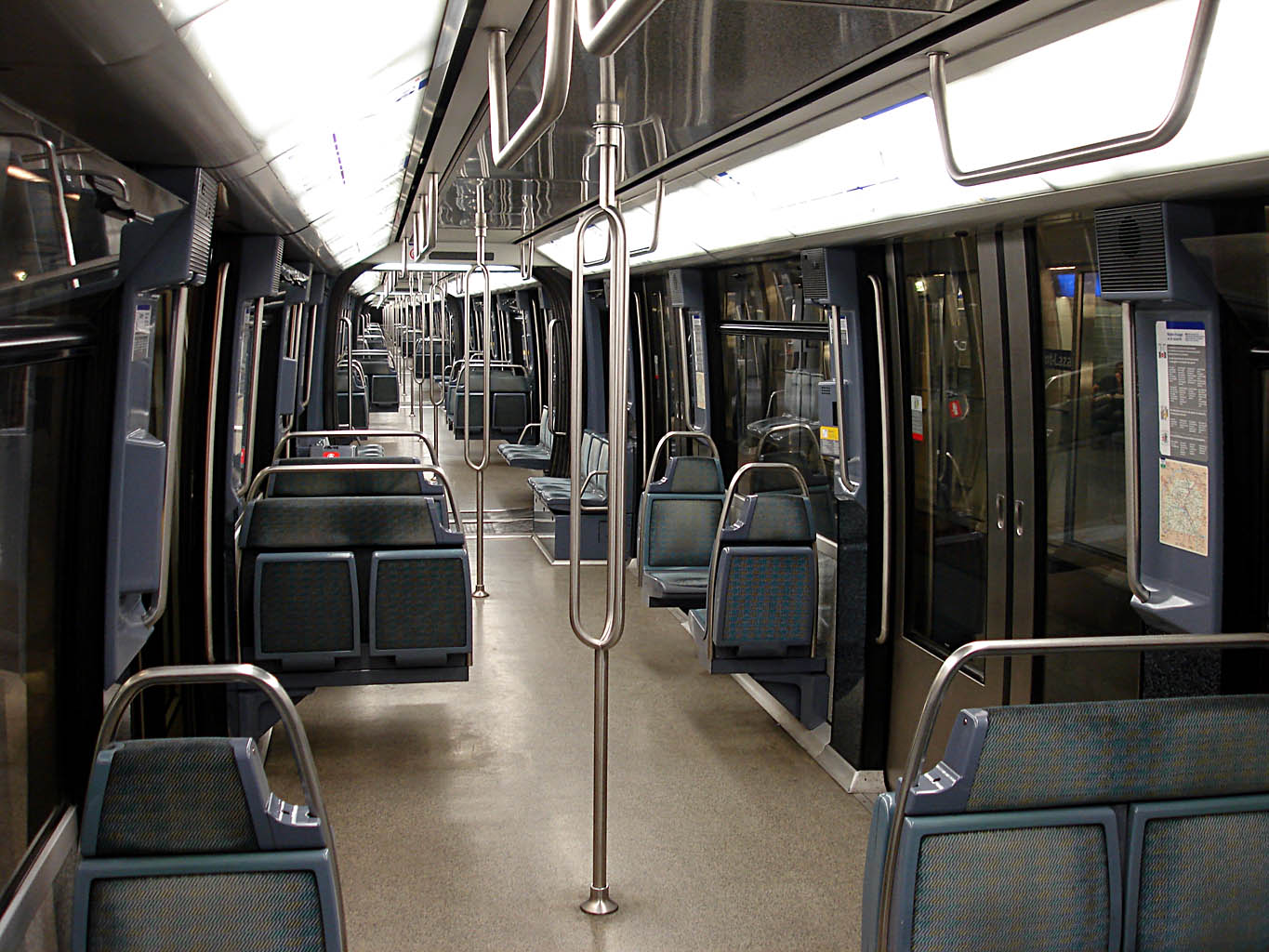
Intérieur d'une rame MP 89 CA (mars 2008).

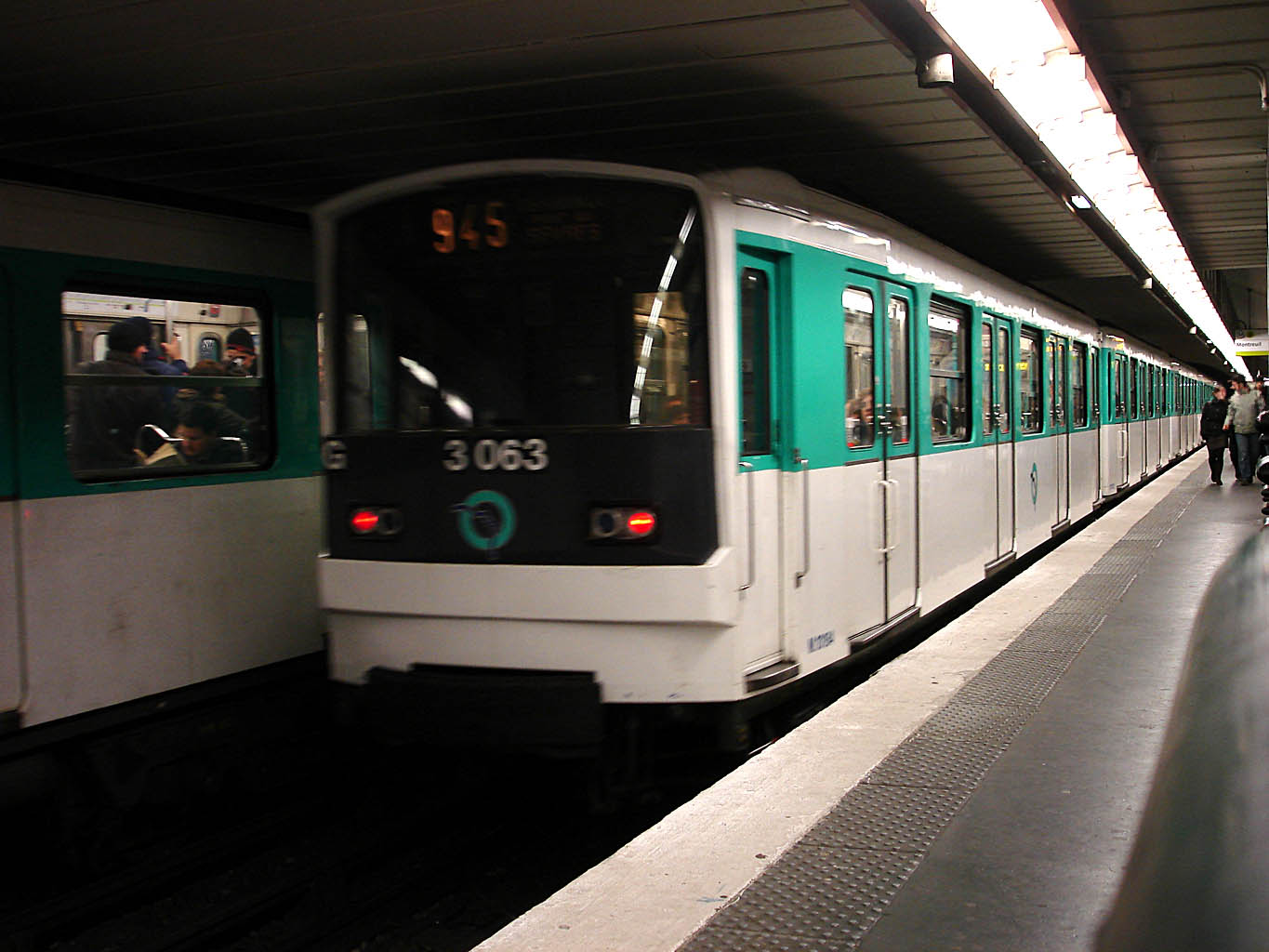
Une rame MF 67 rénovée de la ligne 9 en station de Miromesnil, en novembre 2008.

Entre 1995 et 1998, les rames MF 67 des lignes 3 bis et 9 ont été rénovées. Elles sont reconnaissables avec leurs sièges dits tape-cul ainsi que par leur face avant noire, comme celles de la ligne 3.

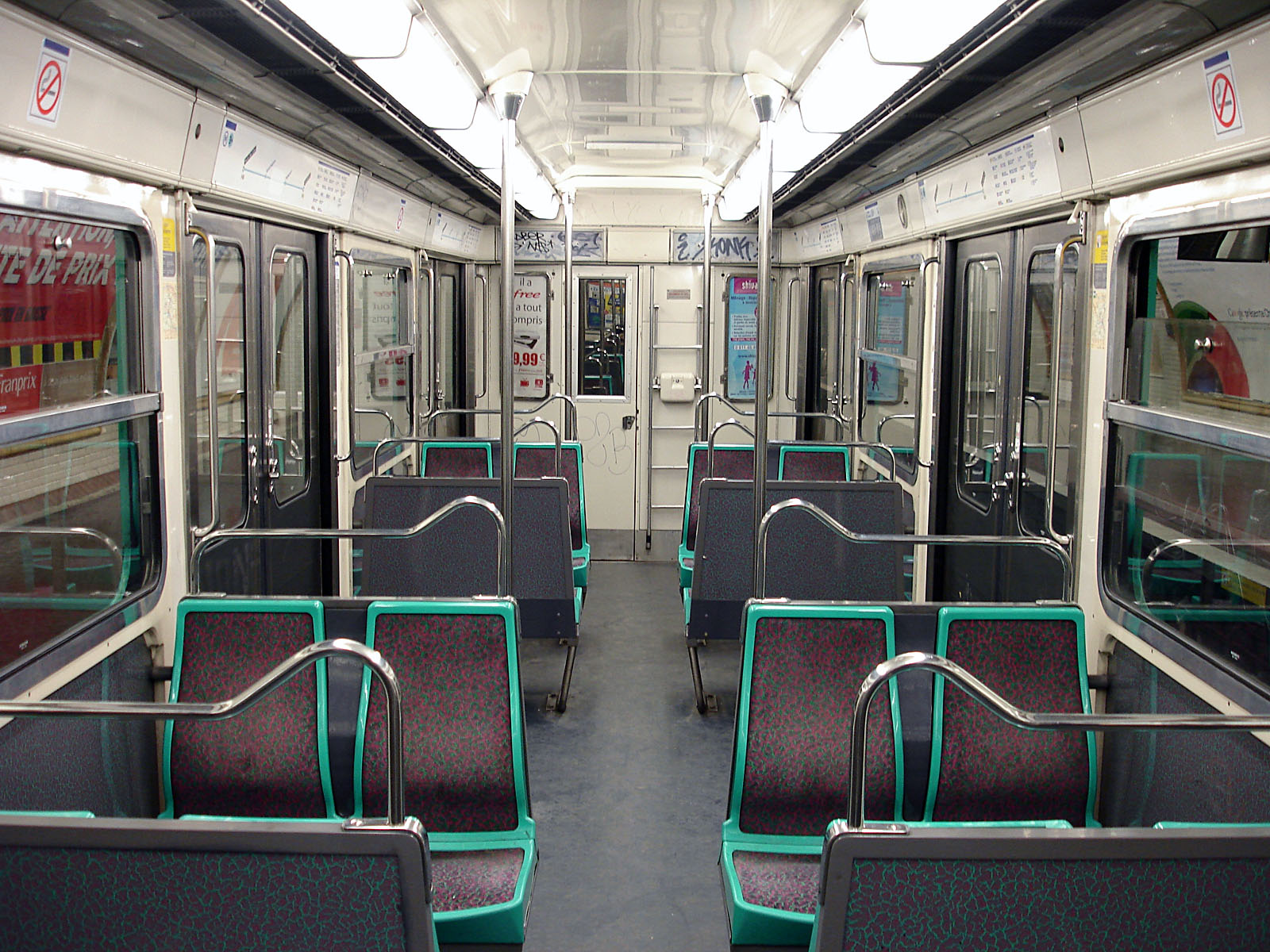
Intérieur rénové d'une rame de la ligne 3 bis (janvier 2010).
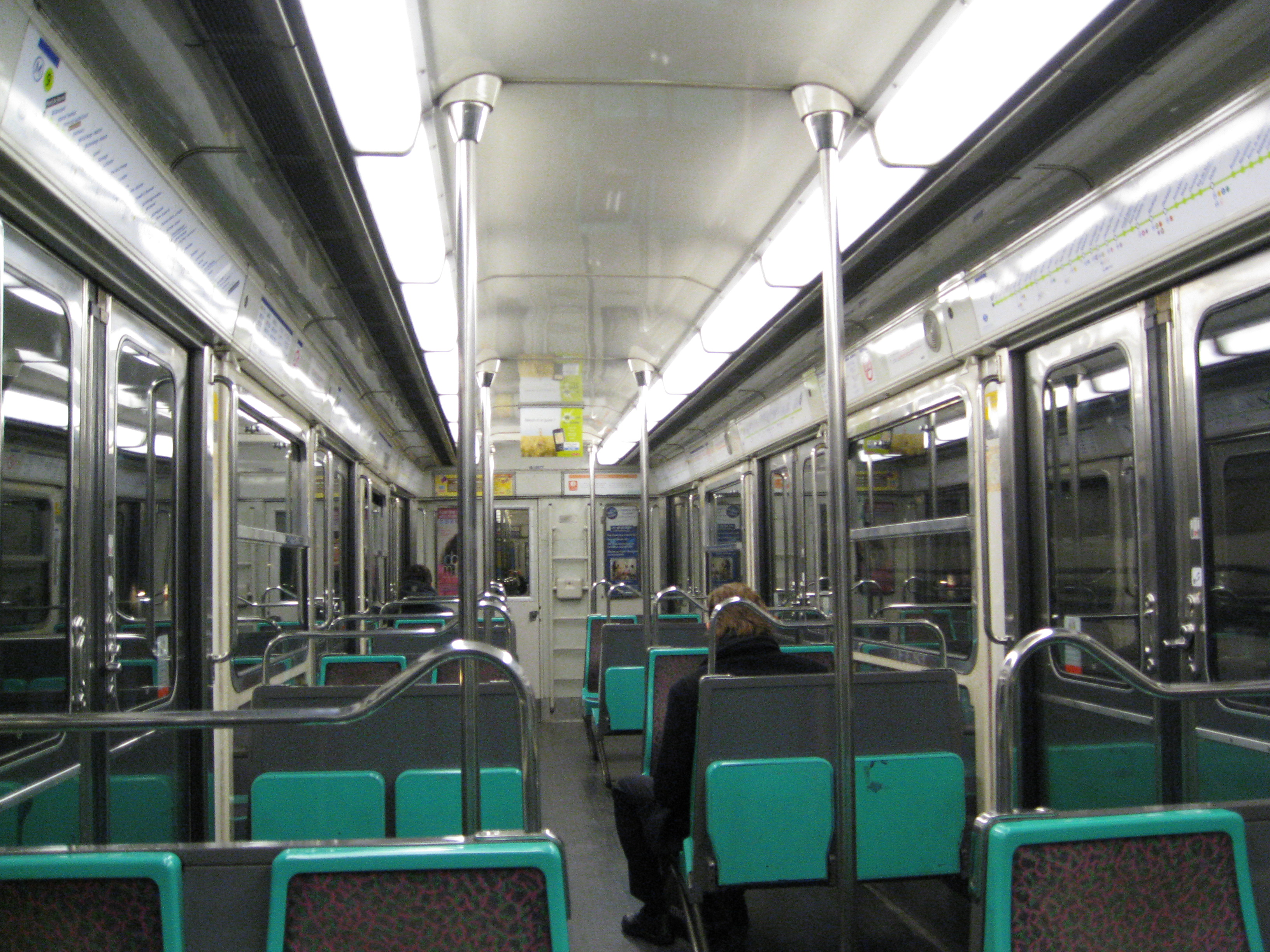
Intérieur rénové d'une rame de la ligne 9 (décembre 2008).

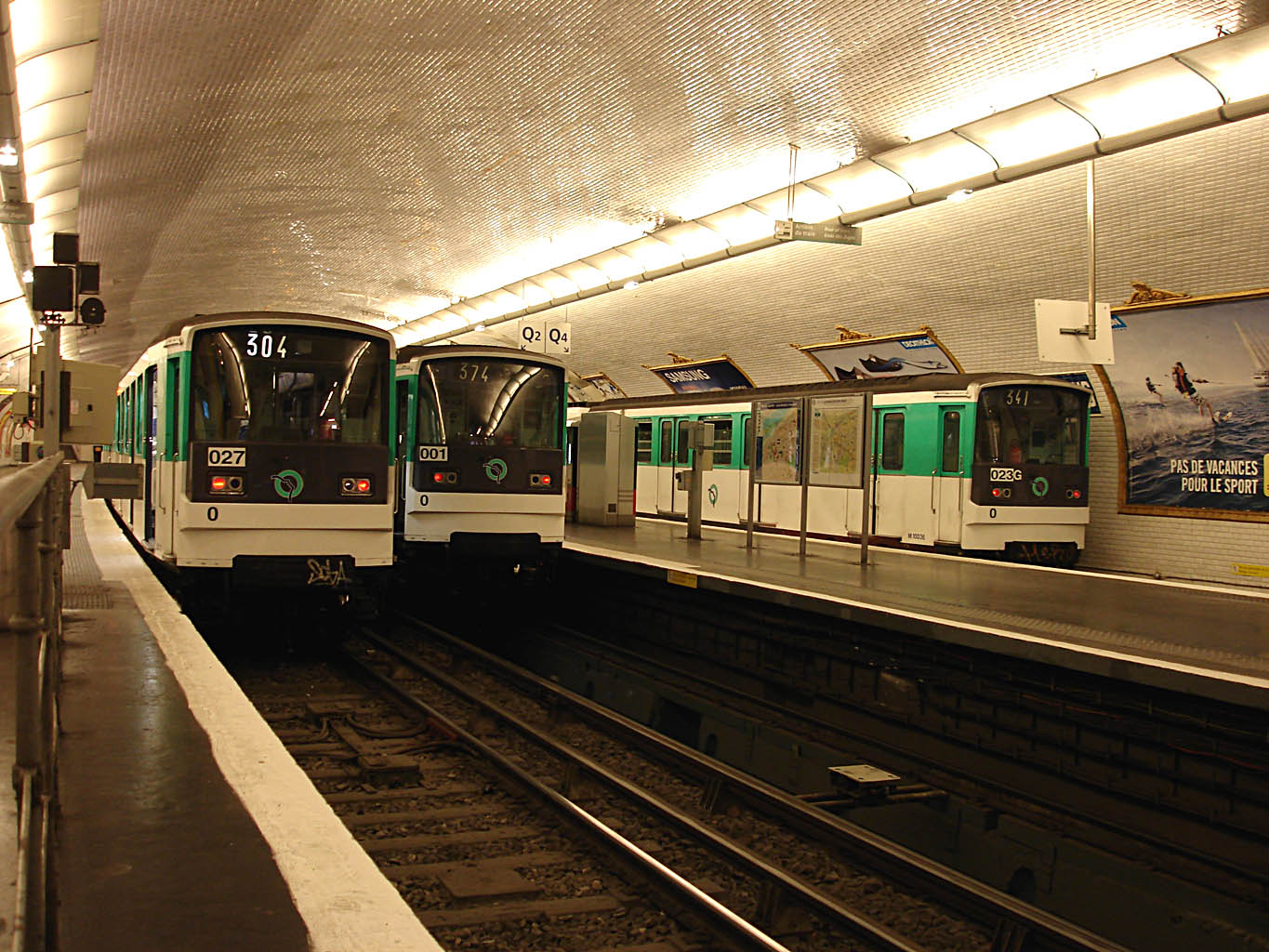
Trois rames MF 67 rénovées de la ligne 3 au terminus Pont de Levallois - Bécon, en juin 2008.

De 2004 à 2005, les rames MF 67 de la ligne 3 ont subi une profonde rénovation. Elles sont reconnaissables à leur intérieur assez caractéristique avec leurs sièges longitudinaux. Elles disposent du système ASVA (annonces sonores et visuelles automatiques : plans lumineux et annonces sonores).

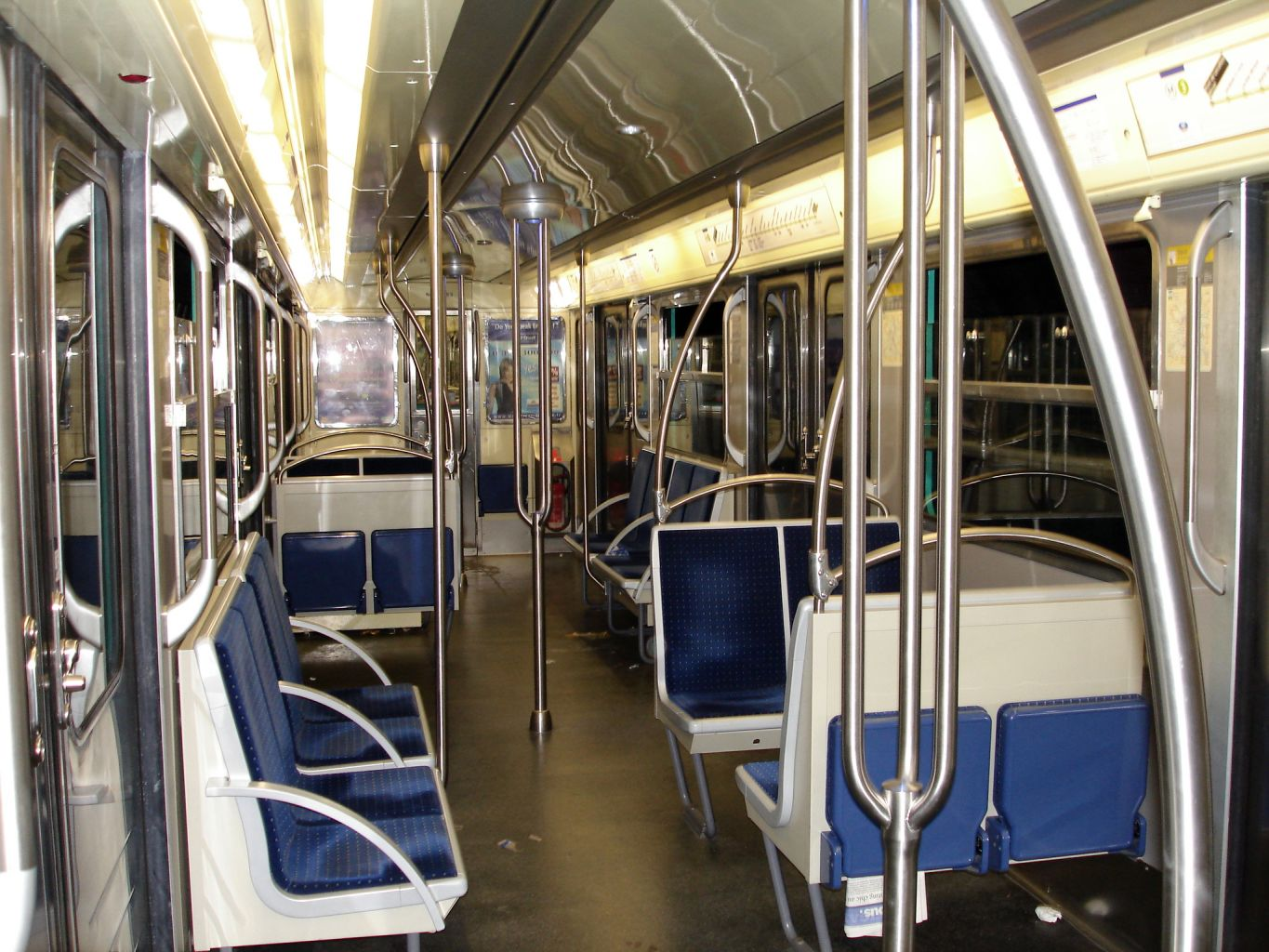
Intérieur rénové (juillet 2006).
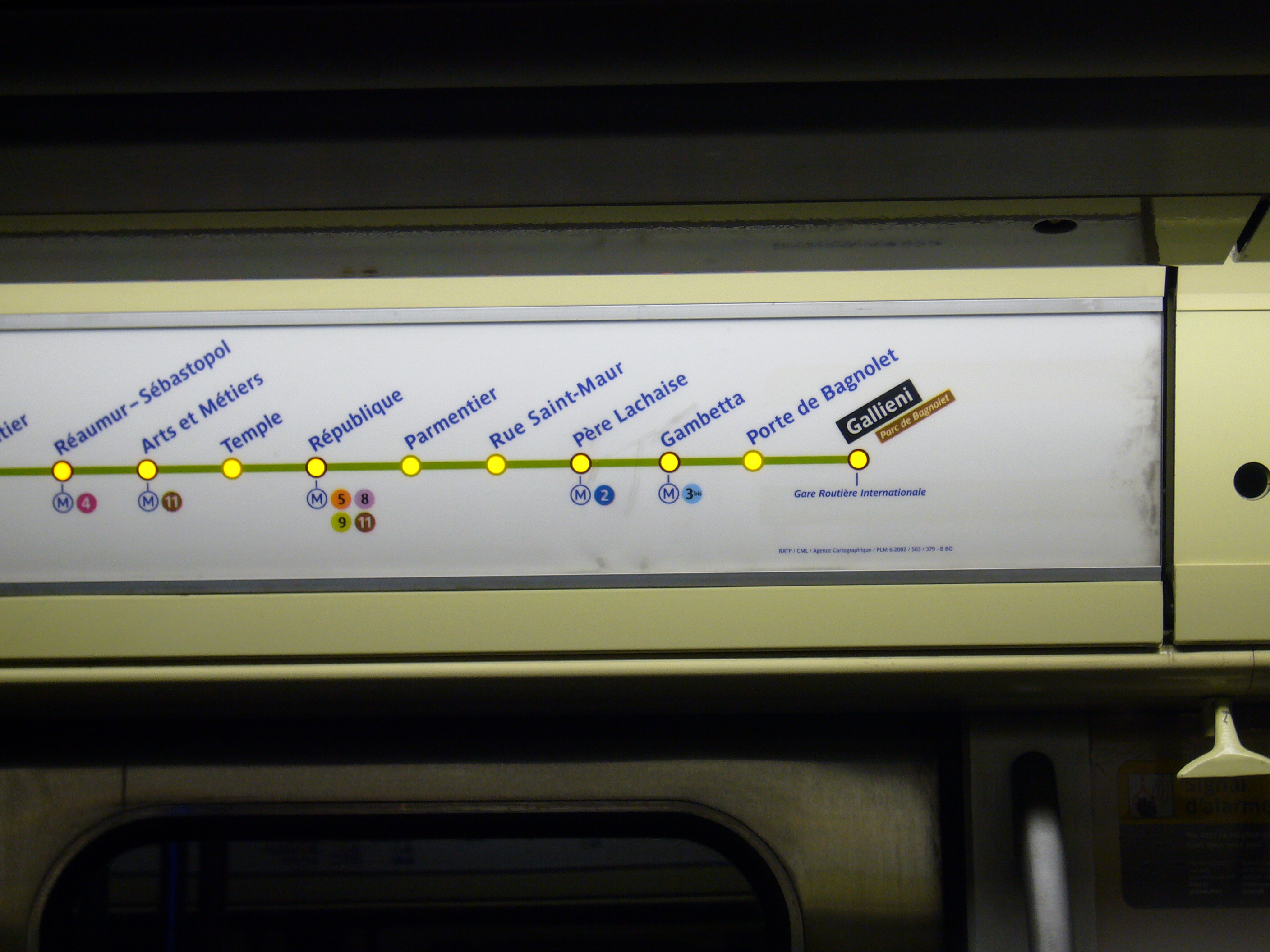
Plan dynamique ASVA (septembre 2008).

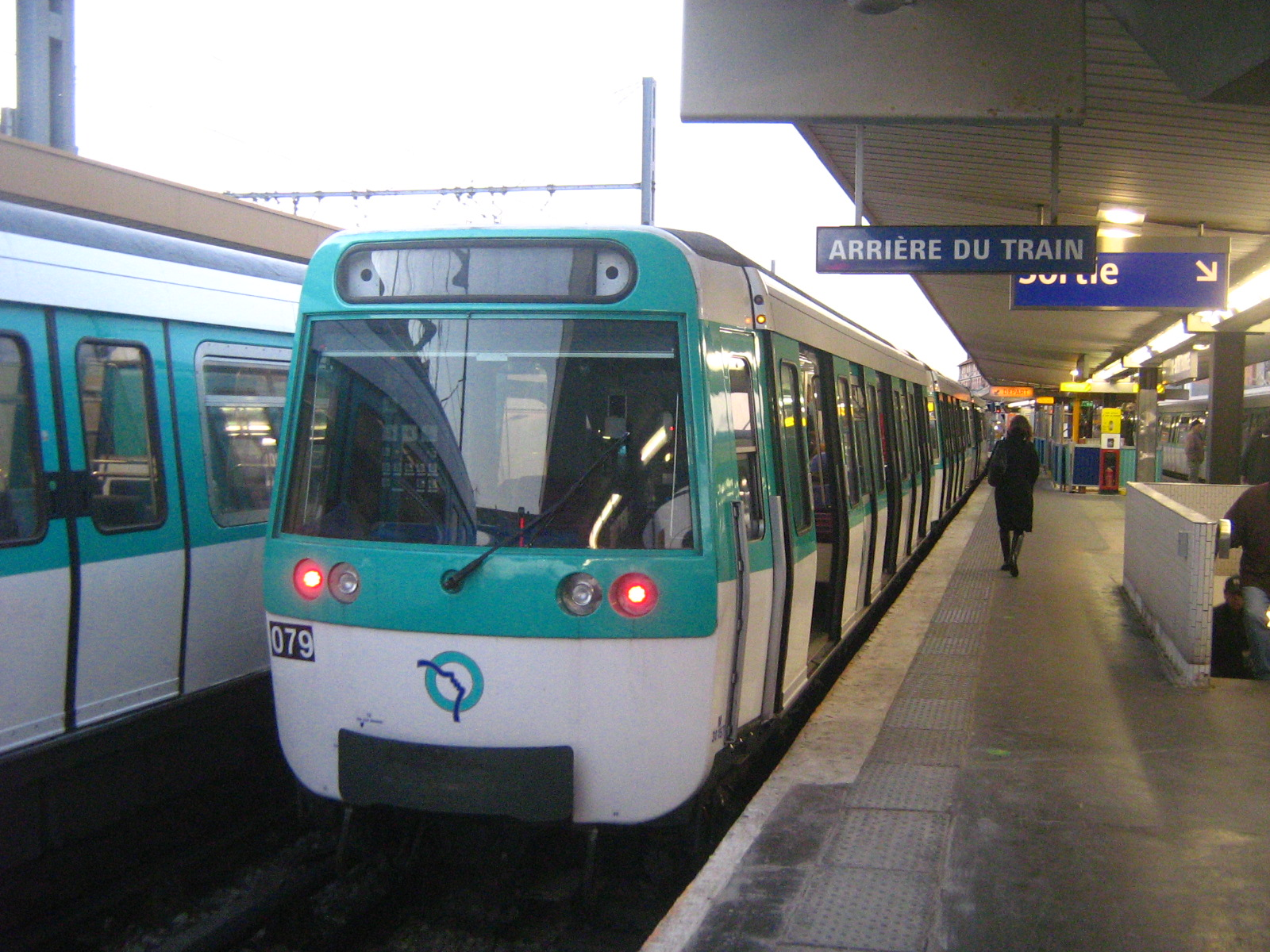
Une rame MF 77 rénovée de la ligne 13 au terminus Châtillon - Montrouge en novembre 2007.

De 2007 à 2011, les MF 77 de la ligne 13 ont subi une rénovation, notamment afin de préparer la mise en place du système Ouragan sur cette ligne. La rénovation a également permis de rafraîchir l'intérieur des voitures en les équipant des dernières innovations : nouveaux sièges antilacérations, nouvel éclairage, installation du système ASVA et de barres de maintien détriplés. Elle a également entraîné la disparition des résilles au plafond si caractéristiques de ce matériel. De nouvelles girouettes (afficheurs de direction) ont été installées sur les faces des trains.

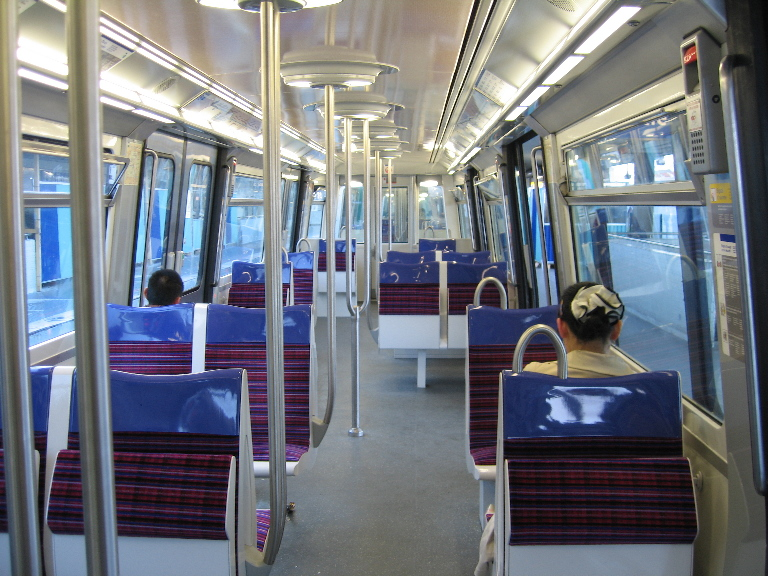
Intérieur rénové (mai 2008).
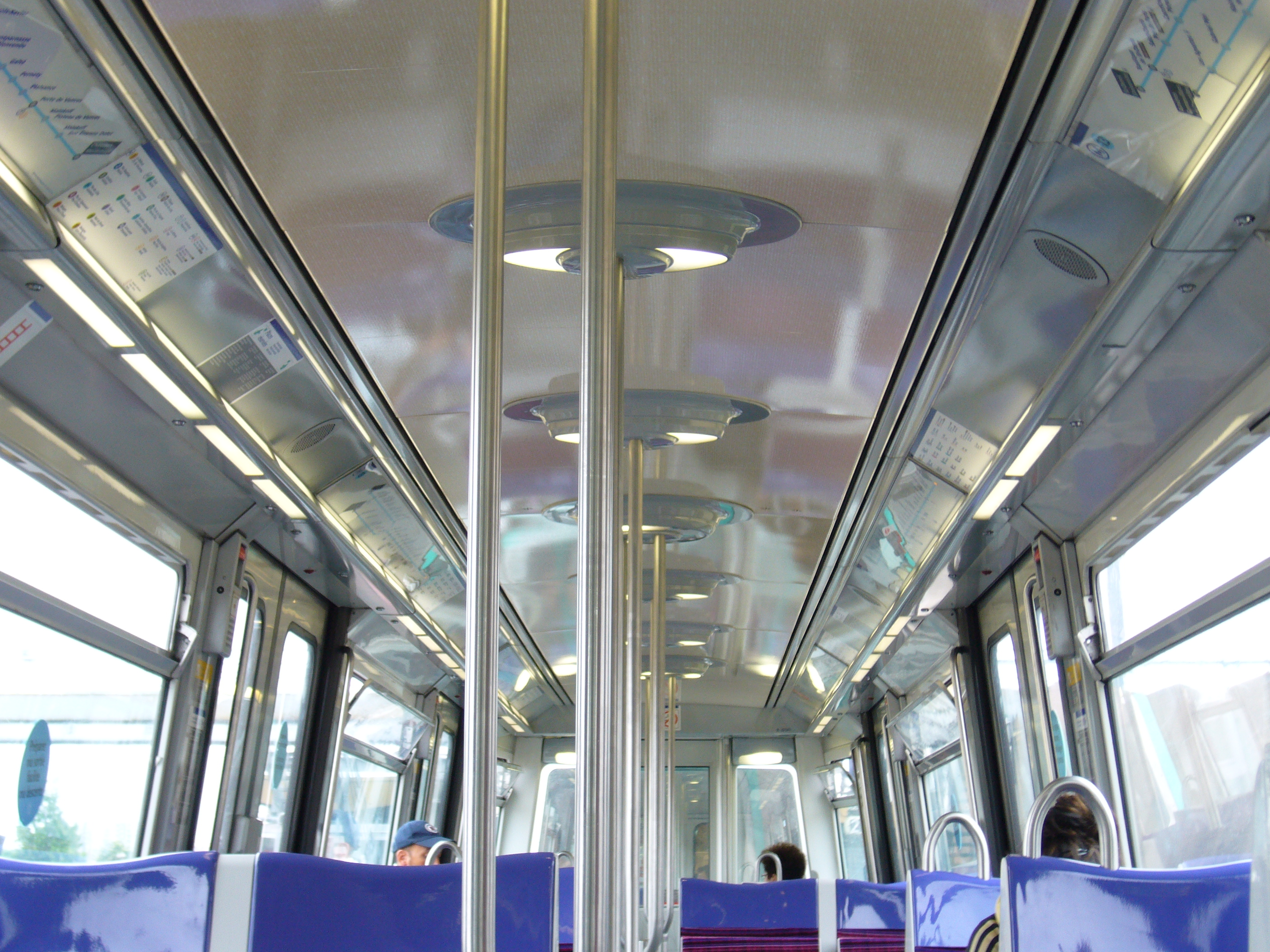
Nouveau plafond (avril 2009).
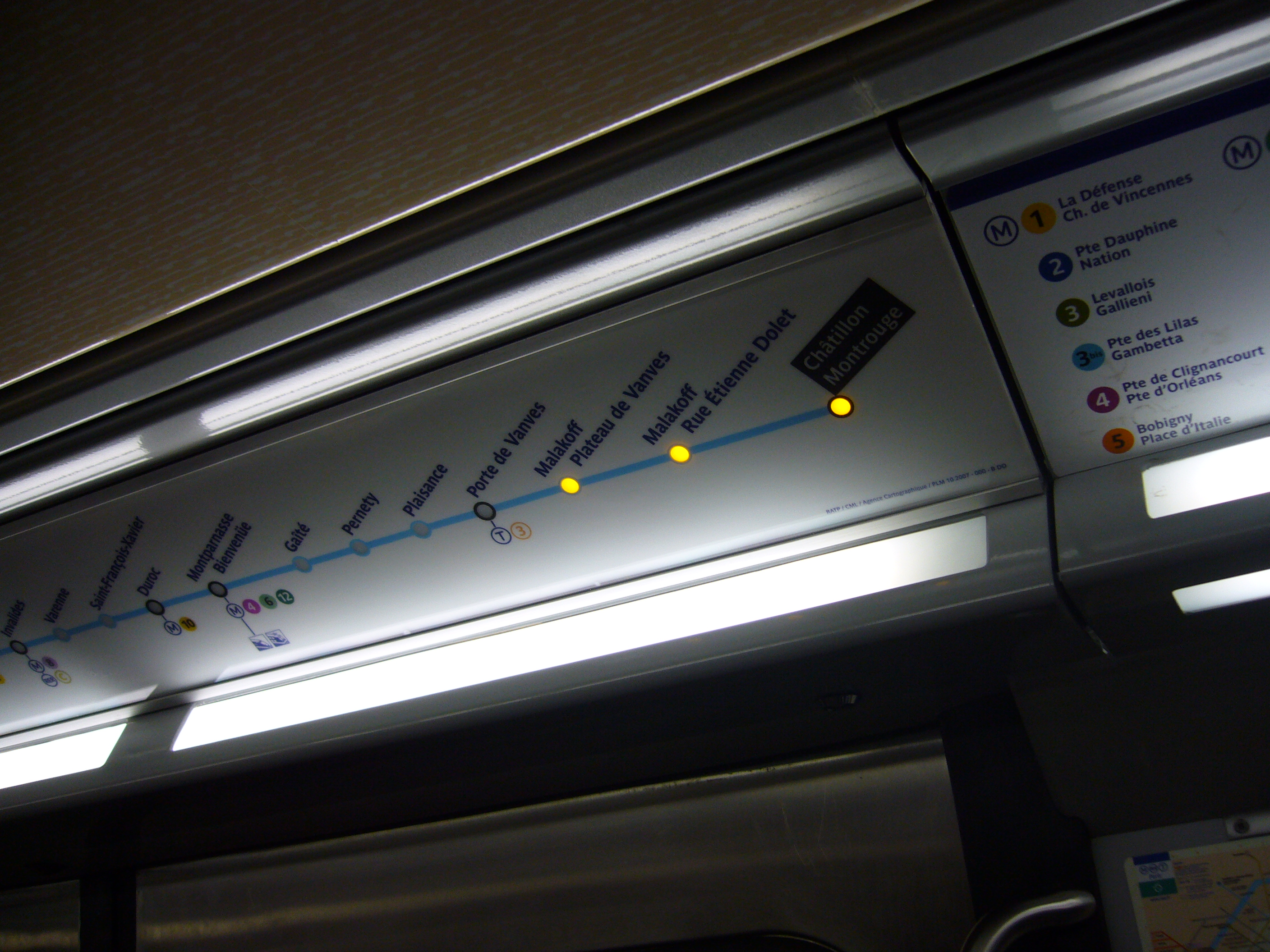
Plan dynamique ASVA (novembre 2008).

Depuis 2008, la RATP s'équipe de nouvelles rames :
- Les rames MF 01 sur la ligne 2 (depuis 2008), la ligne 5 (depuis 2011) et la ligne 9 (depuis 2013) ;
- Les rames MP 05, version rafraîchie des MP 89 CA, sur la ligne 1 (depuis 2011) et la ligne 14 (depuis 2014) ;
- Les rames MP 14, sur la ligne 14 (depuis 2020), sur la ligne 4 (depuis 2022) et sur la ligne 11 (depuis 2023).

Ces nouvelles rames, toutes dotées de l'intercirculation, doivent permettre directement ou indirectement le remplacement des MP 59, MF 67 et MP 73.

##### Parc actuel
En 2025, le matériel roulant du métro de Paris est constitué d'un parc hétéroclite à roulement fer ou sur pneumatiques et à fonctionnement avec ou sans conducteur, dont le type le plus ancien, le MF 67, date de 1967.

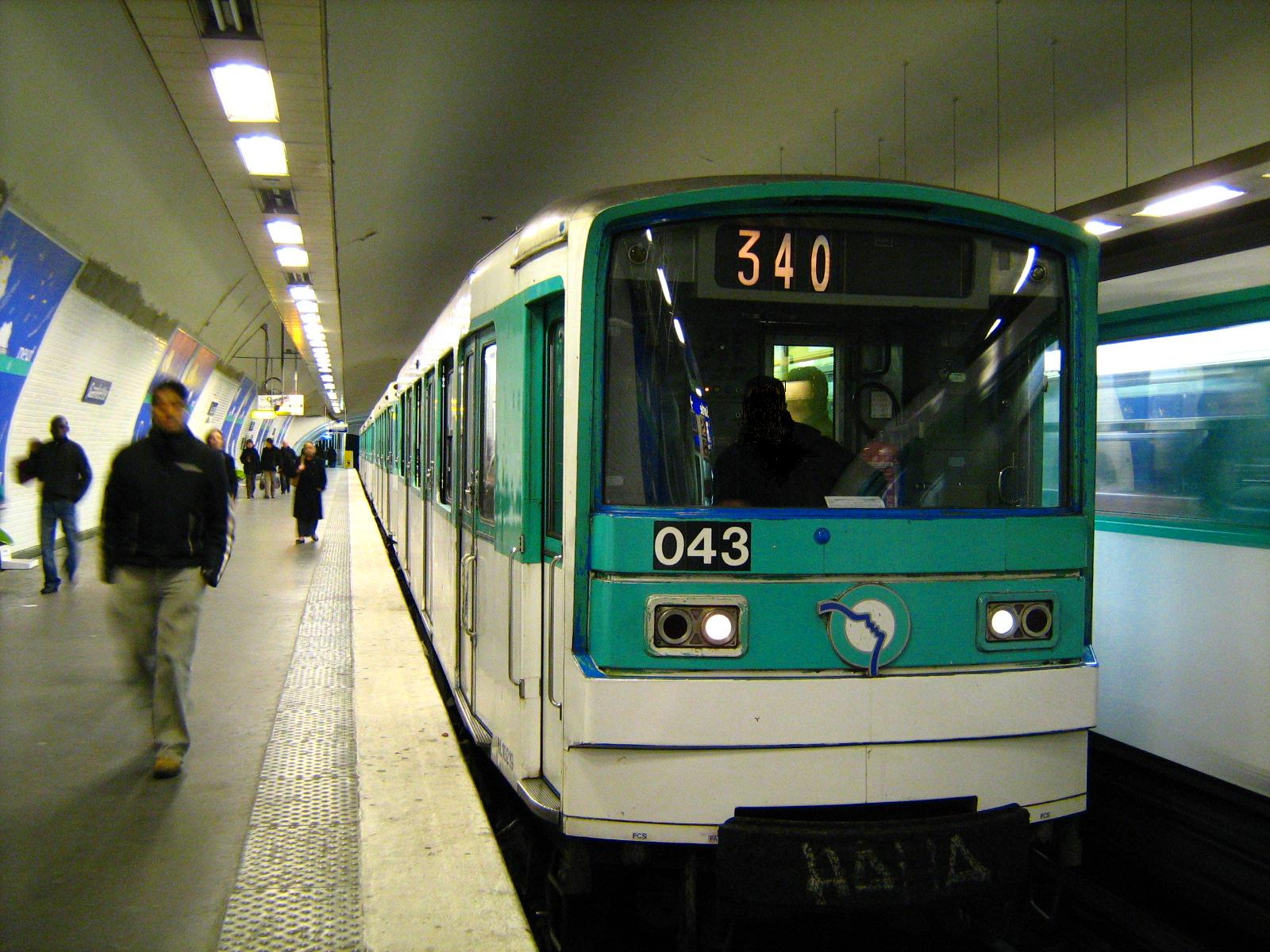
MF 67
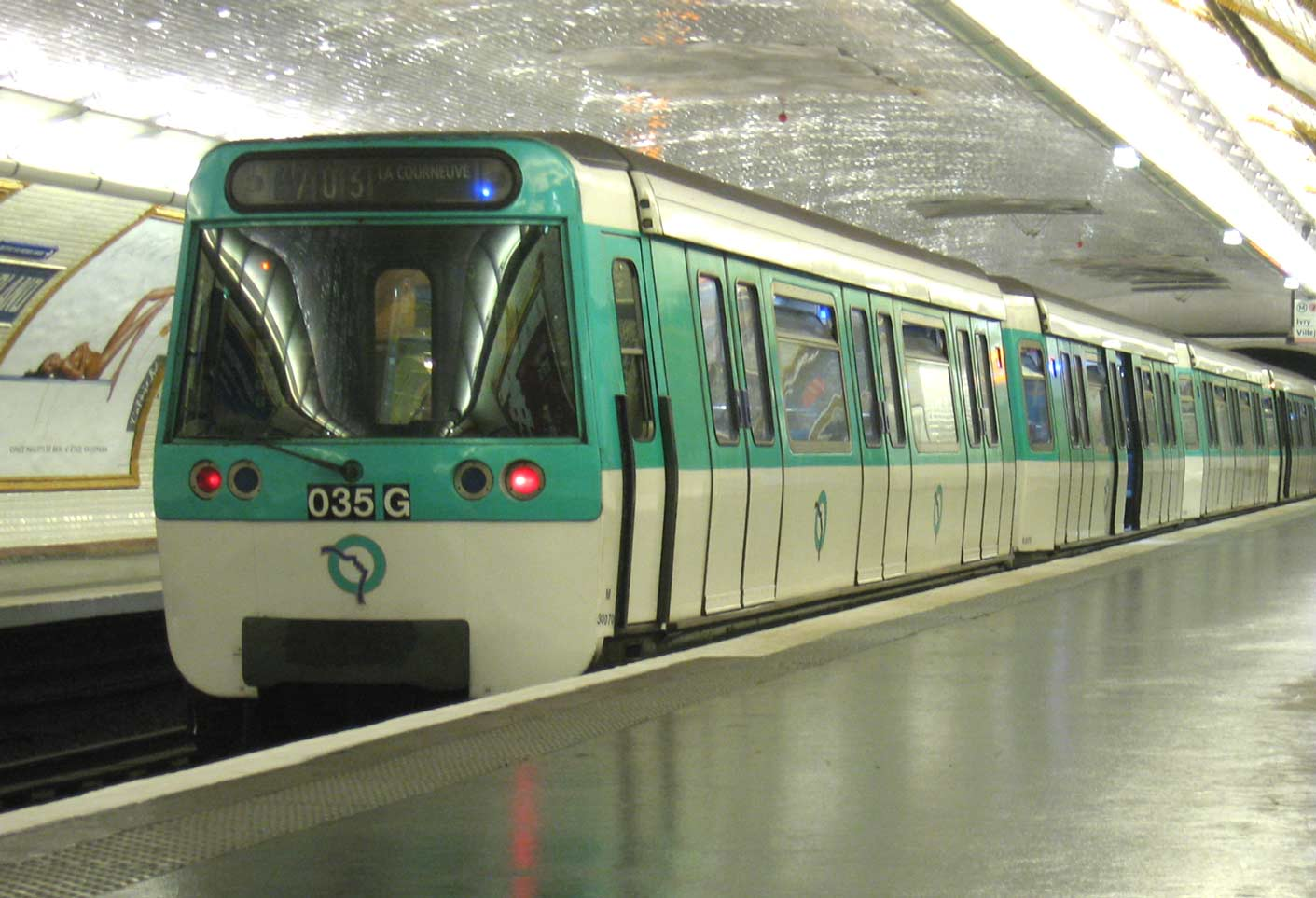
MF 77
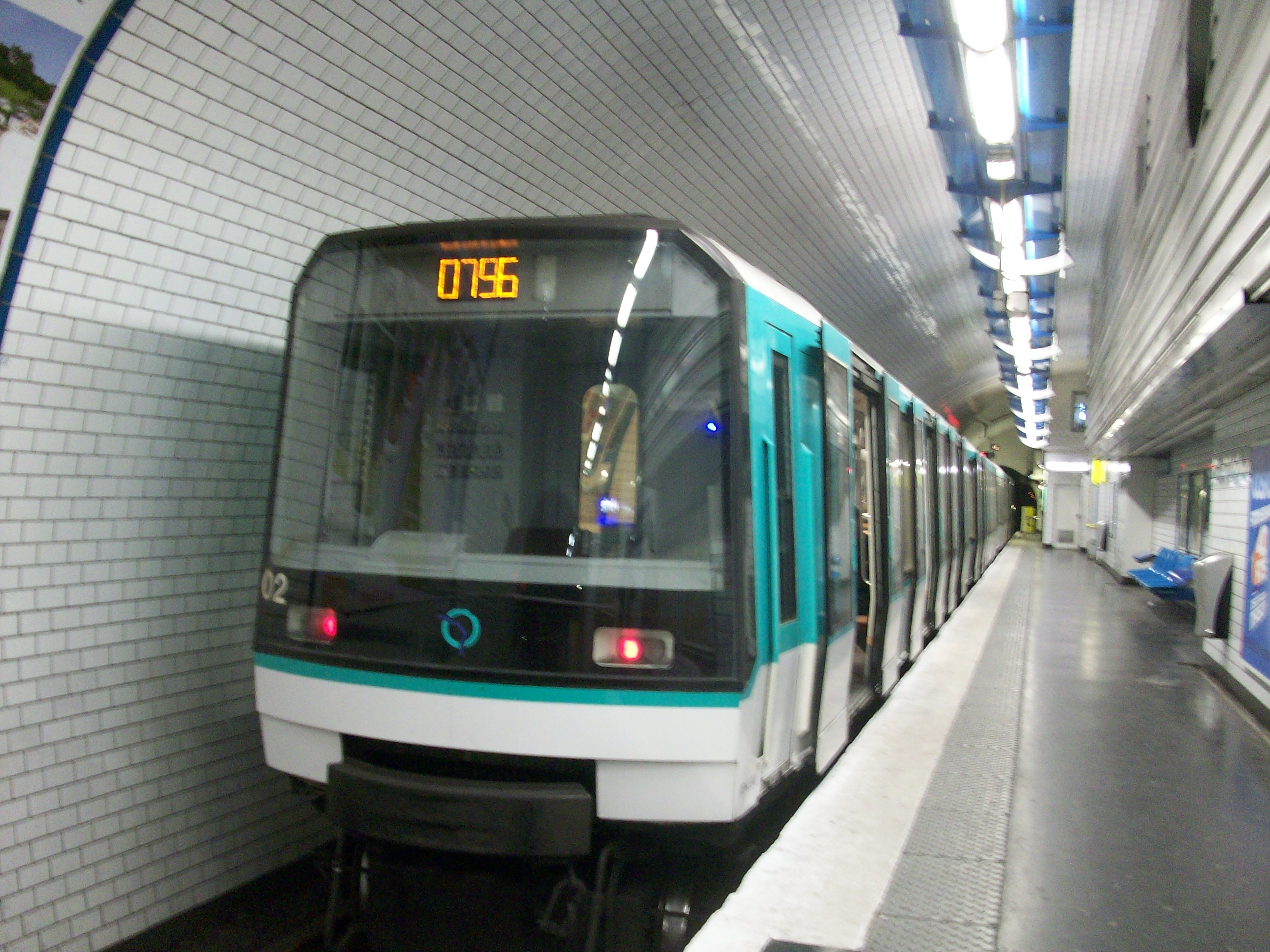
MF 88
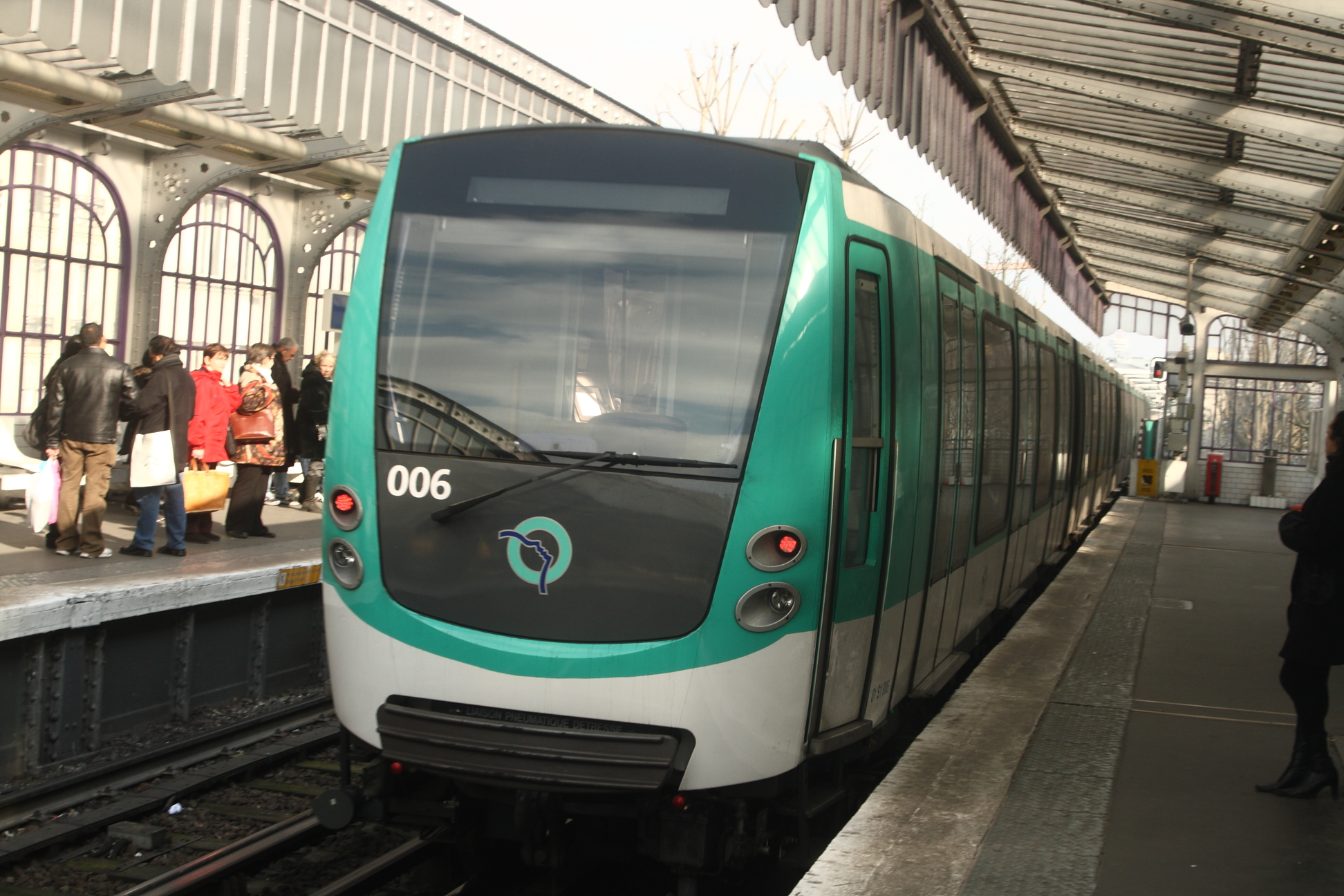
MF 01
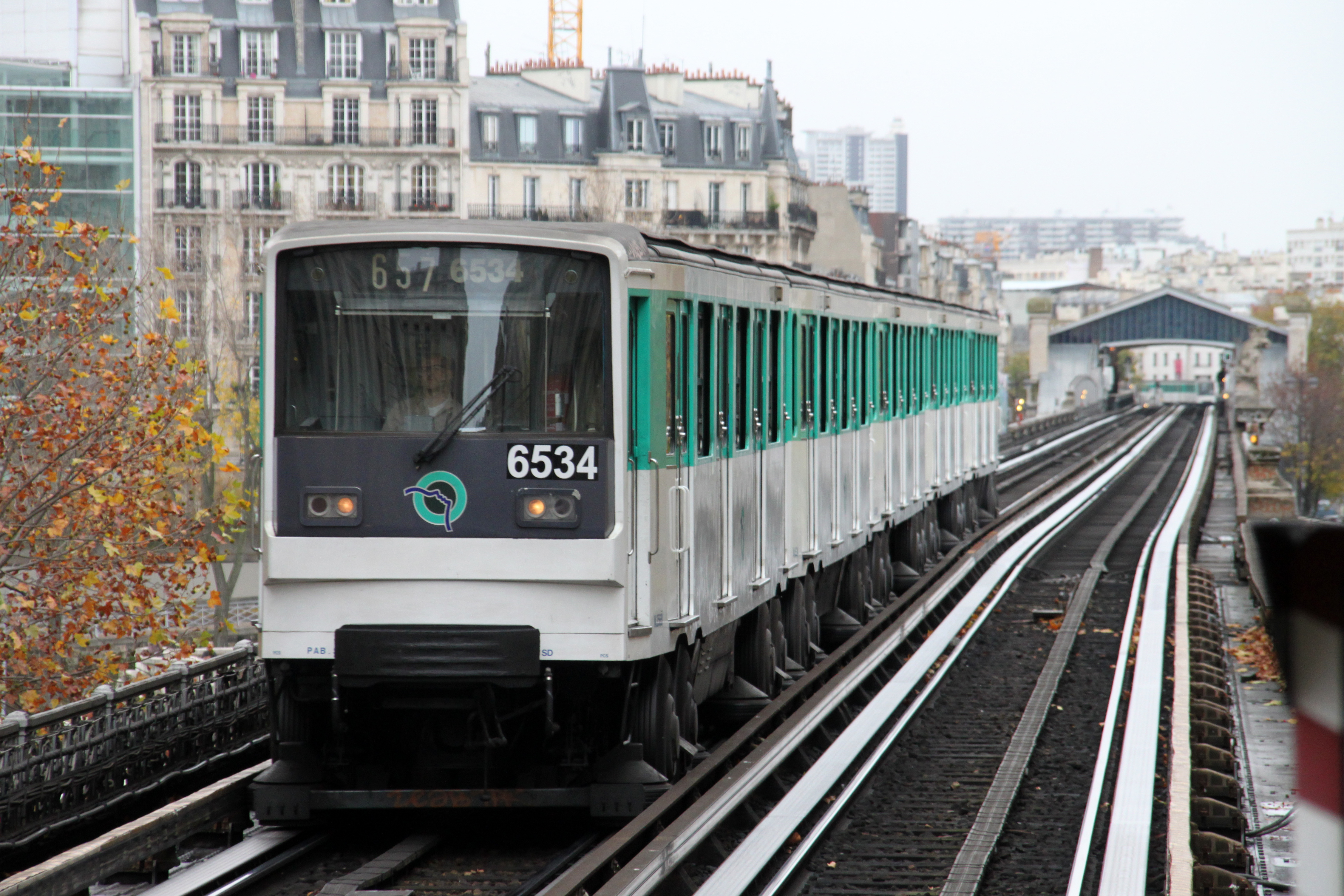
MP 73
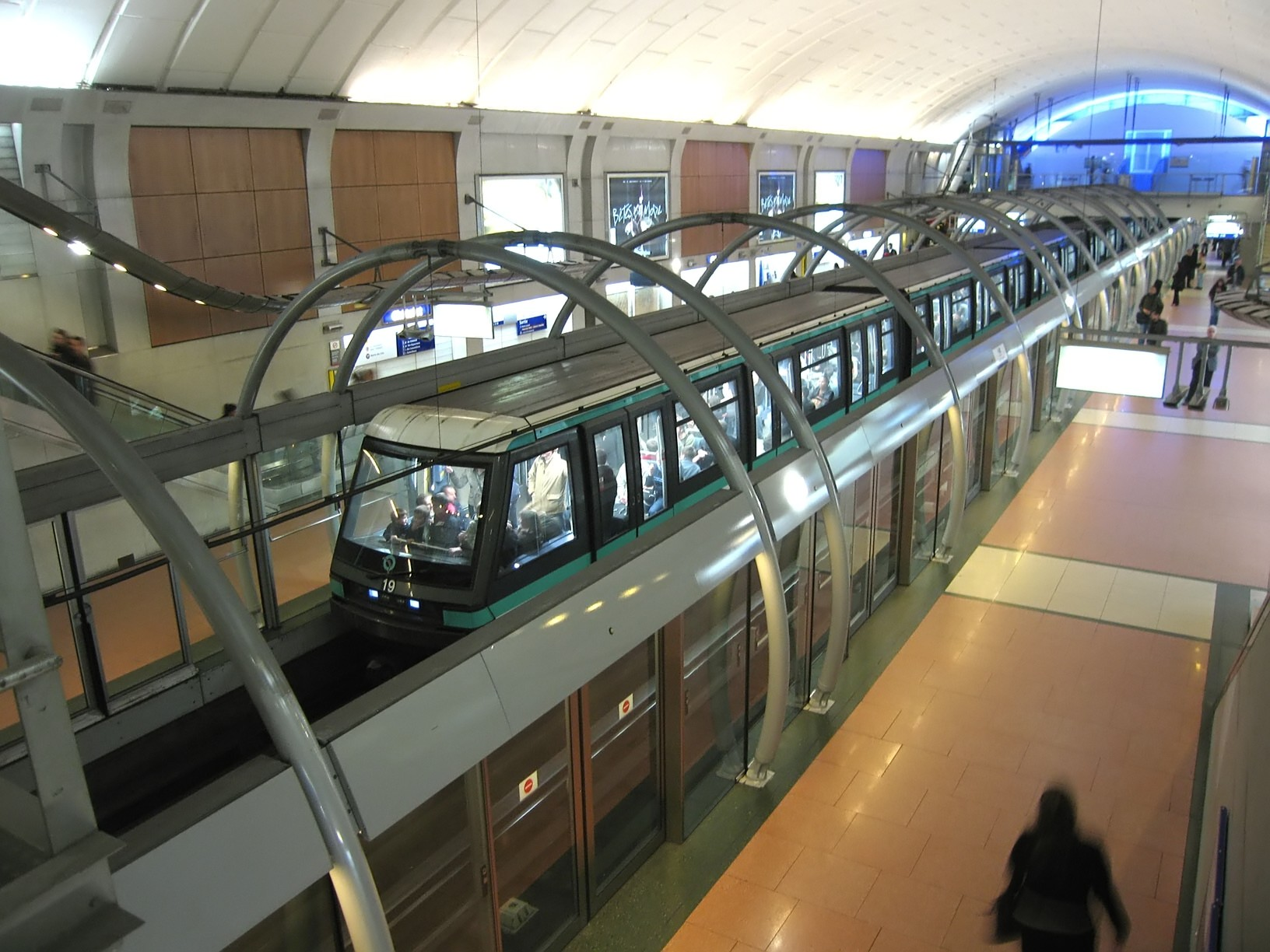
MP 89 CA
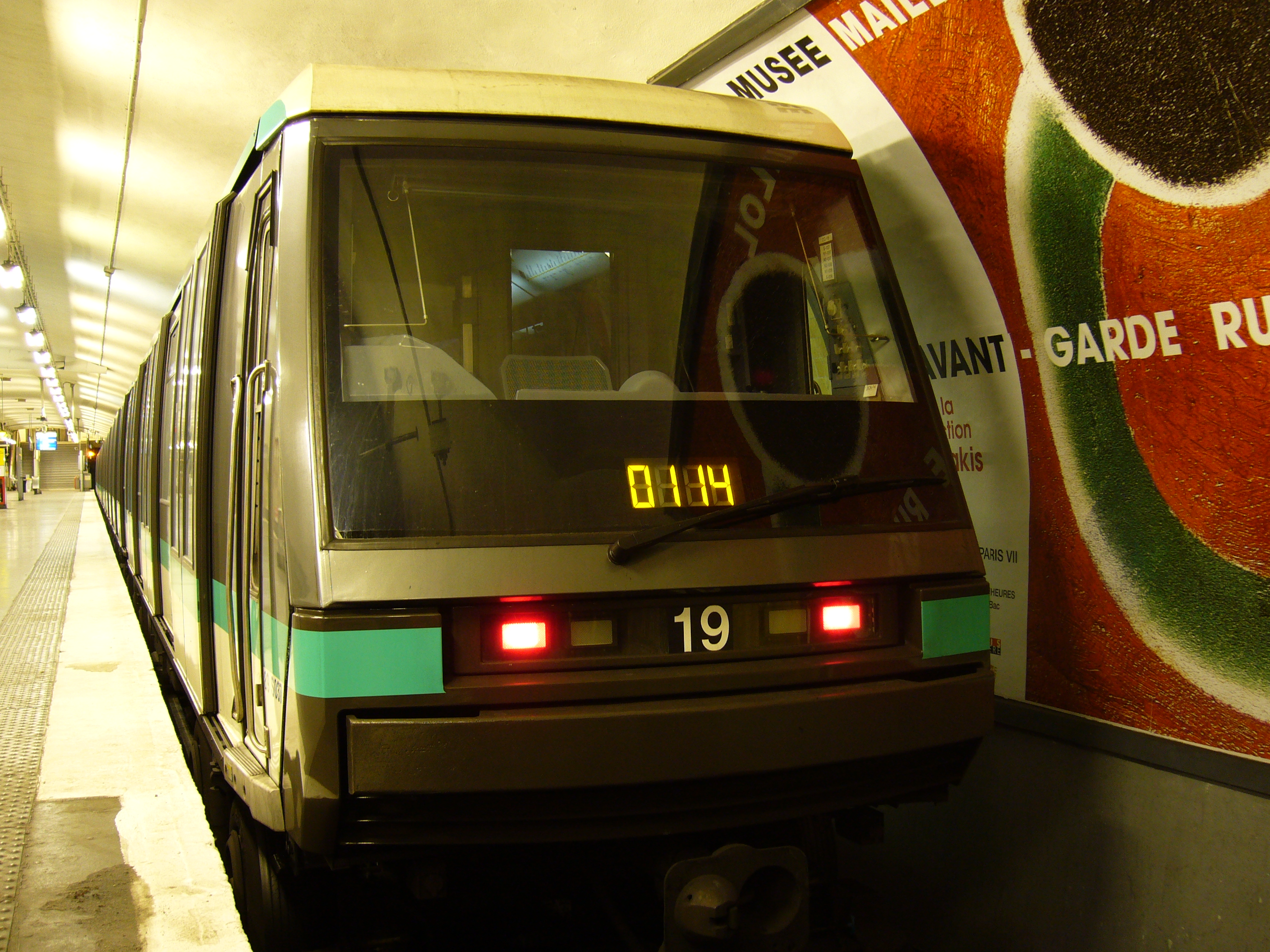
MP 89 CC
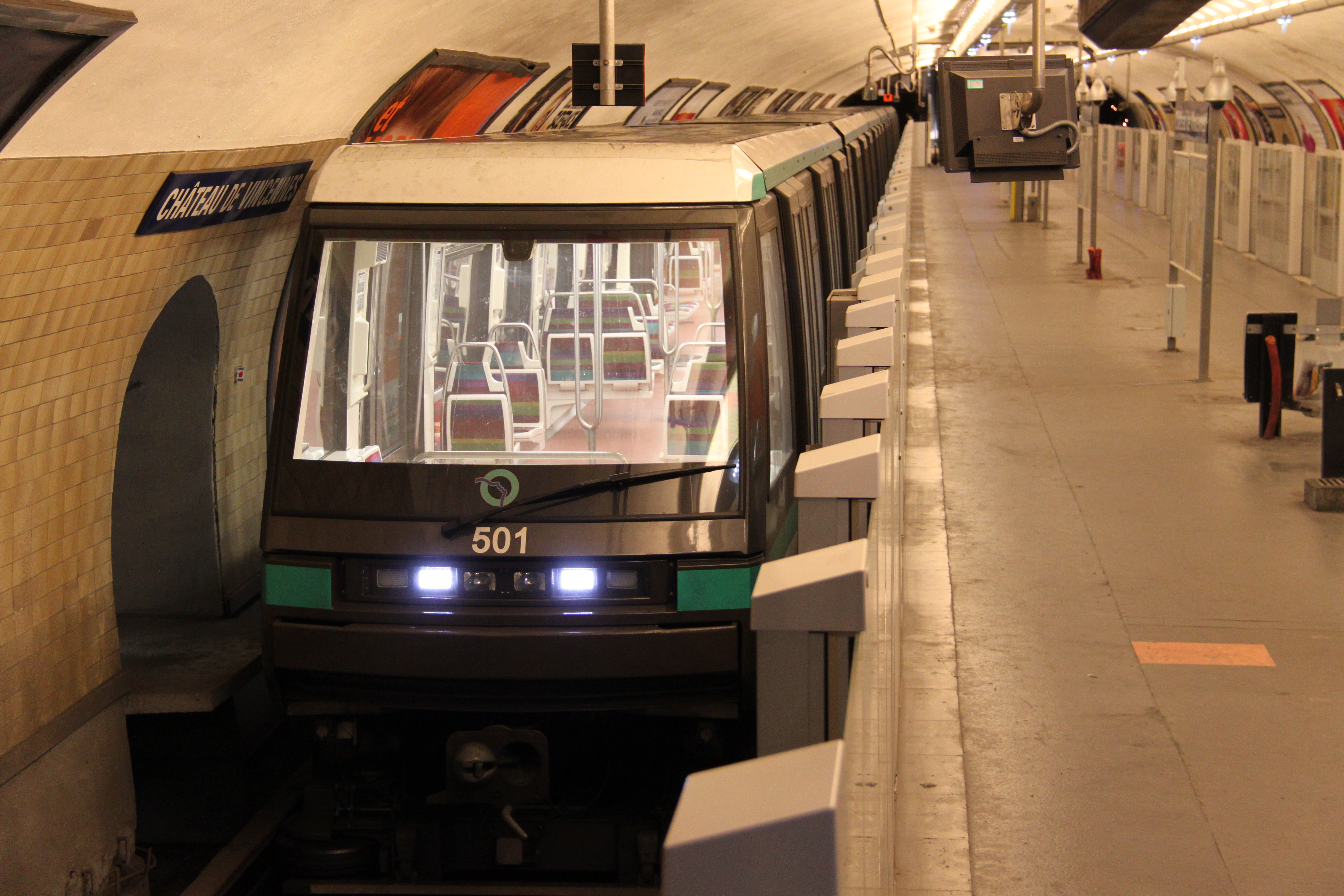
MP 05
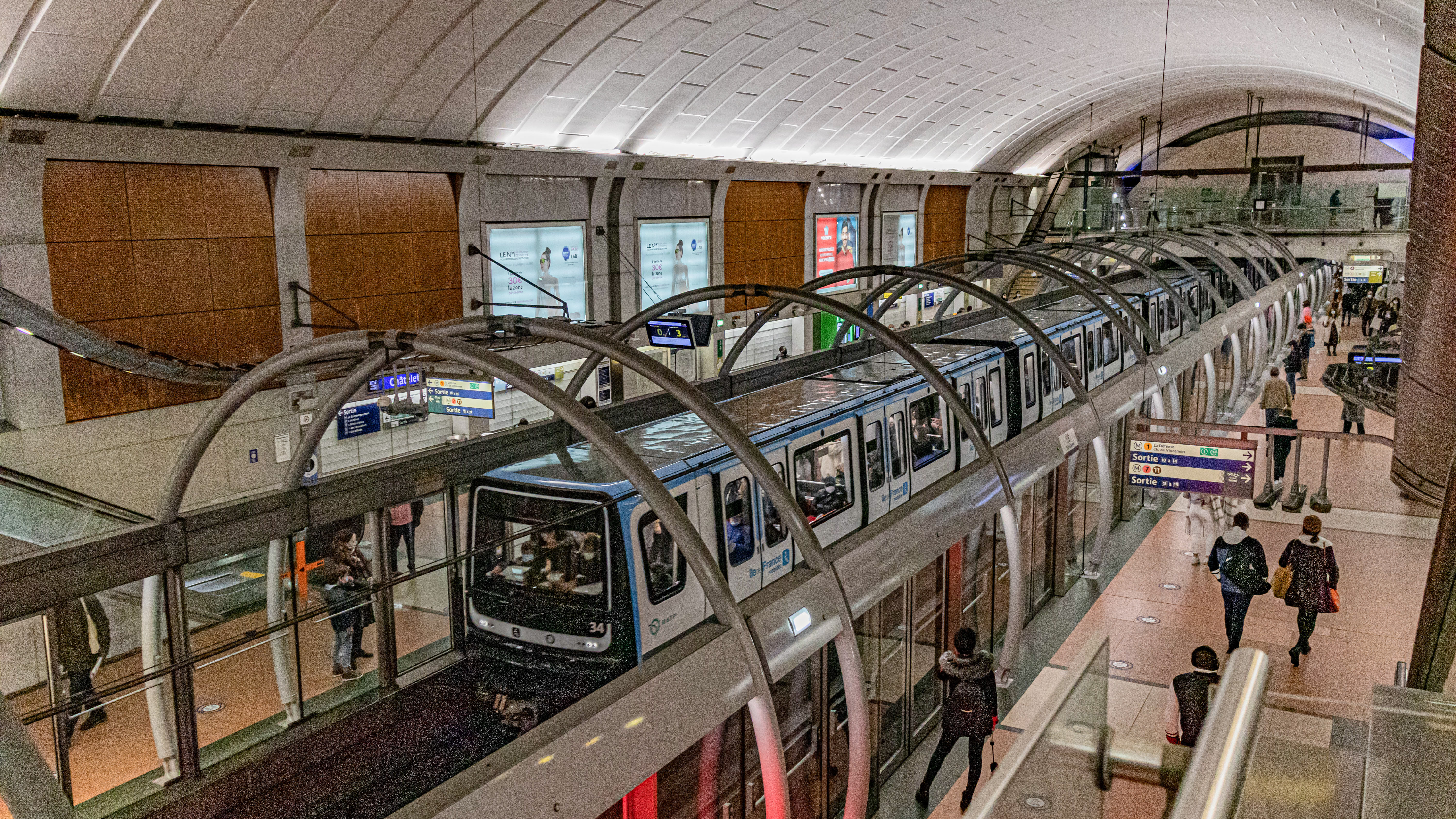
MP 14 CA
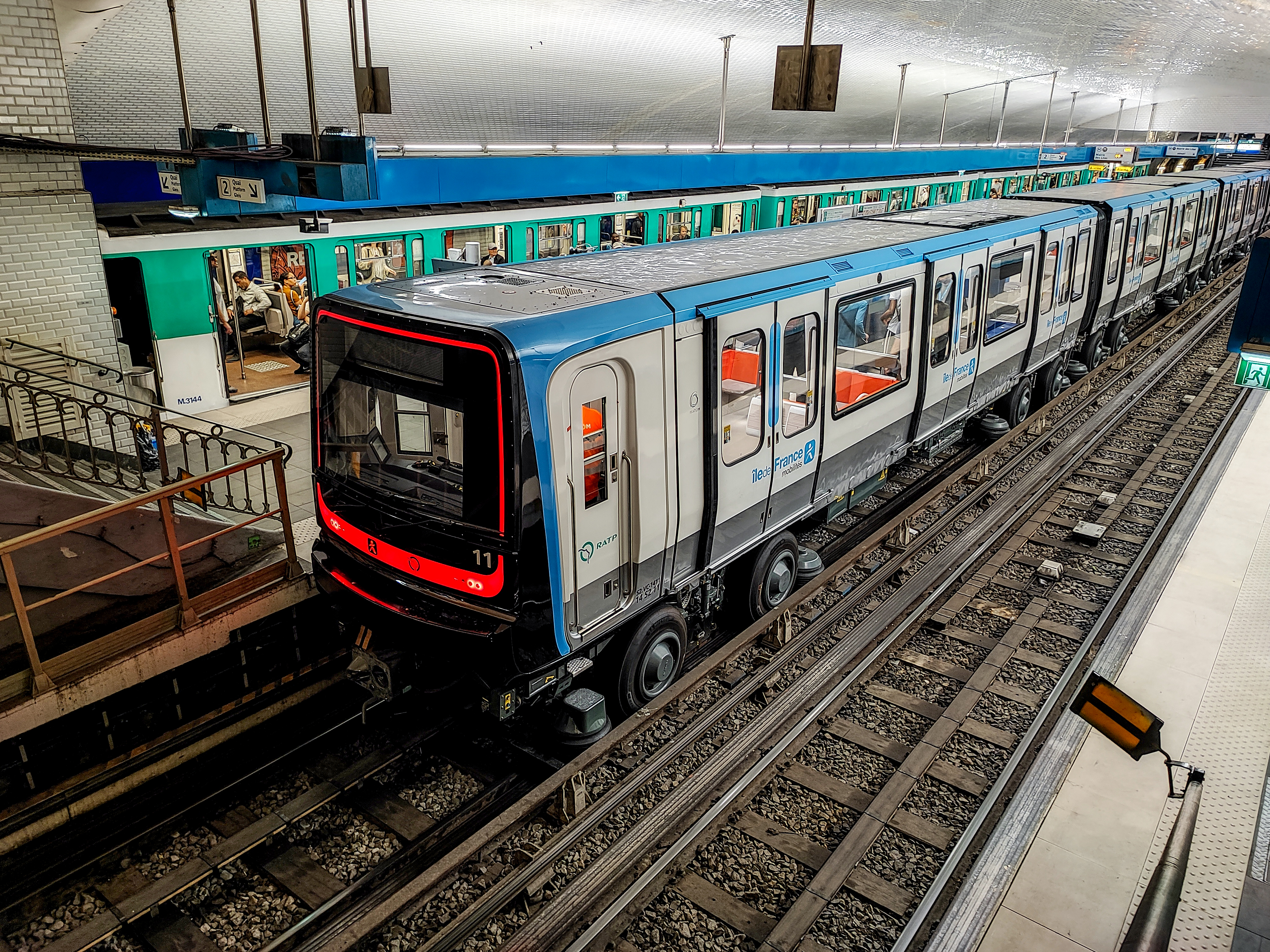
MP 14 CC

Le gabarit des rames du métro de Paris est relativement étroit (2,40 mètres de largeur), comparé à ceux des autres métros (métro de Lyon : 2,90 m) avec des capacités comprises entre environ 600 et 700 voyageurs par rame pour les lignes 1, 4 et 14, à comparer aux 2 600 voyageurs des trains MI 2N du RER A. Contrairement aux réseaux de New York et de Londres, toutes les lignes sont au même gabarit. Une des spécificités du métro de Paris est de faire rouler des métros sur pneus sur cinq de ses lignes. Cette technique, qui s'accompagne d'équipements particuliers sur la voie a été développée par la RATP dans les années 1950 et a été exportée dans certains réseaux (Montréal, Mexico, Santiago). Selon les lignes, les rames peuvent comporter trois (lignes 3 bis et 7 bis), cinq (la norme), six (lignes 1 et 4) ou huit voitures (ligne 14). La ligne 14 voit circuler depuis octobre 2020 des rames MP 14 de huit voitures, les stations ayant été dimensionnées, dès l'origine, dans cette perspective.

##### Remisage et entretien

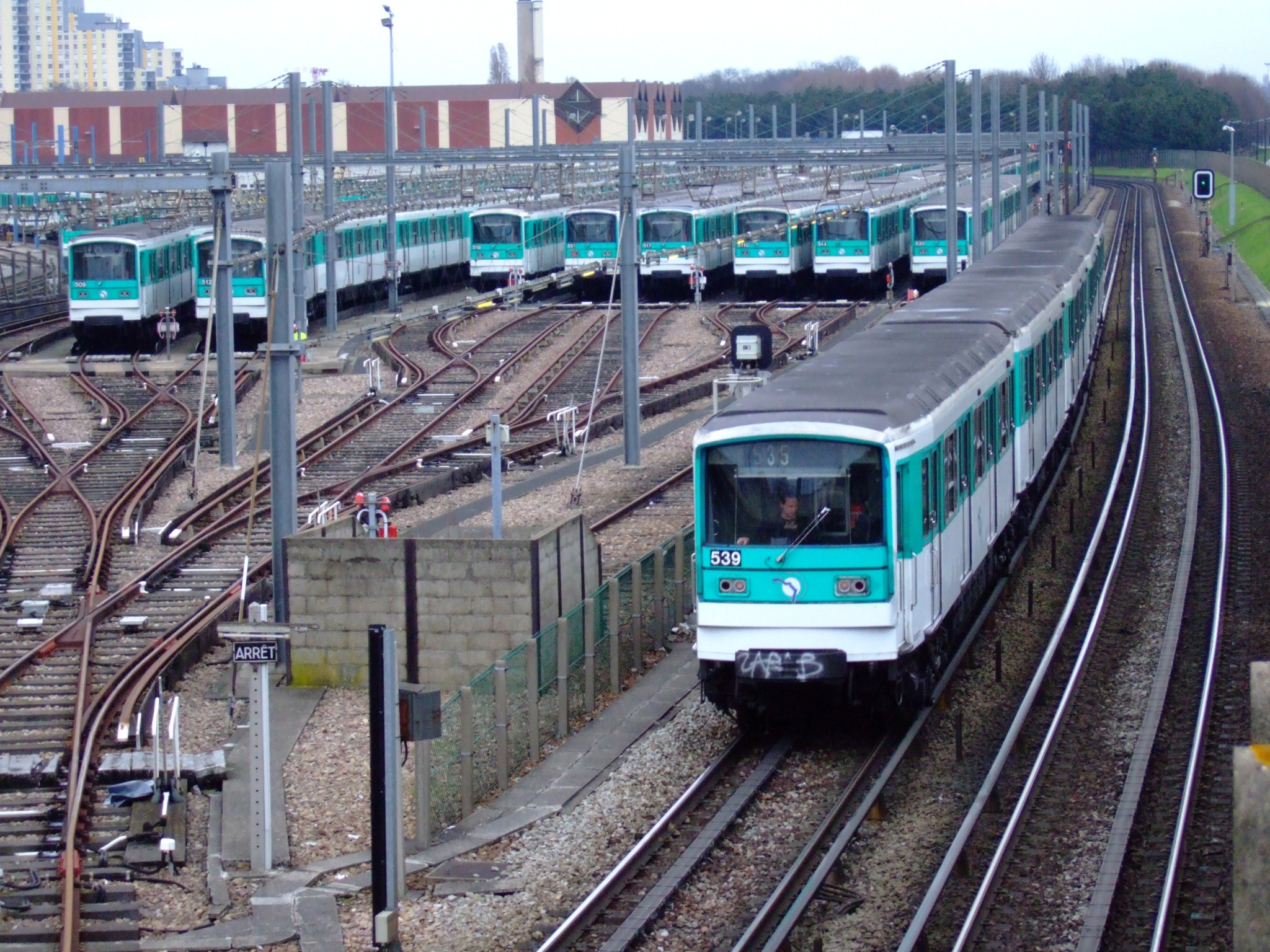
Le site de remisage et d'entretien des rames de la ligne 5 (Bobigny) rempli de rames MF 67 en mars 2006.

Chaque ligne de métro dispose pour garer et entretenir les rames, de plusieurs garages souterrains et d'un dépôt situé généralement en bout de ligne. Ce dernier assure l'entretien courant du matériel et dans certains cas est destiné à la révision d'une série complète ou de certains composants : ainsi, l'atelier de Fontenay en banlieue à Fontenay-sous-Bois qui entretient le matériel de la ligne 1 assure la révision des matériels à pneus (MP 73 et MP 89). De manière similaire l'atelier de Saint-Ouen-sur-Seine assure la révision du matériel MF 77, celui de Choisy celui des rames MF 67 et MF 88.

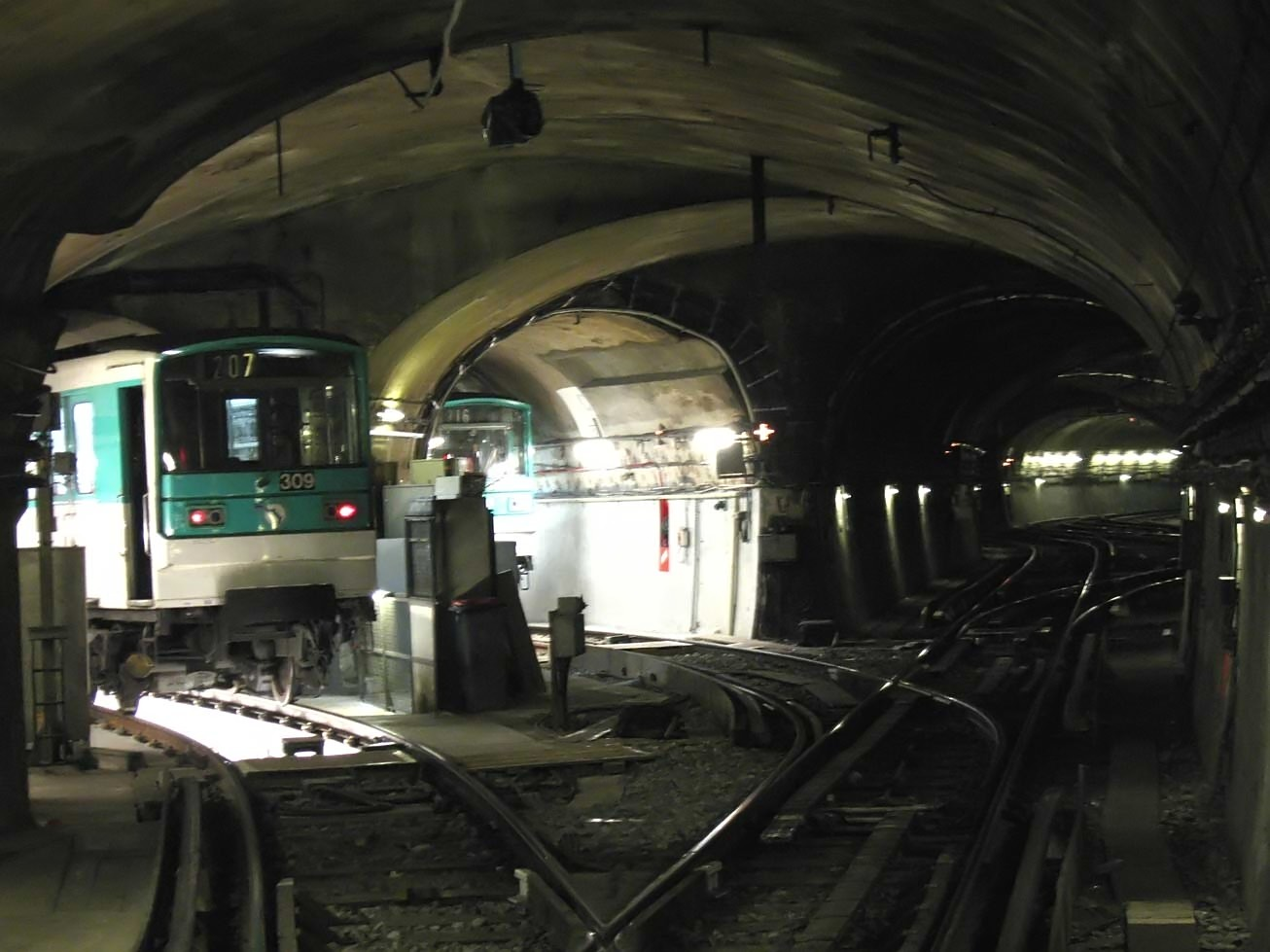
Des voies de garage à Nation (ligne 2) en octobre 2006.
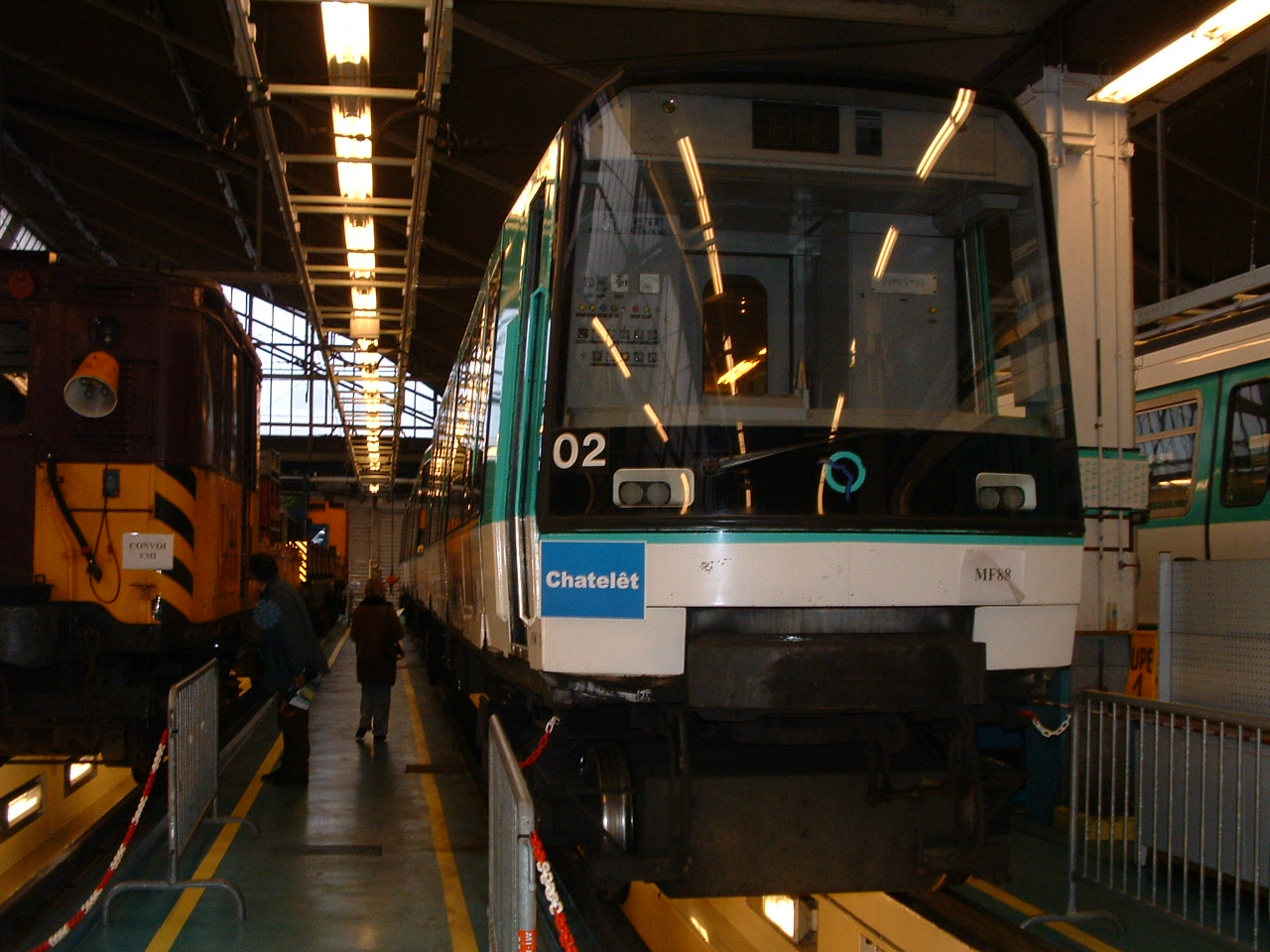
Une rame MF 88 de la ligne 7 bis sur une voie d'entretien des Ateliers de Choisy, en 2003.
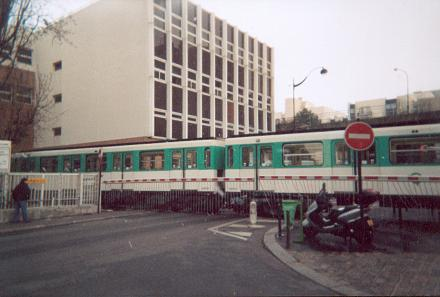
Une curiosité du métro parisien : le passage à niveau de la rue de Lagny, dans le 20e, pour l'accès aux ateliers d'entretien, en avril 2003.

#### Maintenance des voies

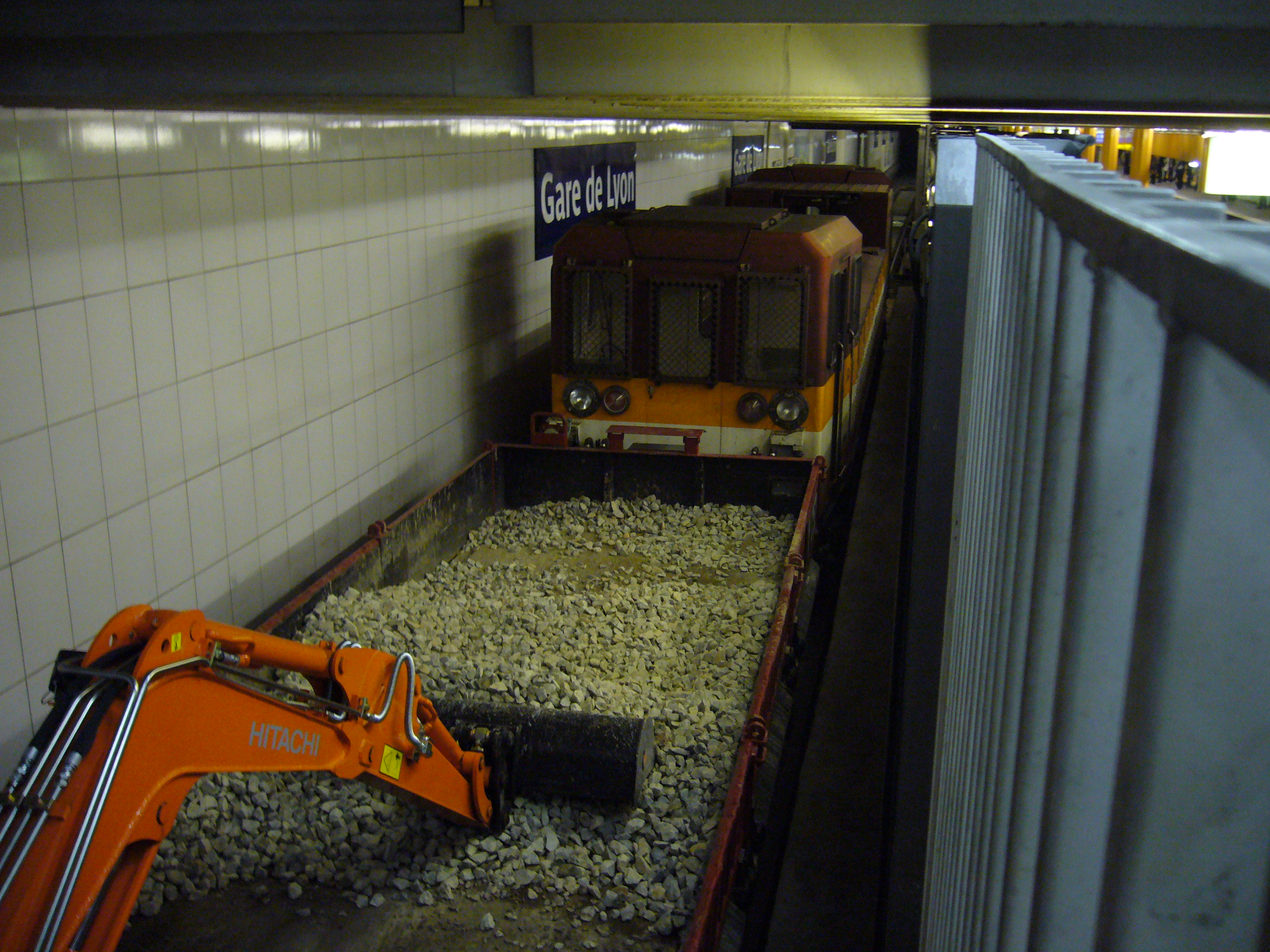
Un train de travaux (tracteur à marche autonome tractant un chargement de ballast) stationné sur la voie de garage de la station Gare de Lyon (ligne 1), en novembre 2008.

L'entretien des voies ne peut être réalisé que durant l'arrêt nocturne. Il y a les opérations de maintenance courante — meulage des rails pour rectifier leur profil, remplacement de coupons de rail abîmés, nettoyage de la voie par train aspirateur — et les opérations lourdes comme le renouvellement de la voie ferrée, la rénovation des stations, la réfection des tunnels. Des trains de travaux de toutes sortes, partis du dépôt de la Villette, sillonnent la nuit le réseau en empruntant les nombreux embranchements (une quarantaine) qui existent entre les lignes pour réaliser les différentes opérations de maintenance nécessaires pour un réseau sollicité de manière intensive. Le matériel est acheminé par des rames reconverties, par des tracteurs pouvant se déplacer sur batterie, ou par des locotracteurs mus par un moteur Diesel ; le réseau est également parcouru par des trains meuleurs ou aspirateurs. Même en cas d'interruption durable, comme lors des grèves, une rame circule à vide chaque jour et sur chaque ligne pour éviter les risques de corrosion de la voie.
Le réseau parisien souffre par ailleurs de deux difficultés structurelles : l'ancienneté de son infrastructure (la plupart des tunnels sont centenaires) et la menace des eaux car il est le plus souvent sous la nappe phréatique et des centaines de pompes rejettent en permanence les eaux d'exhaure provenant d'infiltrations. Afin de préserver l'étanchéité des stations des ruissellements, des chantiers lourds sont entrepris sur certaines stations pour un coût unitaire d'un à deux millions d'euros. De 2014 à 2017, 40 millions d'euros sont investis pour des travaux devant tenir un demi-siècle.

#### Information voyageurs

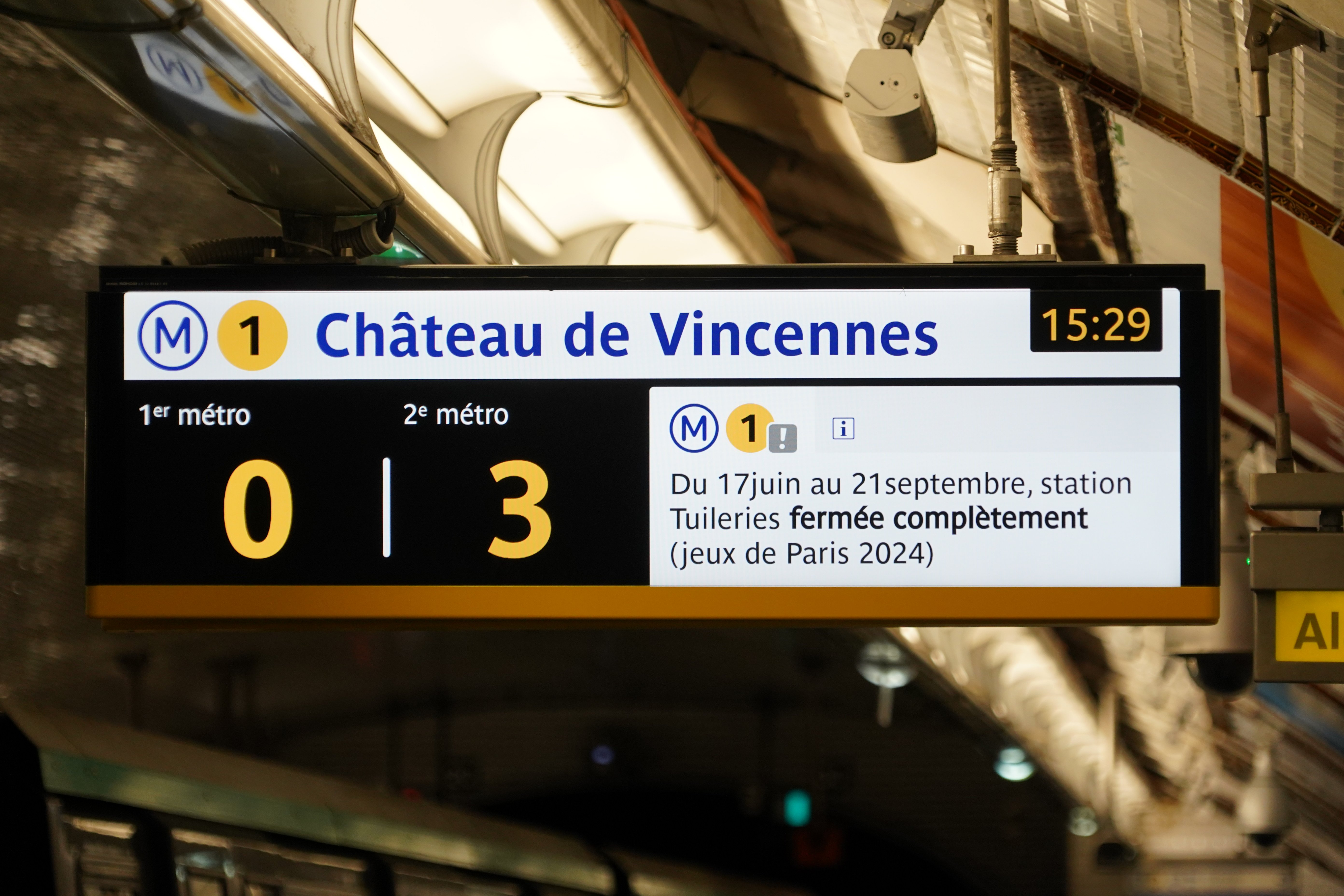
Panneau PANAM (remplaçant de SIEL) à la station Porte Maillot (ligne 1), en mai 2024.

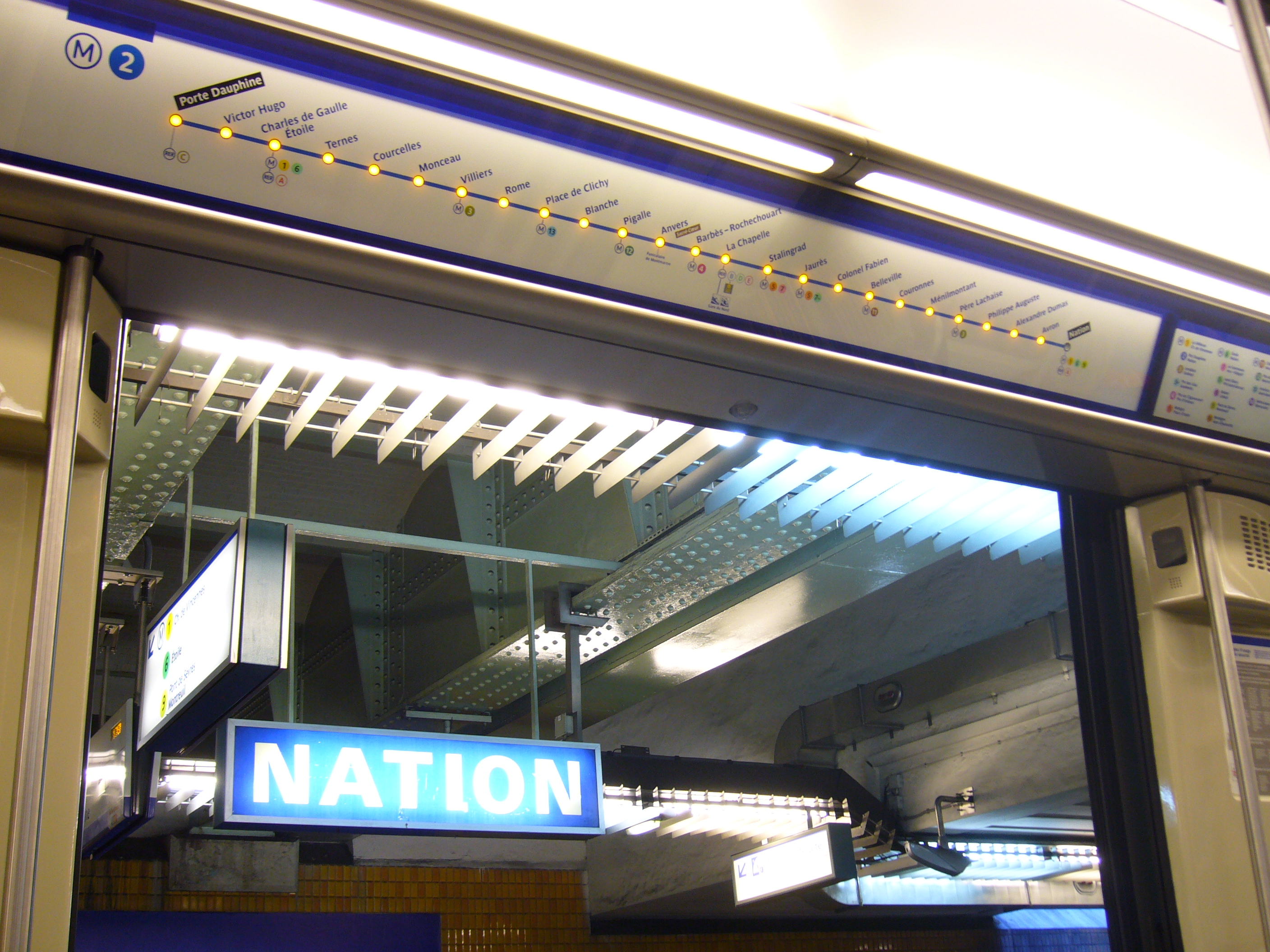
Plan dynamique ASVA de la ligne 2 dans une rame MF 01, en septembre 2008.

Le système d'information en ligne (SIEL) est un ensemble de matériels destiné à l'information des voyageurs. Il indique visuellement et de manière sonore, le temps d'attente avant l'arrivée des deux prochaines rames par branche de destination (une seule dans les deux premières stations extrêmes dans le sens de marche, ainsi que sur les deux lignes « bis » dans leur ensemble). Pour les lignes 7 et 13 qui comportent un embranchement, la rame affiche à l'intérieur le terminus de la branche desservie.
En 2010, ce système est présent sur toutes les lignes. Sur la ligne 14 (la première à en avoir été équipée), il est constitué d'écrans cathodiques disposés le long du quai, écrans remplacés par des écrans plats en 2016. Sur la ligne 4, les panneaux sont directement intégrés aux façades de quai. Sur les autres lignes, les temps d'attente sont directement affichés sur le panneau, situé généralement au milieu du quai, indiquant le numéro de la ligne et la destination.
Le système PANAM mis en service à partir de 2024 indique les perturbations en cours ou planifiées (travaux) en plus des temps d'attente.
Ce système est complété par celui d'annonces sonores et visuelles automatiques (ASVA) à bord des rames rénovées et nouvellement livrées, qui annonce principalement visuellement et de manière sonore la prochaine station desservie.
Depuis 1994, les informations voyageurs essentielles sont systématiquement trilingues : français et deux autres langues, l'anglais et une langue qui peut varier selon la fréquentation de la station : l'allemand est employé sur les lignes passant par la gare du Nord et la gare de l'Est, et l'italien sur celles s'arrêtant à la gare de Lyon. Six langues étrangères sont utilisées sur le réseau : l'anglais, l'allemand, l'italien, l'espagnol, le japonais et le mandarin.

#### Personnel d'exploitation
On distingue deux catégories de personnel sur le métro parisien : les agents en station et les agents de conduite. Les agents de station ont pour mission de tenir la caisse, d'assurer le contrôle des voyageurs ainsi que la gestion des lieux, vérification des installations ou autres à définir selon les besoins du service. Quelques agents sont par ailleurs détachés pour la durée du service afin d'assurer les relèves de caisses. Le service est assuré sur trois roulements de travail avec les services jours (matin), services mixtes (après-midi) et services nuits.

#### Signalisation du métro

##### Lignes classiques

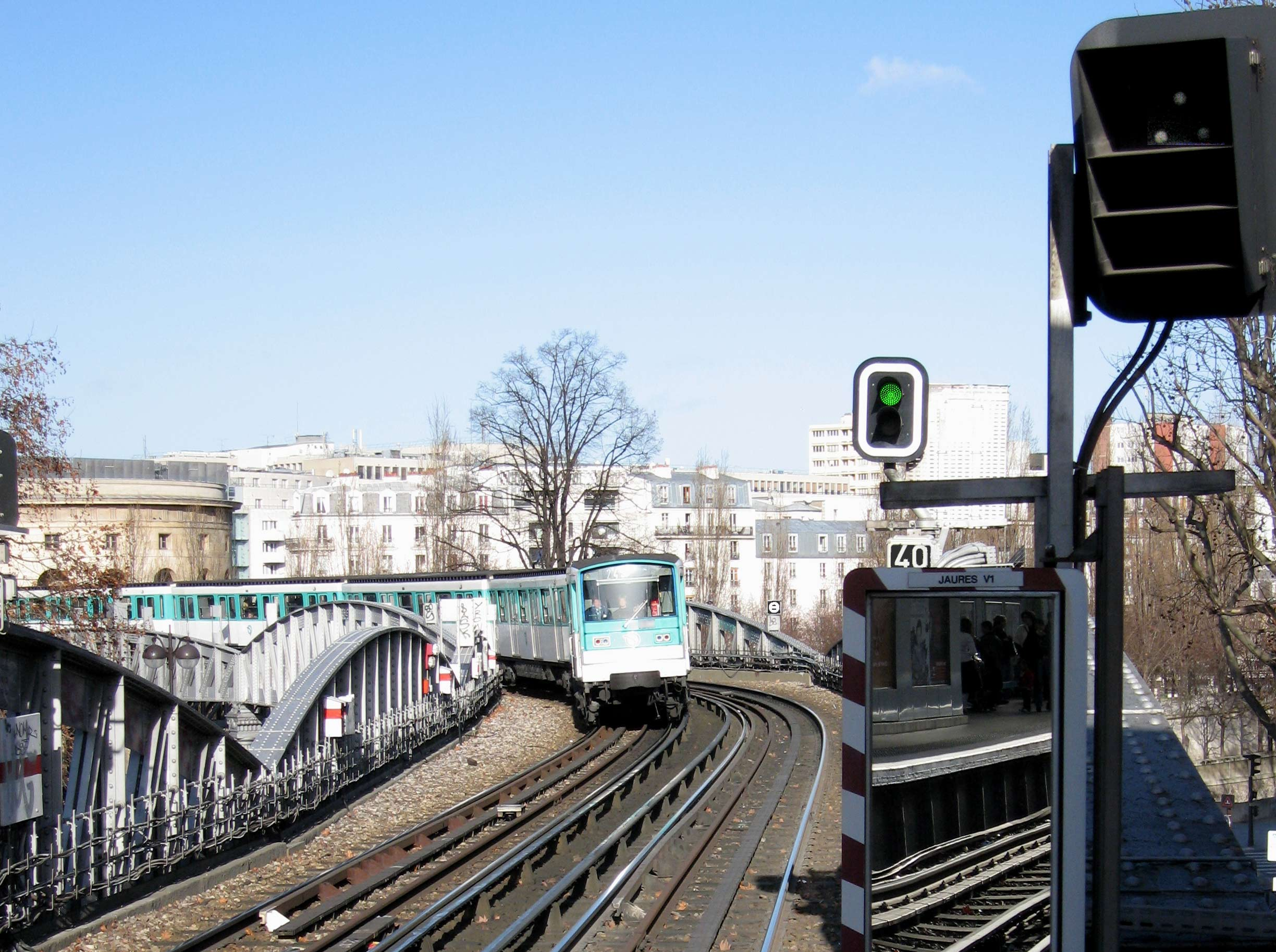
À la sortie de la station Jaurès (ligne 2), la voie est libre (feu vert), la vitesse est limitée à 40 km/h (octobre 2006).

Chaque ligne est découpée en tronçons relativement courts protégés par des feux de signalisation qui, en conduite normale, ne doivent pas être franchis lorsqu'ils sont au rouge. Un signal de répétition est utilisé dans le cas où la visibilité ne permettrait pas au conducteur de réagir à temps (au jaune si le feu suivant est au rouge). Dans le cas normal il existe toujours au moins deux feux rouges entre 2 rames qui se suivent (c'est-à-dire qu'il y a toujours un canton libre entre deux rames). Toutefois, pour accroître le débit de la ligne, une rame est autorisée à entrer en station par un feu jaune E, dès que la rame précédente a libéré quelques dizaines de mètres en aval du quai et non pas tout le canton suivant ; ce passage au jaune est assorti d'une limitation de vitesse indiquée sur un panneau lumineux à côté du signal.
Le plan de voie simple (les lignes n'ont pratiquement pas d'embranchement) et la vitesse généralement réduite ont permis d'automatiser partiellement le pilotage des rames tout en faisant circuler une rame toutes les 90 secondes sur les lignes les plus fréquentées. En effet, depuis les années 1970, la marche des rames en mode normal est automatique sur toutes les lignes sauf celles à faible trafic (10, 3 bis et 7 bis). Un calculateur situé à bord du train détermine son avancement, grâce à des indications fournies par un câble électrique situé sur la voie, et commande le freinage ou l'accélération du train en fonction de la vitesse autorisée et de la signalisation (l'arrêt en station se fait en mode automatique avec une erreur sur la position inférieure à 50 cm).
En station, le calculateur central de la ligne fournit automatiquement au conducteur le signal du départ en fonction du positionnement des autres rames de la ligne et du plan de marche à appliquer (fréquence des rames). Au signal, le conducteur, après fermeture des portes, démarre la rame ; il peut également revenir à tout moment en mode « manuel » et en particulier lors d'incidents sur la ligne. Il est désormais obligatoire de faire au moins un tour complet en conduite manuelle à chaque service, habituellement réalisé lors des heures creuses du début d'après-midi ; cette disposition est en vigueur depuis l'accident de Notre-Dame de Lorette (en 2000), pour entretenir les compétences nécessaires à la conduite « manuelle ».

##### Lignes automatiques intégrales

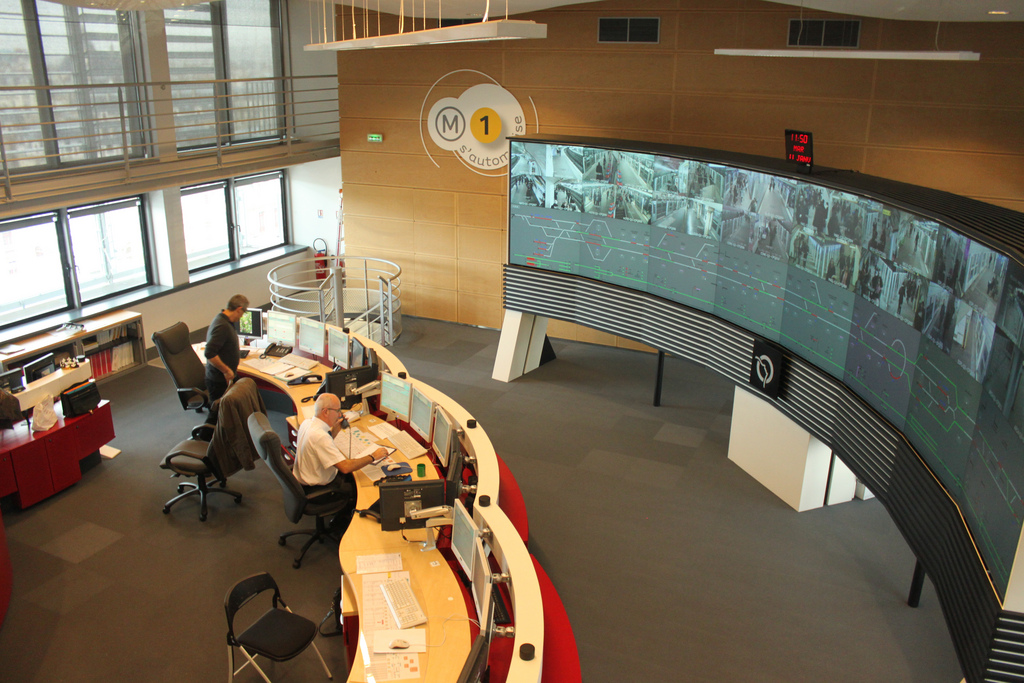
Le poste de commande centralisé (PCC) de la ligne 1, en janvier 2010.

Dans le cas de la ligne 14 entièrement automatisée, la signalisation visible est spécifique et minimaliste puisqu'elle n'est pas utilisée en fonctionnement normal. Seuls deux feux violets indiquent, quand ils sont allumés, que le franchissement est interdit en mode manuel sans ordre du poste de commande centralisé (PCC). Les optimisations avec des cantons courts et des signaux de répétition étant inutiles en fonctionnement automatique intégral, l'efficacité de la conduite manuelle, qui n'est utilisée que dans certains cas de panne, est fortement dégradée.
La mise intégrale au mode automatique de la ligne 1 est achevée fin 2012, au terme d'une période transitoire débutée en novembre 2011. Elle a été permise grâce à un renouvellement de la signalisation, la mise en place de portes palières et la livraison de nouvelles rames.

#### Tarification et financement

##### Tarification

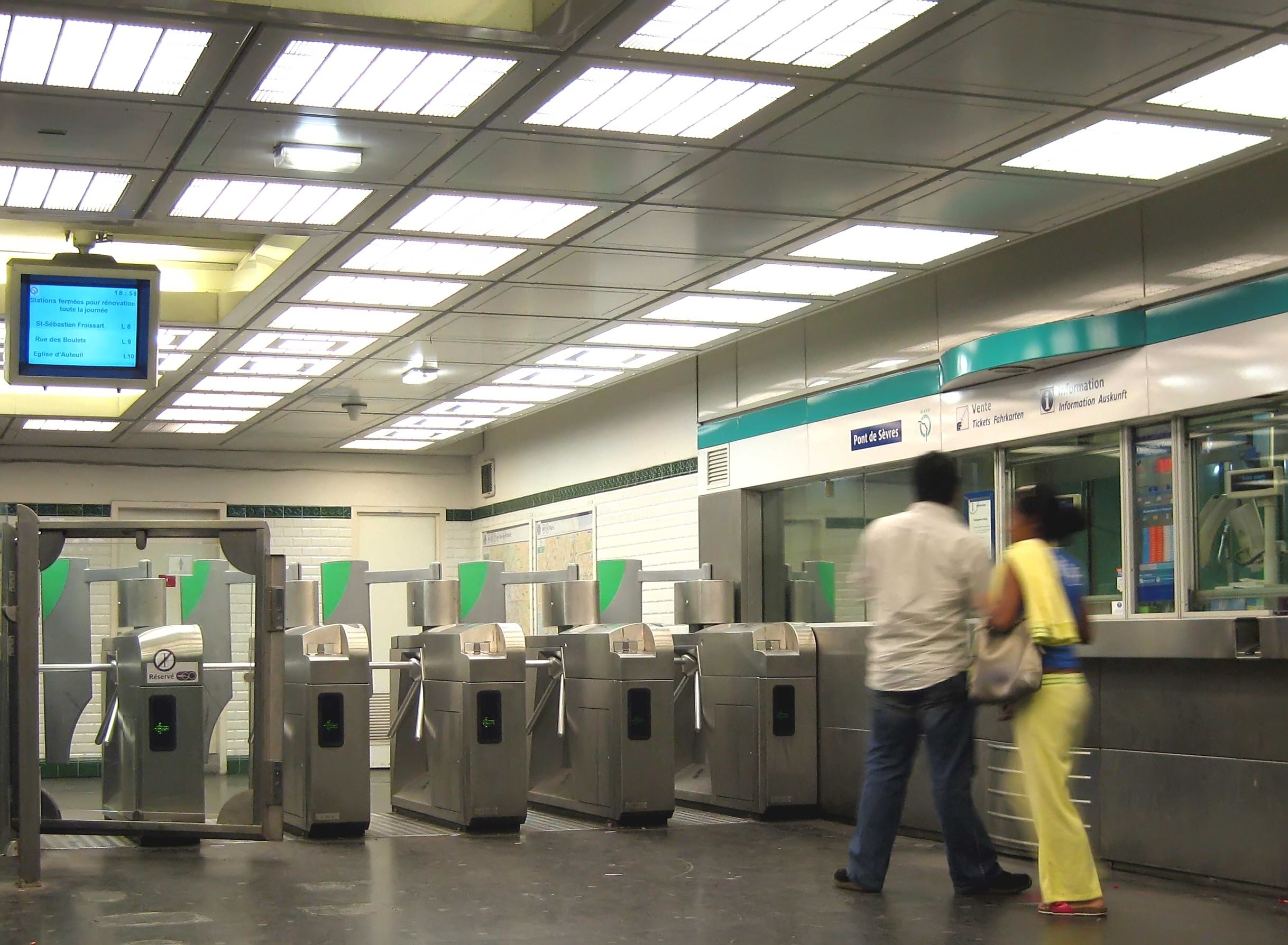
Le guichet et les tourniquets de la station Pont de Sèvres (ligne 9), en 2006.

Le coût des déplacements dans l'agglomération parisienne est établi en fonction de la zone (il y a 5 zones concentriques, contre 8 avant juillet 2007). Le métro est accessible avec un titre de transport ne couvrant que les zones 1 et 2, y compris les stations qui se situent en réalité en zone 3 et en zone 4.
Depuis le 1er janvier 2025, le ticket « métro-train-RER » à 2,50 € remplace les tickets t+ et origine-destination et permet d'utiliser indifféremment le métro, le RER et le Transilien sans restriction de distance à l'exception de l'accès aux aéroports qui nécessitent le ticket « Aéroport » unique à 13 €.
Il peut être utilisé également sur le funiculaire de Montmartre mais de façon autonome ; un ticket déjà validé dans le métro ne peut pas être réutilisé sur le funiculaire de Montmartre,.

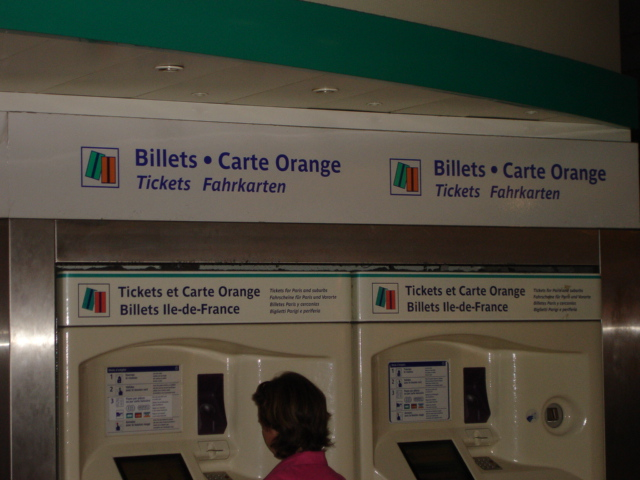
Automates RATP (2006).

Les tarifs forfaitaires qui permettent un nombre illimité de voyages sur l'ensemble du réseau sont le forfait Navigo jour valable une journée (à l'exception de l'accès aux aéroports), l'ancienne carte Orange devenue la carte Navigo (à la semaine ou au mois), l'abonnement annuel forfait Navigo annuel (ex-Intégrale) moins cher que 12 abonnements mensuels et le forfait Imagine'R pour les lycéens et étudiants. Les titres peuvent être achetés et utilisés avec la technologie NFC d'un téléphone Android, en allant sur les applications RATP ou Île-de-France Mobilités.
Il existe différentes offres destinées aux touristes comme « Paris Visite », « Open Tour »… qui combinent transport, entrées de musée…
Les personnes âgées, les familles nombreuses et certains bénéficiaires sociaux bénéficient d'une tarification réduite. Les bénéficiaires du revenu de solidarité active (RSA, ex-RMI) et de l'aide médicale d'État (AME) voyagent gratuitement dans les transports en Île-de-France depuis avril 2007. C'est aussi le cas des bénéficiaires de l'allocation de solidarité spécifique ou de l'allocation de parent isolé à partir du 1er novembre 2008. Toutefois, cette mesure est supprimée début 2016 pour les titulaires de l'AME.
Les titres de transport peuvent être achetés à un guichet, aux automates RATP, auprès de commerçants agréés ou sur un téléphone Android avec la fonction NFC depuis les applications RATP ou Île-de-France Mobilités.
Le métro parisien est un des seuls à avoir proposé le choix entre deux classes sur son réseau. Les avantages étaient ainsi énoncés : position de la voiture de 1re classe en milieu de rame (plus sûre en cas de collision), sièges rembourrés (la deuxième classe accéda également à cet avantage, après la guerre). Hormis une courte période pendant laquelle la 1re classe fut supprimée (du 2 février 1947 au 30 novembre 1948), ce service a été maintenu jusqu'en 1982. À partir de cette époque, l'accès à la première classe avec un ticket de seconde a été autorisé avant 9 h et après 17 h, mais durant tout le service pour les mutilés et les femmes enceintes[réf. nécessaire]. Cette disposition a été supprimée pour des raisons commerciales à partir du 1er août 1991, et un régime à classe unique existe depuis cette date. En 1990, les billets de première représentant 1 % du total des ventes de billets, leur suppression a permis une économie du fait d'une tarification simplifiée.
Lors du conseil d'administration d'Île-de-France Mobilités du 7 décembre 2023, il est décidé d'une tarification spécifique pour les voyageurs occasionnels ayant un trajet avec pour origine ou destination la station Aéroport d'Orly. Le tarif sera de 11,50 € pour un ticket papier à bande magnétique et de 10,30 € sur carte Navigo Easy. Aucun surcoût ne sera applicable pour les utilisateurs d'un forfait Navigo ou Paris Visite.

##### Financement

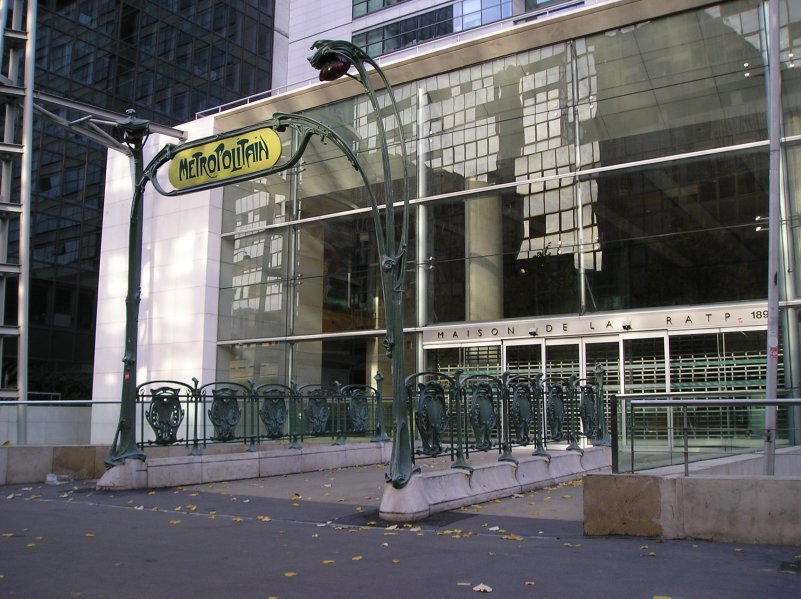
Le siège social de la RATP, en octobre 2004.

En 2025, le financement du fonctionnement du réseau (entretien, matériel et charges de personnel) est assuré par la RATP. Cependant, les tarifs des billets et abonnements dont le montant est limité par décision politique ne couvrent pas les frais réels de transport. Le manque à gagner est compensé par l'autorité organisatrice, Île-de-France Mobilités, présidée depuis 2005 par le président du conseil régional d'Île-de-France et composé d'élus locaux. Elle définit les conditions générales d'exploitation ainsi que la durée et la fréquence des services. L'équilibre financier du fonctionnement est assuré par une dotation globale annuelle aux transporteurs de la région grâce au versement mobilité payé par les entreprises et aux contributions des collectivités publiques.
La RATP ne tient pas de comptabilité distincte pour le métro, le RER, les tramways et les bus. Les chiffres qui suivent englobent donc ces trois activités. En 2005, les recettes directes du pôle transport de la RATP se montaient à 1,9 milliard d'euros. Pour compenser les tarifs réduits, le STIF a versé 1,2 milliard d'euros auquel se sont ajoutés 680 millions d'euros destinés à rétablir l'équilibre financier de l'entreprise mis à mal par un régime de retraite particulièrement sinistré (déficit annuel de 467 millions d'euros) ainsi qu'un endettement de 4 milliards d'euros qui, en 2005, a engendré 190 millions d'euros de frais financiers.
Les investissements lourds (extensions du réseau) sont financés dans le cadre d'un contrat de plan État-région (CPER) d'une durée de 6 ans passé entre l'État et la région Île-de-France. Le financement en est assuré à hauteur de 50 % par la région Île-de-France, 30 % par l'État et 20 % par la RATP (pour la RATP sous forme de prêts bonifiés accordés par la région). Le CPER couvrant la période 2000-2006 a consacré environ 800 millions d'euros à l'extension du métro (à titre de comparaison sur la même période 1,4 milliard d'euros pour le tramway).
Le renouvellement du parc de trains est financé exclusivement par la RATP : celle-ci a eu recours ces dernières années à des opérations financières complexes (affermage) pour en réduire le coût. Sont également à la charge directe de la RATP les investissements destinés à maintenir le réseau en état de fonctionnement (entretien des tunnels et du parc matériel, rénovation des stations…).

#### Trafic

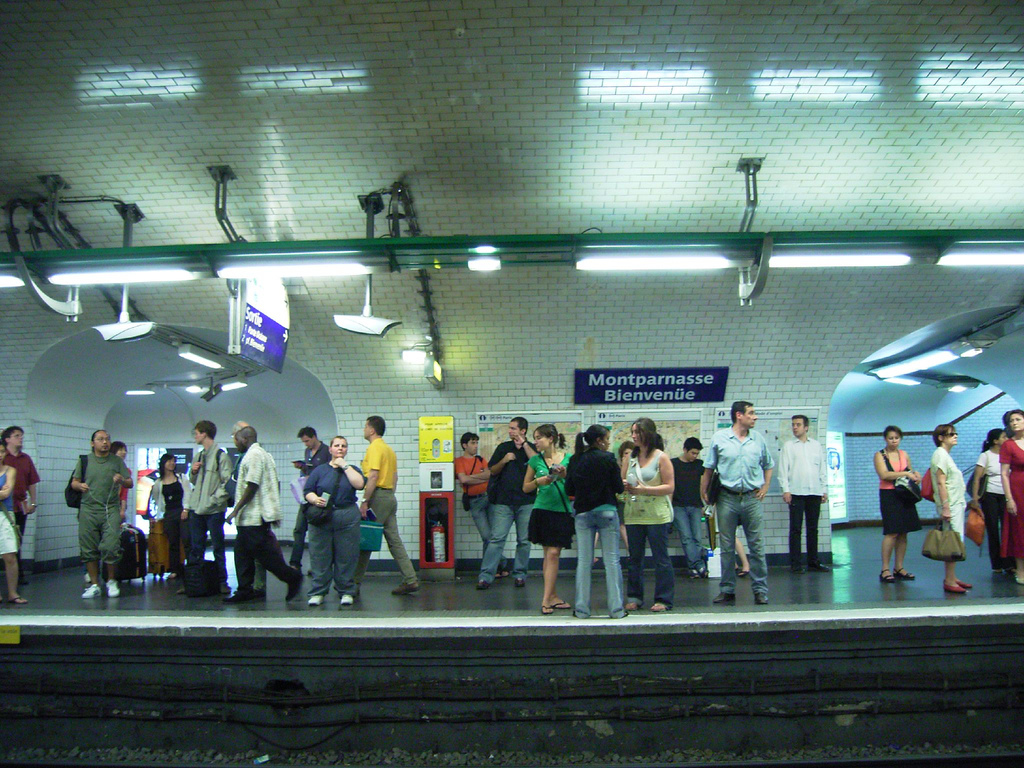
La station Montparnasse - Bienvenüe (ligne 12), en juillet 2006.

En 2019, la RATP comptabilise 1 498 millions de voyages effectués en métro durant l'année.

##### Évolution du trafic
La fréquentation du métro de Paris a connu une forte croissance entre 1995 et 2005 (30 %) : le nombre de voyageurs transportés est passé de 1,03 milliard en 1995 à 1,37 milliard en 2005. Les habitudes de l'usager ont également évolué : le trafic du week-end a été multiplié par 1,5 en dix ans, la pointe de trafic du matin un jour ouvré s'est concentrée sur la période entre 8 h 30 et 9 h — sans doute à cause de la tertiarisation de l'emploi — et la pointe du soir s'étale désormais jusque vers 20 h 30. La RATP a amorcé en 2006 une adaptation de son offre en augmentant les fréquences mais, aujourd'hui encore, il n'est pas rare de voir des rames bondées en week-end ou relativement tard le soir.
Avec l'augmentation du nombre de voyageurs transportés, les lignes les plus fréquentées (1, 4, 13) ont du mal à faire face à la pointe du matin, ce qui conduit la RATP et le STIF à décider en 2008 d'un plan d'investissement de 5 milliards en cinq ans.
Les conditions de transport sur les lignes les plus fréquentées sont éprouvantes notamment en été du fait de l'absence de réfrigération dans les rames de la plupart des lignes et de la chaleur dégagée par le freinage rhéostatique (ligne 4 jusqu'en 2012, ligne 11 jusqu'en 2024). De plus, la climatisation n'étant pas adaptée au métro car elle rejette la chaleur dans les tunnels et stations surchauffant les quais, il faut équiper les lignes de ventilation réfrigérée ; en 2018, quatre lignes de métro (1, 2, 5, 9) en sont équipées.
En 2016, les dix stations les plus fréquentées sont (en millions de voyageurs entrants) : Gare du Nord (50,872), Saint-Lazare (45,879), Gare de Lyon (36,352), Montparnasse - Bienvenüe (30,359), Gare de l'Est (20,373), République (18,340), Bibliothèque François-Mitterrand (17,491), Les Halles (16,128), La Défense (Grande Arche) (15,031), Châtelet (13,466). La station la moins fréquentée est Église d'Auteuil, avec 172 812 voyageurs entrants.

##### Utilisation du métro
Sur les 25 millions de déplacements mécanisés quotidiens réalisés par les habitants de l'agglomération parisienne, le métro avec ses 4,5 millions de voyageurs par jour a une part modale de 18 % devant les bus (environ 16 %) suivi du RER et du Transilien (ensemble 15 %).
Mais pour les 2 millions d'habitants de Paris intra-muros, le métro, favorisé en cela par l'encombrement de la circulation parisienne en surface, joue un rôle encore plus déterminant avec en 2005 une part modale de près de 50 % (1,5 million de déplacements en incluant les lignes de RER) sur les déplacements motorisés dans Paris intra-muros devant les véhicules privés (26 %) et les bus (17 %).

#### Publicité
Les affiches publicitaires sont un élément indissociable du métro parisien : les porte-plans des accès, les couloirs et les quais de toutes les stations en sont jalonnés, à quelques exceptions près, dont les stations culturelles. Des annonces publicitaires sont également présentes dans les matériels les plus anciens. À l'origine collées à même le carrelage, les affiches disposent maintenant de cadres dédiés dans les stations. Des écrans d'affichage numériques ont également récemment fait leur apparition sur le réseau et représenté rapidement une part significative du chiffre d'affaires étant donné leur forte visibilité et leur adaptation contextuelle rapide. La location des espaces publicitaires de la RATP est organisée depuis 1949 par la société Métrobus, elle-même filiale de Mediatransports (Publicis Groupe) qui gère également les espaces publicitaires de la SNCF. La location des espaces publicitaires de son réseau rapporterait annuellement environ 100 millions d'euros à la RATP,, un chiffre stable depuis plusieurs années, et qui représente environ 2 % du chiffre d'affaires du groupe. En 2019, un nouvel appel d'offres pour une durée de gestion de dix ans est lancé. Au lieu de recevoir une part des recettes, la RATP sera actionnaire à parité du groupe remportant le marché.
Ces annonces commerciales sur le réseau sont toutefois jugées excessives par une partie de l'opinion, les Antipubs considérant que l'omniprésence de la publicité n'est pas justifiée au vu de la faible part des revenus publicitaires dans le chiffre d'affaires de la RATP. Par ailleurs, l'augmentation du nombre de surfaces publicitaires, évaluée à 20 % entre 2010 et 2015 par le journal Les Échos, est pointée du doigt.

### Qualité de service

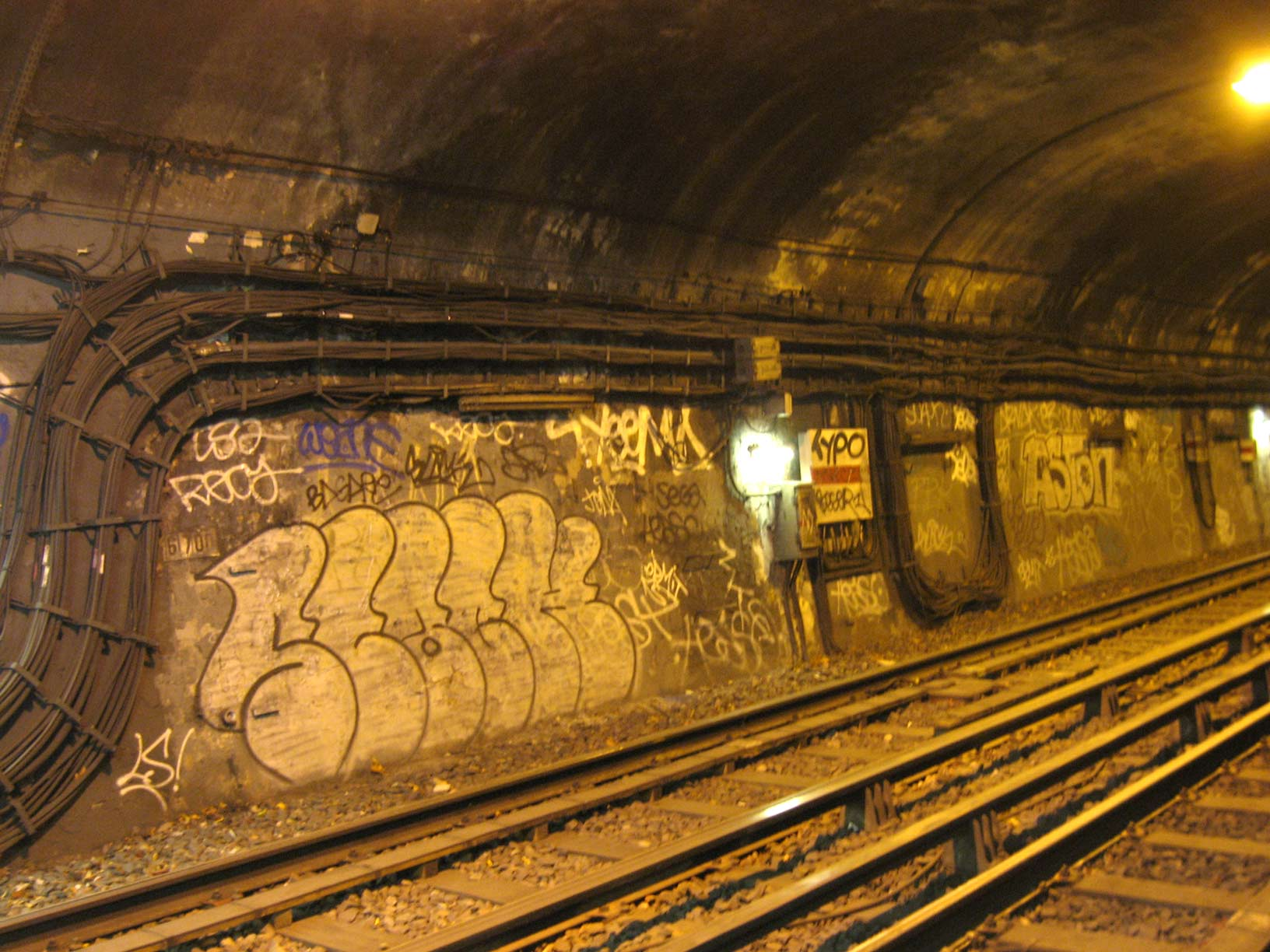
Les parois des tunnels sont taguées depuis la fin des années 1980 (ici sur la ligne 2). Elles ont aussi servi de support d'affichage notamment dans les années 1950 (le fameux « Dubo, Dubon, Dubonnet ») et dans les années 1980 (« Ecco, le no 1 », « Câblez-vous », etc.).

#### Taux de satisfaction
Le métro possède un taux de satisfaction, mesuré par le STIF, estimé à 87 % en 2004. Il est le plus élevé de tous les modes de transport. La RATP tente par différents dispositifs de rendre meilleures les conditions d'utilisation du métro en décrochant des certifications qualité sur ses lignes et en tentant de réparer le plus rapidement possible les dégradations de matériel pour décourager les tagueurs (dégraffitage quotidien et pelliculage des rames). L'autorité régulatrice (STIF) joue, dans ce domaine, un rôle incitatif en définissant chaque année des objectifs qualité quantifiés (ponctualité, propreté, information du voyageur…) générateurs de bonus ou de pénalités financières.

#### Propreté

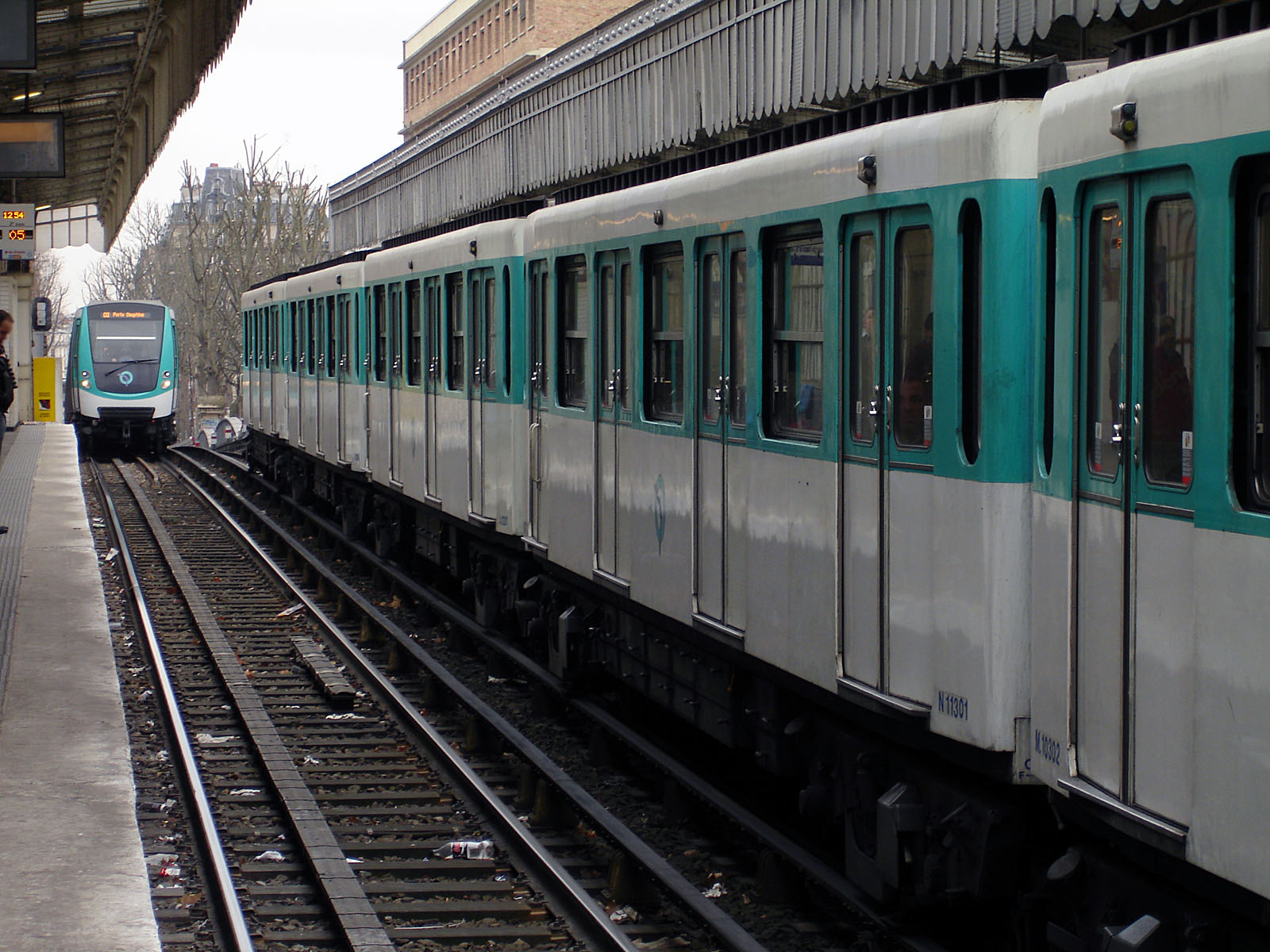
Une voie de la ligne 2 du métro, jonchée de détritus.

La propreté dans le métro parisien est une priorité selon la RATP qui déploie tous les jours près de 1 800 agents sur le réseau métropolitain. En septembre 2013, elle prévoit un budget de près de 70 millions d'euros pour cette tâche en 2014.
Des poubelles pour le tri sélectif sont présentes uniquement sur la ligne 14, les autres lignes n'effectuant pas de tri sélectif par manque de place pour les conteneurs de tri. Certains maires d'arrondissement se plaignent également de l'abandon des déchets sur la voie publique, aux entrées des stations.

#### Pollution de l'air en sous-sol
Une polémique concernant les taux élevés de contamination par les microparticules est apparue en juin 2007 à la suite de la diffusion d'un documentaire par la chaîne de télévision Canal+. En effet, des journalistes de cette chaîne se sont procuré un rapport confidentiel de la RATP affichant des taux importants de pollution sur le réseau souterrain du métro. Ces particules nocives sont produites par le meulage des rails afin d'atténuer le crissement des roues dans les courbes et par le système de freinage mécanique des rames. L'émission diffusée et les nombreuses questions qui ont suivi ont poussé la RATP à présenter le 22 juin 2007, lors d'une conférence de presse, les données qu'elle collecte sur la qualité de l'air dans son réseau de transport souterrain.
Le taux de particules fines PM10 autorisé par l'Union européenne et recommandé par un décret de 2010 a pour plafond la valeur de 50 µg par mètre cube d'air durant 35 jours par an, avec des valeurs oscillant entre 100 et 150 ; il est dépassé même si ce plafond réglementaire est applicable en surface et ignore le cas des réseaux souterrains. Le métro parisien est plus sujet à la diffusion des particules que celui de Prague (103), mais mieux que ceux de Berlin (147), Budapest (180), Rome (407) et Londres (795), la généralisation du freinage électrique aidant à faire baisser ces valeurs. La RATP explique investir 90 millions d'euros de 2004 à 2016 pour améliorer la ventilation (déjà effectuée via des bouches d'aération dissimulées par des façades factices,) et la SNCF prépare une amélioration pour les gares Haussmann - Saint-Lazare et Magenta.
Un avis de l'Agence nationale de sécurité sanitaire de l'alimentation, de l'environnement et du travail (ANSES) publié 9 septembre 2015 met l'accent sur l'exposition aux PM10 des conducteurs (avec un niveau de l'ordre de 155 µg/m3), suivis des métiers d'agent de manœuvre et de contrôle (130 µg/m3) et enfin les agents de recette (75 µg/m3). Les taux doivent être plus élevés pour les agents de maintenance des voies en raison des émissions des motrices diesel, de silice cristalline, aux particules métalliques ou à l'amiante. Selon l'ANSES, l'exposition des voyageurs étant plus intermittente, elle est moins préoccupante, tout en appelant les exploitants du réseau à prendre des mesures pour réduire la présence des particules. La RATP rend publique les données concernant trois stations observées en continu.
Selon une étude du CNRS publiée en septembre 2019, à la gare de Lyon du RER A, les concentrations des PM2,5 sont de 50 µg/m3 dans l'air ambiant des quais contre 15 µg/m3 pour l'air ambiant de surface. Pour les particules ultrafines (PM10), les taux respectifs sont de 300 contre 30. Cette pollution souterraine très importante est aussi relevée sur les quais de la station Châtelet sur la ligne 4. En 2023, le niveau de pollution moyen est cinq fois supérieur aux préconisations de l'Organisation mondiale de la santé.

#### Fraude
Le taux de fraude dans le métro parisien était de 5 % en 2013 (contre 4 % en 2005 et 7 % en 1991). À titre de comparaison, le taux de fraude dans le métro de Rome serait de 1,1 %. Il serait toutefois inférieur de moitié à celui des bus et des trams. La fraude dans les transports en commun représente un coût annuel de 100 millions d'euros selon la RATP.

#### Accessibilité du métro de Paris
Malgré la loi de 2005 sur le handicap, l'accessibilité du métro de Paris aux personnes handicapées est médiocre, seules les rames récentes étant accessibles alors que la circulation dans les stations est souvent impossible pour les personnes à mobilité réduite.
En 2017, sur les 302 stations du métro parisien, seules neuf d'entre elles, soit 3 %, sont accessibles aux personnes handicapées. En comparaison, à Londres, où le métro est à la fois plus ancien et plus profond, 20 % des stations sont accessibles.
En 2023, le métro reste très largement inaccessible aux personnes en fauteuil roulant, avec 93 % des stations non adaptées. Cette situation perdure malgré le vote de lois en 2005 et en 2015 pour garantir l'accès des transports publics aux personnes handicapées.

#### Réseaux hertziens
En septembre 2016, la PDG de la RATP Élisabeth Borne annonce que les réseaux 3G et 4G seront disponibles dans tout le réseau du métro d'ici fin 2017, les opérateurs exprimant quelques doutes sur la mobilisation de la régie. Publiés en septembre 2017, les résultats des mesures effectués par l'ARCEP montrent que moins d'un quart des lignes est couvert par les réseaux 3G/4G, essentiellement sur les tronçons aériens et sur la ligne 1. Le meilleur taux de couverture, celui d'Orange, plafonne à 26 % du réseau (tronçons aériens inclus) devant SFR et Bouygues Telecom à 23 % et 10 % pour Free Mobile.
Toutefois, cette couverture prend du retard et n'atteint les 100 % qu'en juin 2020, avec la pose de 3000 antennes mutualisées entre les quatre opérateurs sur les quais, les couloirs et en tunnel. Pour certaines stations, afin de limiter la génération de chaleur, trois centres de données ont été installés à l'extérieur du métro afin d'y déporter les opérations de calcul normalement effectuées par les antennes.

#### Délinquance et criminalité
L'Observatoire national de la délinquance et des réponses pénales (ONDRP) a réalisé sur l'année 2007 un bilan faisant état d'environ 20 000 plaintes, dont 18 500 pour vols, (13 863 vols simples et 4 653 vols avec violence, incluant par exemple 117 faits de violences sexuelles). Les vols sans violence, dans 68 % des cas, ont lieu dans Paris intra muros, dus notamment à de nombreux vols à la tire (en particulier de téléphones mobiles, dans 40 % des cas de vols), alors que les atteintes aux personnes atteignent 22,1 % des plaintes en petite couronne et 30 % en grande couronne. La ligne 4 concentre 17,5 % du total des plaintes de toutes les lignes de métro (13,3 % des vols avec violences ; 12,6 % des violences sans vol). La ligne 1 détient une forte proportion de vols sans violence (11,8 %), la ligne 5 de vols avec violence (10,3 %) et la ligne 13 de violences et menaces (10,7 %). Un tiers des plaintes concernent des actes commis entre 17 h et 21 h. Les agressions sont surtout commises entre 21 h et 6 h (19,2 % des vols avec violences et 19,1 % des violences gratuites dans cette tranche horaire).
En se fondant sur un échantillon de 6 500 personnes, l'ONDRP a établi que 53,6 % des plaignants sont des hommes, ce taux atteignant 58,9 % pour les vols avec violence et 73,4 % pour les violences et menaces hors vol. Près de la moitié (46,4 %) des plaignants sont des jeunes de moins de 30 ans, dont 7,1 % des mineurs. L'âge médian des victimes est de 31 ans.
Des pickpockets, souvent des adolescents œuvrant de manière structurée dans des réseaux d'Europe de l'Est, sévissent en particulier dans les stations desservant des sites touristiques. Des annonces automatiques de mise en garde y sont d'ailleurs diffusées en plusieurs langues par les haut-parleurs.
Quelques rares cas de personnes poussées sur les voies sont très médiatisés, comme un cas en 2011 à la station Crimée à la suite d'une altercation. En 1998, un pousseur criminel provoque la mort d'un usager du métro sur un quai de la ligne 4 et récidive en 2016,.
Selon une étude de l'Institut d'aménagement et d'urbanisme de la région d'Île-de-France (IAU) publiée en 2017, 56,3 % de femmes se déclarent inquiètes à l'idée remprunter les transports contre 26,7 % des hommes. Elles sont quatre fois plus nombreuses (6,2 %) à déclarer éviter au moins un mode de transport en commun par crainte d'une agression ou d'un vol que les hommes (1,7 %), ce qui constitue un frein à l'usage des transports collectifs.

##### Harcèlement dans les transports
Selon le Haut Conseil à l'égalité entre les femmes et les hommes, le harcèlement des femmes dans les transports concernerait tout le réseau mais plus particulièrement les lignes 3, 5, 9 et 11, ce qui a poussé le gouvernement à lancer un « plan national de lutte contre le harcèlement dans les transports » le 9 juillet 2015.
Dans les rames chargées de voyageurs, les « frotteurs » sont les hommes qui profitent de la promiscuité pour se frotter contre le dos, les fesses ou les seins des voyageuses. Depuis les années 2010, ces agressions sexuelles sont combattues par les agents de sécurité de la RATP. Depuis 2015, un groupe spécialisé de la sûreté régionale des transports d'Île-de-France est chargé d'enquêter exclusivement sur les viols et les agressions sexuelles, bien que ce type de délits représente à peine 1 % de la délinquance globale des transports en commun. En 2016, le groupe affiche un taux d'élucidation de 62 % et obtient 32 condamnations à de la prison ferme.
Fin 2018 et début 2019, plusieurs femmes filment des personnes les harcelant ou s'exhibant et partagent ces vidéos sur les réseaux sociaux suscitant un fort soutien à leur situation, mais aussi des insultes. Recherchés, certains auteurs sont arrêtés. Selon l'enquête de 2016 de la Fédération nationale des associations d'usagers des transports (FNAUT), 87 % des femmes utilisant les transports en commun déclarent avoir été victimes de harcèlement sexiste, de harcèlement sexuel ou d'agressions sexuelles dans les transports en commun, d'où le fait que six femmes sur dix et trois hommes sur dix déclarent craindre une agression ou un vol dans les transports en commun d'Île-de-France. Selon l'enquête Virage réalisée en 2015 par l'Institut national d'études démographiques (INED), 43 % des faits de violence graves contre les femmes franciliennes se déroulent dans les transports, 40 % dans la rue et 17 % dans d'autres espaces.

#### Mouvements sociaux
Compte tenu du rôle majeur joué par le métro dans la circulation des personnes à Paris, les arrêts de travail des conducteurs ont un effet important sur les conditions de transport. Deux mouvements majeurs, la grève de 1995 et celle de 2019-2020 bloquent la plupart des lignes pendant plusieurs semaines, dans les deux cas en réaction à un projet de loi réformant les régimes spéciaux de retraite. En mai 68, la grève générale gagne la RATP à partir du 17 mai, le travail ne reprenant que le 6 juin.
D'autres mouvements sociaux importants ont marqué la RATP. Du 22 au 24 décembre 1986, une grève prolonge un mouvement lancé à la SNCF. Plus important encore fut le mouvement des ouvriers d'entretien des rames du métro et du RER, du 14 novembre 1988 au 1er janvier 1989. Les lignes A et B du RER fermèrent purement et simplement pendant une semaine et sont remplacées par des navettes en camions militaires. Quatre lignes de métro ferment et les autres fonctionnaient au ralenti. D'autres mouvements plus ponctuels sont également intenses : le 20 décembre 1985, une grève sans préavis de solidarité avec un conducteur de RER, condamné pour la mort accidentelle d'un passager, paralyse la quasi-totalité du réseau ; le 7 avril 1994, une grève paralyse 90 % du trafic sur les lignes de métro, bus et RER contraignant les usagers à des marches sous la pluie ou à de gros embouteillages.
Après 1995, sous la présidence de Christian Blanc, la RATP crée le dispositif facultatif dit « alarme sociale » : tout syndicat peut ainsi envoyer un courrier à la direction, expliquant le motif susceptible de devenir conflictuel ; la direction est tenue de recevoir les syndicats dans les cinq jours. À la suite de cette réunion, un constat écrit d'accord ou de désaccord est publié : en cas de désaccord, les syndicats peuvent déposer un préavis de grève cinq jours à l'avance. Une commission de médiation, composée d'un juriste, d'un syndicaliste et d'un membre de la direction, examine les revendications avant le dépôt du préavis de grève ; en 1998, le dispositif évite la grève dans 80 % des cas. Le nombre de jours de grève était de 0,4 par agent en 2007 et de 0,18 en 2008.
En cas de conflit prolongé, la RATP privilégie, en fonction des effectifs présents, le maintien des lignes structurantes Est-Ouest et Nord-Sud (les lignes automatisées 1 et 14, puis les lignes 4 et 7). Puis, elle cherche à rouvrir des segments de rabattement vers ces axes structurants comme la section de la ligne 9 vers la ligne 1 pour les habitants de Montreuil. Les stations aux correspondances fermées sont généralement non desservies. Même en l'absence de circulations commerciales, les voies restent sous tension pour permettre quelques circulations afin d'éviter la corrosion des rails.

#### Prévention des inondations
Pour anticiper une crue centennale comme celle de 1910, la RATP a adopté en 2001 un Plan Prévisionnel des Risques d'Inondation (PPRI) : 1 200 personnes sont mobilisables pour boucher 475 entrées d'eau possibles (entrées de station RATP ou RER, trappe de descente de matériel, bouches d'aération, ascenseurs…) afin de protéger les 140 des 212 km du réseau considérés inondables. Le dispositif entre en alerte à partir de 5,60 m de hauteur d'eau au pont d'Austerlitz et les aménagements de calfeutrage commencent à partir de la hauteur de 6,60 m. À ce moment, la ligne 1 serait fermée de Château de Vincennes à Charles de Gaulle - Étoile suivie par la ligne 8 le lendemain et d'autres selon un plan prédéfini. Un contrat avec des entreprises du Val-de-Marne met à disposition de la RATP 70 000 parpaings, 20 000 sacs de mortier, 9 000 bastaings et 250 bétonnières en plus de protections modulables.
Le réseau reste néanmoins vulnérable aux précipitations soudaines, comme les fortes pluies de juillet 2017 qui ont inondé les couloirs de stations situées dans des rues en pente.

#### Sécurité
Outre un colis piégé non revendiqué qui fit un mort à la station Montparnasse - Bienvenüe le 27 juillet 1934, le métro parisien n'a connu qu'un seul attentat dans son histoire : le 6 octobre 1995, alors que la France connait une vague d'attentats islamistes, le groupe terroriste algérien GIA dépose une bombe dans une poubelle à la station Maison Blanche, faisant 18 blessés. À la suite de ces événements, le plan Vigipirate est mis en application dans les transports en commun. Après l'attentat du 22 mars 2016 perpétré par l'État islamique dans le métro de Bruxelles, la France, qui vit elle aussi sous la menace terroriste, craint une attaque similaire. Le ministre de l'Intérieur, Bernard Cazeneuve, annonce alors le déploiement de 1 600 gendarmes et policiers ayant notamment pour rôle de sécuriser les transports. Par ailleurs, les services de sécurité de la RATP sont autorisés à opérer en civil, inspecter les bagages à main et effectuer des contrôles d'identités ponctuels, un filtrage intégral à l'aide de portillons n'étant pas envisageable.

## Projets de développement

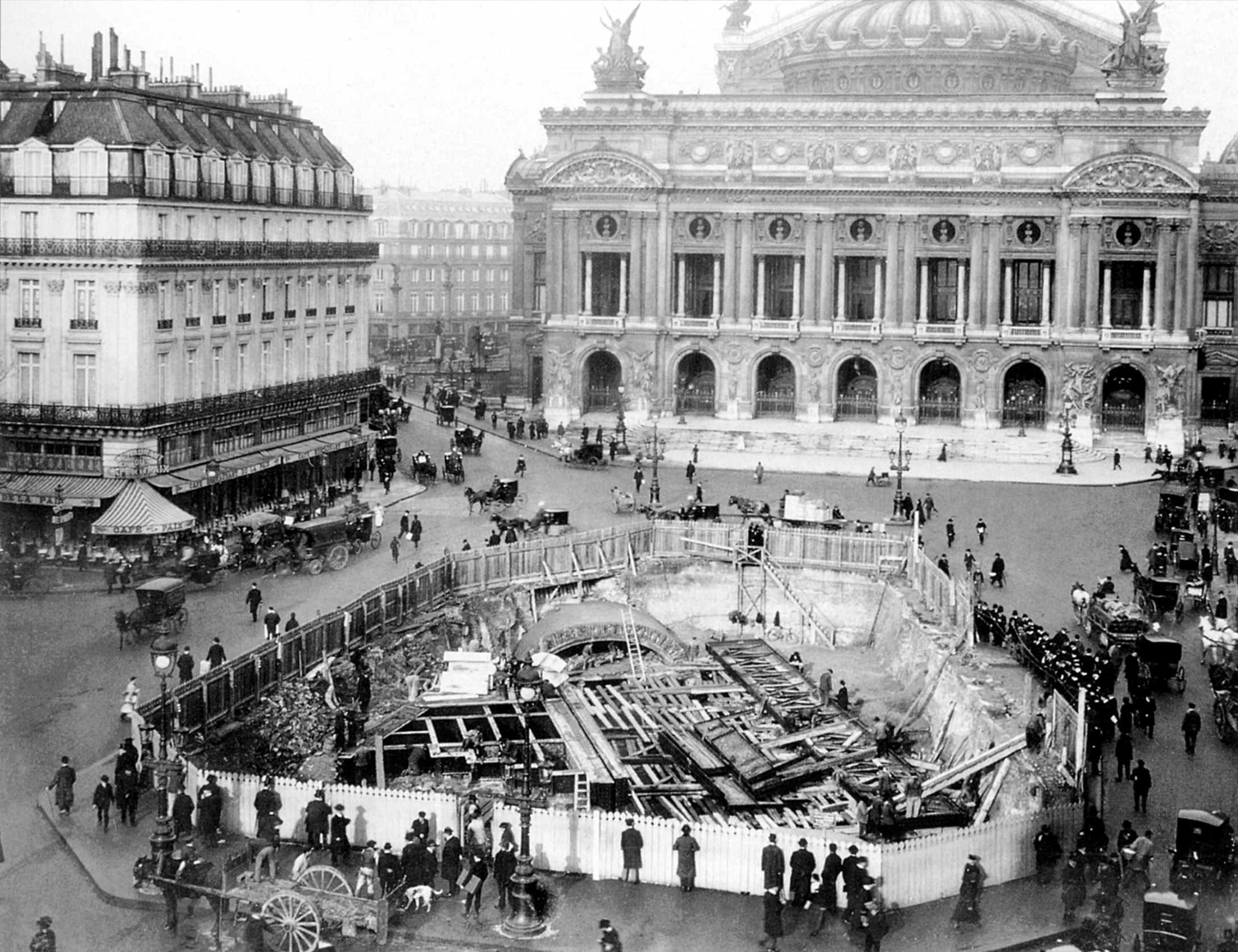
Travaux sur la place de l'Opéra vers 1900, avec la technique des tranchées en surface.

Face à la population grandissante et la saturation du réseau, de nouvelles lignes et stations sont construites. Mais le rythme de réalisation des projets, outre les aléas politiques, s'est allongé au fil des ans en raison de normes de sécurité, d'urbanisme et environnementales accrues, de procédures d'enquêtes publiques plus contraignantes et de contentieux éventuels de riverains ou d'associations de défense plus nombreux. En outre, la densification de la ville ainsi que la profondeur des tracés pour éviter les déplacements de réseaux (eau, électricité, gaz, chauffage urbain, eau glacée pour la climatisation…) ont rendu la technique des tranchées couvertes pour construire les tunnels progressivement inopérante au profit de la technique du tunnelier.

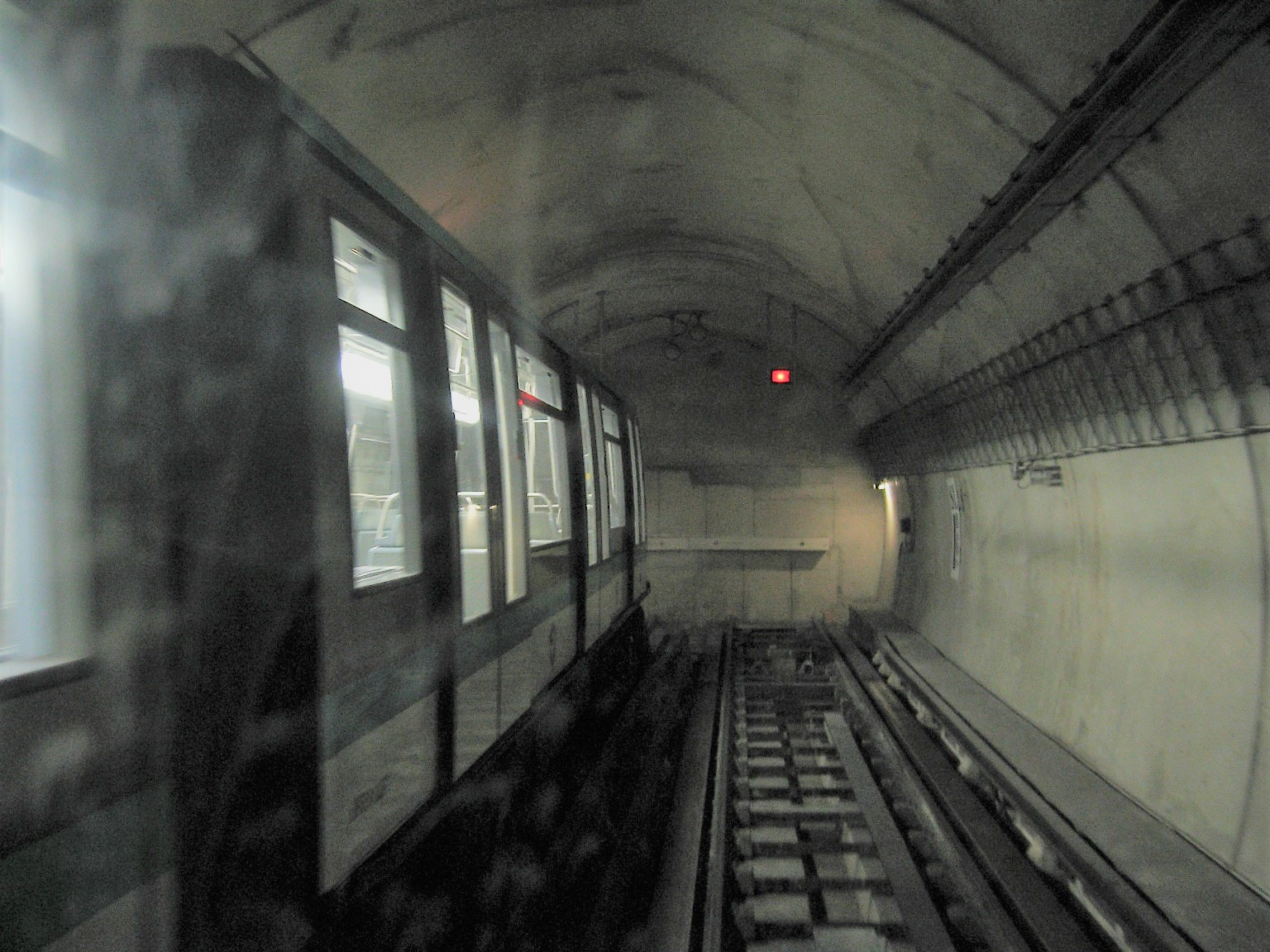
Fin du tunnel de la ligne 14 à Saint-Lazare, en 2005.

Le réseau dans Paris intra-muros est dense. Son développement se poursuit à travers des modernisations de matériels roulants, des prolongements de lignes, ainsi que l'automatisation de l'exploitation : après la ligne 1, effective en 2012, des travaux ont permis celle de la ligne 4 en 2022. Le principal développement est maintenant la réalisation des lignes du métro automatique du Grand Paris Express : après les prolongement de la ligne 14 au nord et au sud (ouverture en 2024), réalisation de la ligne 15 en rocade en petite couronne, puis les autres lignes du projet.
Depuis 1992, le tramway en site propre se développe. Il est d'abord un transport en rocade (T1, T2, T3a et T3b), destiné au rabattement sur d'autres axes lourds à caractère radial. Des lignes de tramway comme le T6, le T7 et le T8 prolongeant des lignes de métro depuis leur terminus de banlieue sont ensuite inaugurées.

### Augmentation de la fréquence des rames

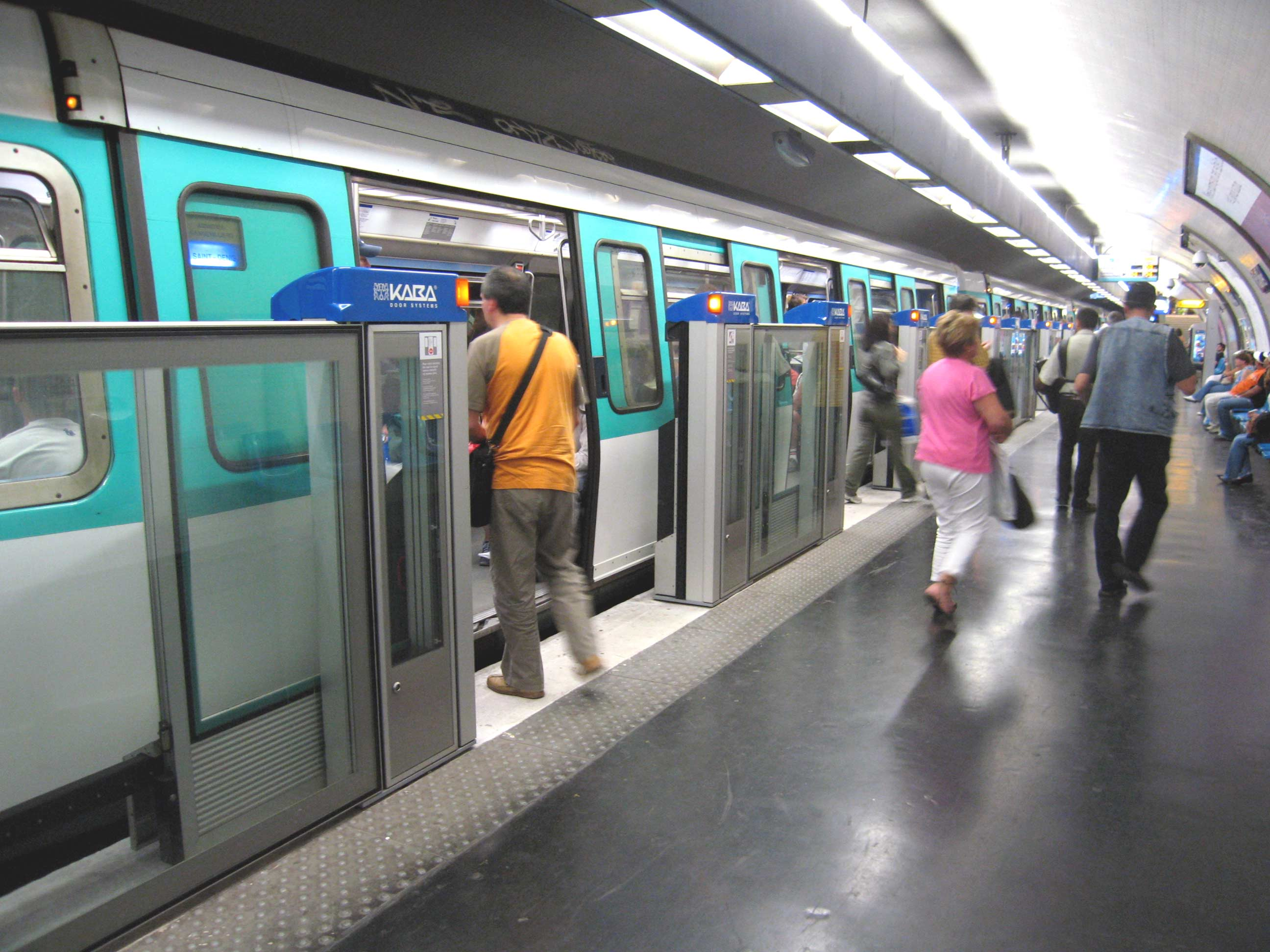
Test des portes palières à la station Invalides (ligne 13), en juin 2006.

Pour faire face à l'augmentation du trafic aux heures de pointe, un nouveau système de commande et de contrôle des trains doit être installé. Dénommé actuellement OCTYS et auparavant OURAGAN (pour Offre Urbaine Renouvelée et Améliorée Gérée par un Automatisme Nouveau), il doit notamment permettre un pilotage automatique du train permettant une diminution de l'intervalle minimum entre deux trains de 105 à 90 secondes en station (soit 2 minutes en tunnel).
La mise en place de ce nouveau système de contrôle continu de vitesse constitue une sécurité supplémentaire pour garantir la protection de l'intégrité physique des voyageurs et du personnel de la régie. Déjà utilisé sur le RER (SACEM), ce type de système équipe la plupart des réseaux du monde. Il permet le contrôle en temps réel de la vitesse du train par rapport à la typologie de la ligne et en fonction de la position du train précédent.
Il existe deux versions de ce système :
- La version de base utilisera une signalisation embarquée à bord des trains avec annulation de la signalisation latérale en tunnel. Elle équipera la ligne 13 dans le cadre du programme d'augmentation de la capacité de transport de cette ligne ainsi que les lignes 5 et 9 en synchronisation avec l'arrivée des nouvelles rames MF 01 sur ces lignes ;
- La seconde version est une version simplifiée utilisant la signalisation latérale actuelle. Cette version est celle qui équipera les lignes 3, 10 et 12 en attendant un remplacement du matériel roulant sur ces lignes[175].

Sur la ligne 13, la mise en service de ce système de commande et de régulation des rames doit permettre à terme de porter l'offre de 38 à 40 trains à l'heure de pointe, mais l'installation d'Octys initialement prévu pour 2007 et reporté à 2011, a été une nouvelle fois reportée à 2013. En parallèle, des portes palières sont en cours d'installation dans les stations nord de la ligne afin de permettre une meilleure régulation de la circulation des trains et d'en accélérer la cadence, consécutivement à la mise en service d'Octys.

### Extensions de lignes existantes
Les choix effectués à sa conception (faibles distances entre les stations, capacité réduite des rames) limitent aujourd'hui les possibilités d'extension du réseau métropolitain parisien.

#### Projets présents dans le SDRIF

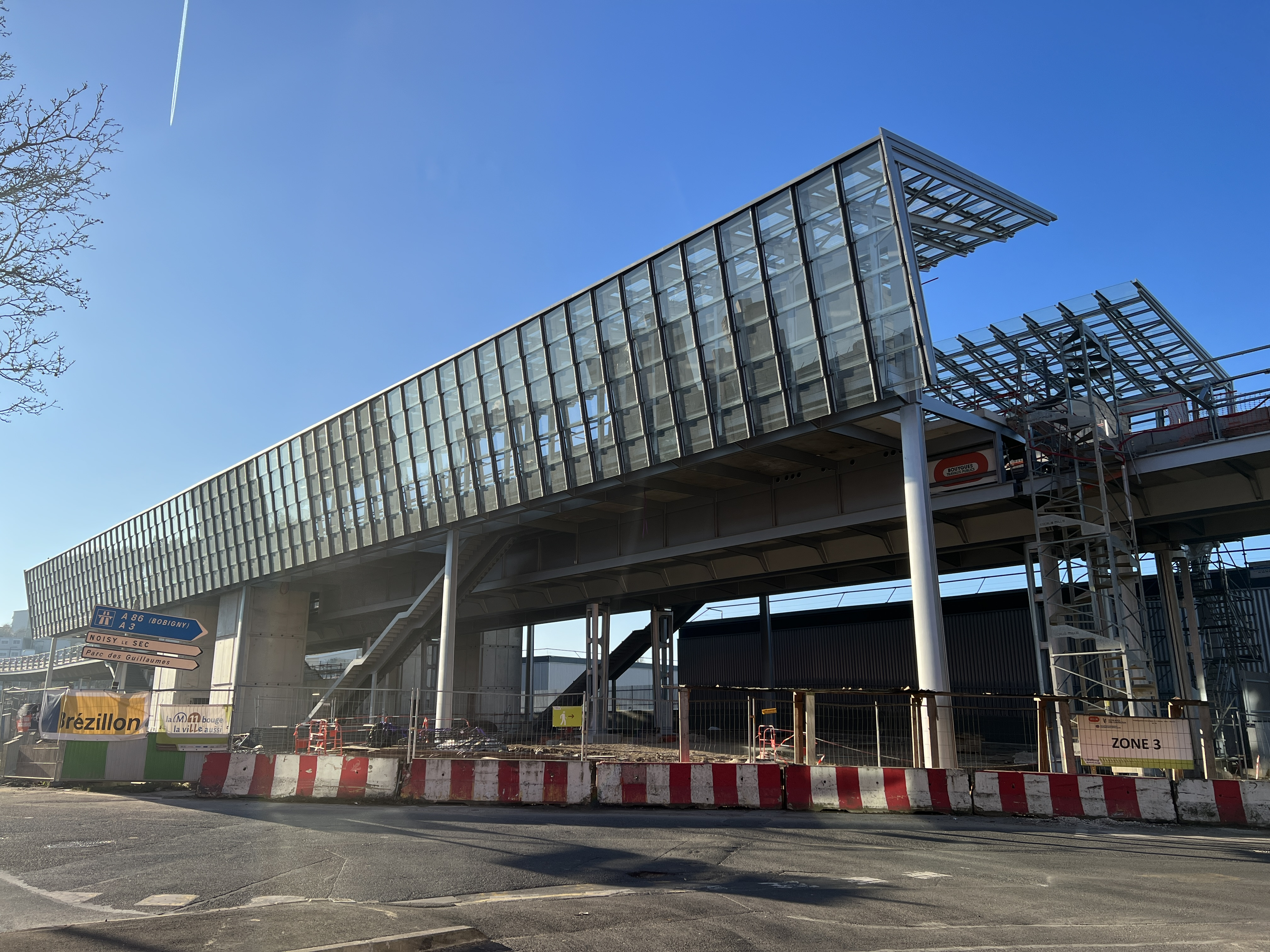
La station Coteaux Beauclair, pendant sa construction en décembre 2021.

Depuis l'ouverture en juin 2024 du prolongement de la ligne 14, qui est réalisé dans le cadre du Grand Paris Express, aucun prolongement du réseau historique n'est en cours de réalisation. Cependant la ligne 1 à Val de Fontenay est en cours d'étude avec un dossier d'objectifs et de caractéristiques principales approuvé par le STIF en 2013 et dont le bilan de la concertation est adopté le 8 juillet 2015. L'enquête publique aboutit sur un avis négatif et, en 2022, le ministre décide de ne pas prononcer l'utilité publique.
Le schéma directeur de la région Île-de-France 2030 (SDRIF), adopté par le conseil régional d'Île-de-France le 18 octobre 2013 et approuvé par décret après avis du Conseil d'État le 27 décembre 2013, propose la réalisation d'un certain nombre d'autres prolongements du métro à l'horizon 2030.
| Ligne                                      | Nom                     | Section                                                   | Statut                     | Date                    | Horizon                 | URL                               | Notes |
| Prolongements à l'étude                    | Prolongements à l'étude | Prolongements à l'étude                                   | Prolongements à l'étude    | Prolongements à l'étude | Prolongements à l'étude | Prolongements à l'étude           | Prolongements à l'étude |
| ------------------------------------------ | ----------------------- | --------------------------------------------------------- | -------------------------- | ----------------------- | ----------------------- | --------------------------------- | --- |
| (M) · (1)                                  | Ligne 1                 | Château de Vincennes - Val de Fontenay                    | Enquête publique terminée. | Mars 2022               | Horizon 2035            | metro1-valdefontenay              | Concertation du 10 novembre 2014 au 10 janvier 2015. Enquête publique du 31 janvier au 2 mars 2022 (Avis défavorable émis). |
| Autres prolongements proposés par le SDRIF |                         |                                                           |                            |                         |                         |                                   | |
| (M) · (1)                                  | Ligne 1                 | La Défense - Nanterre La Boule ou La Garenne-Colombes     |                            | Mai 2024                | Horizon 2040            |                                   | |
| (M) · (2)                                  | Ligne 2                 | Porte Dauphine - Rueil – Suresnes Mont-Valérien           |                            | Mai 2024                | Horizon 2040            |                                   | |
| (M) · (3)                                  | Ligne 3                 | Gallieni - Montreuil                                      |                            | Mai 2024                | Horizon 2040            |                                   | |
| (M) · (3)                                  | Ligne 3                 | Pont de Levallois - Bécon - Bécon-les-Bruyères            |                            | Mai 2024                | Horizon 2040            |                                   | |
| (M) · (4)                                  | Ligne 4                 | Bagneux - Châtenay-Malabry                                |                            | Mai 2024                | Horizon 2040            |                                   | |
| (M) · (5)                                  | Ligne 5                 | Place d'Italie - Place de Rungis                          |                            | Mai 2024                | Horizon 2040            |                                   | |
| (M) · (7)                                  | Ligne 7                 | La Courneuve - 8 Mai 1945 - Le Bourget - Mairie de Drancy |                            | Mai 2024                | Horizon 2040            |                                   | |
| (M) · (9)                                  | Ligne 9                 | Mairie de Montreuil - Montreuil - Hôpital                 |                            | Mai 2024                | Horizon 2040            |                                   | |
| (M) · (10)                                 | Ligne 10                | Gare d'Austerlitz - Ivry - Gambetta                       | Études en cours            | Mai 2024                | Horizon 2040            |                                   | Construction de fondations pour une station Bruneseau - Masséna.                                                            |
| (M) · (10)                                 | Ligne 10                | Ivry - Gambetta - Les Ardoines                            |                            | Mai 2024                | Horizon 2040            |                                   | |
| (M) · (10)                                 | Ligne 10                | Boulogne - Pont de Saint-Cloud - Saint-Cloud              |                            | Mai 2024                | Horizon 2040            |                                   | |
| (M) · (11)                                 | Ligne 11                | Rosny-Bois-Perrier- Noisy - Champs                        |                            | Mai 2024                | Horizon 2040            | metro11-prolongement-noisy-champs | |
| (M) · (12)                                 | Ligne 12                | Mairie d'Issy - Issy RER - Meudon                         |                            | Mai 2024                | Horizon 2040            |                                   | |
| (M) · (14)                                 | Ligne 14                | Aéroport d'Orly - Morangis                                |                            | Mai 2024                | Horizon 2040            |                                   | |
| (M) · (18)                                 | Ligne 18                | Versailles Chantiers - Nanterre La Folie                  |                            | Mai 2024                | Horizon 2040            |                                   | |
| (M) · (18)                                 | Ligne 18                | Nanterre La Folie - Saint-Denis Pleyel                    |                            | Mai 2024                | Horizon 2040            |                                   | |
| (M) · (18)                                 | Ligne 18                | Aéroport d'Orly - Montgeron - Crosne                      |                            | Mai 2024                | Horizon 2040            |                                   | |
| (M) · (19)                                 | Ligne 19                | Nanterre La Folie - Aéroport Charles-de-Gaulle 2 TGV      |                            | Mai 2024                | Horizon 2040            |                                   | |

#### Projets de prolongements reportés

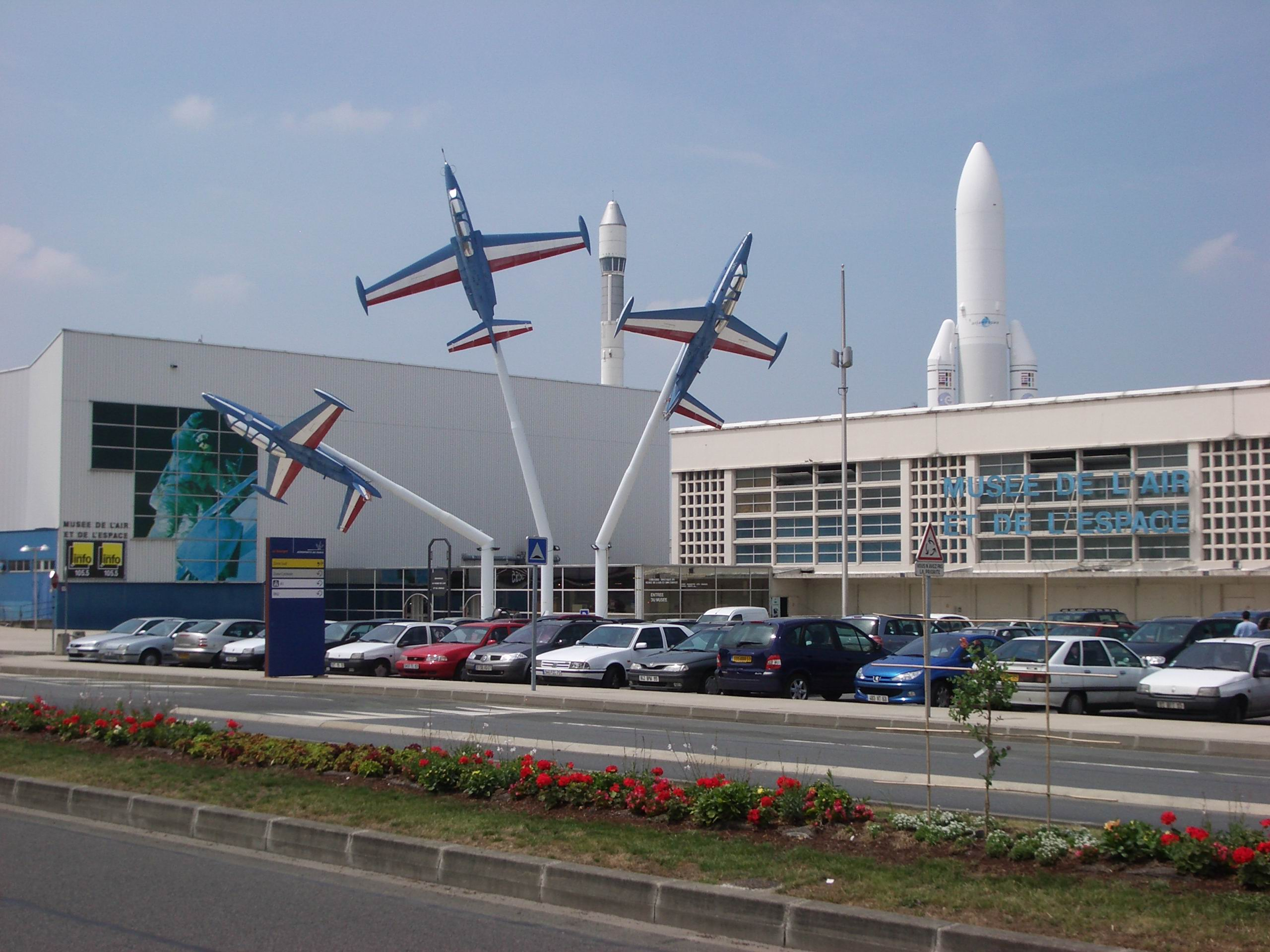
Le musée de l'Air et de l'Espace au Bourget, site à proximité du prolongement envisagé au nord de la ligne 7.

Le projet de SDRIF présenté par la Région en février 2006 proposait la réalisation d'un certain nombre d'autres prolongements du métro à l'horizon 2030, qui n'apparaissent plus au SDRIF précité et sont donc reportés sine die, voire abandonnés :
- ligne 1 à la gare de Nanterre-La Folie ;
- ligne 4 aux Docks de Saint-Ouen via Mairie de Saint-Ouen ;
- ligne 7 à l'aéroport du Bourget via la gare du Bourget à proximité du musée de l'Air et de l'Espace ;
- ligne 11 : prolongement à l'est de Rosny-Bois-Perrier jusqu'à Noisy - Champs pour remplacer une branche de l'ex-ligne orange du Grand Paris Express[182] ;
- ligne 12 à La Courneuve - Six Routes ;
- ligne 12 au-delà d'Issy RER, probablement vers la station Meudon-sur-Seine de la ligne 2 du tramway ;
- ligne 13 à Port de Gennevilliers , probablement vers la ville d'Argenteuil dans le Val-d'Oise ;
- ligne 13 à la gare de Stains-La Cerisaie[183].

#### Autres projets de prolongements
Il existe par ailleurs des projets de prolongements de lignes de métro qui n'ont jamais été inscrits aux différents projets de SDRIF. Leur réalisation est souvent demandée par les élus de communes se situant à proximité des terminus actuels de différentes lignes :
- ligne 2, à Suresnes[184] ;
- ligne 3, à Bécon-les-Bruyères[185] ;
- ligne 4, au-delà de Bagneux - Lucie Aubrac vers la gare de Robinson[186] ;
- ligne 7, au-delà de Mairie d'Ivry[187] ;
- ligne 9, au-delà de Pont de Sèvres[188] ;
- ligne 10, à la gare de Saint-Cloud[189] ;
- ligne 13, au-delà de Châtillon - Montrouge[190] ;
- ligne 14, à Morangis[191] ;
- ligne 18, au-delà d'Aéroport d'Orly[192].

#### Le SDRIF 2040
Le SDRIF-E (Schéma directeur de la Région Île-de-France environnement) a été adpoté le 11 septembre 2024, par les élus régionaux et validé par l'état le 12 juin 2025,. Il prévoit les projets suivants de prolongement et de création de ligne de métro.
| Ligne | Projet                                                                    |
| ----- | ------------------------------------------------------------------------- |
| (1)   | Prolongement de Château de Vincennes à Val de Fontenay                    |
| (1)   | Prolongement de La Défense à Nanterre La Boule ou à La Garenne-Colombes   |
| (2)   | Prolongement de Porte Dauphine à Rueil – Suresnes Mont-Valérien           |
| (3)   | Prolongement de Gallieni à Montreuil                                      |
| (3)   | Prolongement de Pont de Levallois à Bécon-les-Bruyères                    |
| (4)   | Prolongement de Bagneux - Lucie Aubrac à Châtenay-Malabry                 |
| (5)   | Prolongement de Place d'Italie à Place de Rungis                          |
| (7)   | Prolongement de La Courneuve jusqu'à la mairie de Drancy                  |
| (9)   | Prolongement de Mairie de Montreuil à Montreuil - Hôpital                 |
| (10)  | Prolongement de Boulogne à Saint-Cloud                                    |
| (10)  | Prolongement de Gare d'Austerlitz à Ivry - Gambetta et jusqu'aux Ardoines |
| (11)  | Prolongement de Rosny-Bois-Perrier à Noisy - Champs                       |
| (12)  | Prolongement de Mairie d'Issy jusqu’à Sèvres                              |
| (14)  | Prolongement d'Aéroport d'Orly à Morangis                                 |
| (15)  | Pont de Sèvres – Saint-Denis Pleyel                                       |
| (15)  | Saint-Denis Pleyel – Champigny Centre                                     |
| (15)  | Pont de Sèvres – Noisy - Champs                                           |
| (16)  | Saint-Denis Pleyel – Noisy - Champs                                       |
| (17)  | Saint-Denis Pleyel – Le Mesnil-Amelot                                     |
| (18)  | Aéroport d'Orly – Versailles-Chantiers                                    |
| (18)  | Versailles-Chantiers – Nanterre La Folie                                  |
| (18)  | Aéroport d'Orly – Montgeron - Crosne – Boissy-Saint-Léger                 |
| (1)   | Nanterre La Folie – Saint-Denis Pleyel (via Colombes)                     |
| 19(1) | Nanterre La Folie – Argenteuil – Triangle de Gonesse (surnommée Ligne 19) |

(1) Numéros de lignes non indiqués dans le SDRIF-E.

#### Grand Paris Express
Le Grand Paris Express est un projet qui prévoit, entre autres, la réalisation des prolongements de la ligne 14 au nord de Mairie de Saint-Ouen à Saint-Denis Pleyel, dans la continuité du prolongement depuis Saint-Lazare déjà en service et au sud d'Olympiades à l'Aéroport d'Orly. Il envisage la création d'une ligne circulaire autour de Paris, qui prendrait le nom de ligne 15, ainsi que celle de trois autres lignes supplémentaires qui prendraient les numéros 16, 17 et 18.
Ces travaux seraient réalisés conjointement par la Société du Grand Paris (SGP) et Île-de-France Mobilités (ex-STIF).
| Ligne | Parcours                               | Mise en service | Longueur en km (en surface) | Nombre de stations |
| ----- | -------------------------------------- | --------------- | --------------------------- | ------------------ |
| (15)  | Champigny Centre ↔ Noisy - Champs      | 2026-2031       | +075,                       | 36                 |
| (16)  | Saint-Denis Pleyel ↔ Noisy - Champs    | 2027-2028       | +025,                       | 10                 |
| (17)  | Saint-Denis Pleyel ↔ Le Mesnil-Amelot  | 2027-2030       | +025,                       | 9                  |
| (18)  | Aéroport d'Orly ↔ Versailles-Chantiers | 2026-2030       | +035,(13)                   | 10                 |

### Renouvellement du matériel roulant
À la fin des années 2000 et au début des années 2010, la RATP renouvelle son matériel roulant de manière importante, avec la livraison des rames MF 01 sur les lignes 2, 5 et 9 en remplacement des rames MF 67, et de celle des rames automatiques MP 05 sur la ligne 1 permettant par décalage le remplacement des MP 59 de la ligne 4 par les MP 89 CC.
De nouvelles rames MP 14 de 8 voitures équipent progressivement la ligne 14 depuis 2020,. L'année 2023 est marquée par le début du renouvellement du matériel de la ligne 6, les MP 73 laissant progressivement leur place aux MP 89 CC libérées par l'équipement de la ligne 4 avec des rames automatiques (MP 89 CA et MP 05 provenant de la ligne 14 et MP 14 CA neuves), et des MP 59 de la ligne 11 par les MP 14 CC,.
Enfin, la RATP prévoit entre 2025 et 2033 le remplacement des rames MF 67, MF 77 et MF 88 des lignes 3, 3 bis, 7, 7 bis, 8, 10, 12 et 13 par un nouveau matériel : le MF 19.

Galerie de photographies
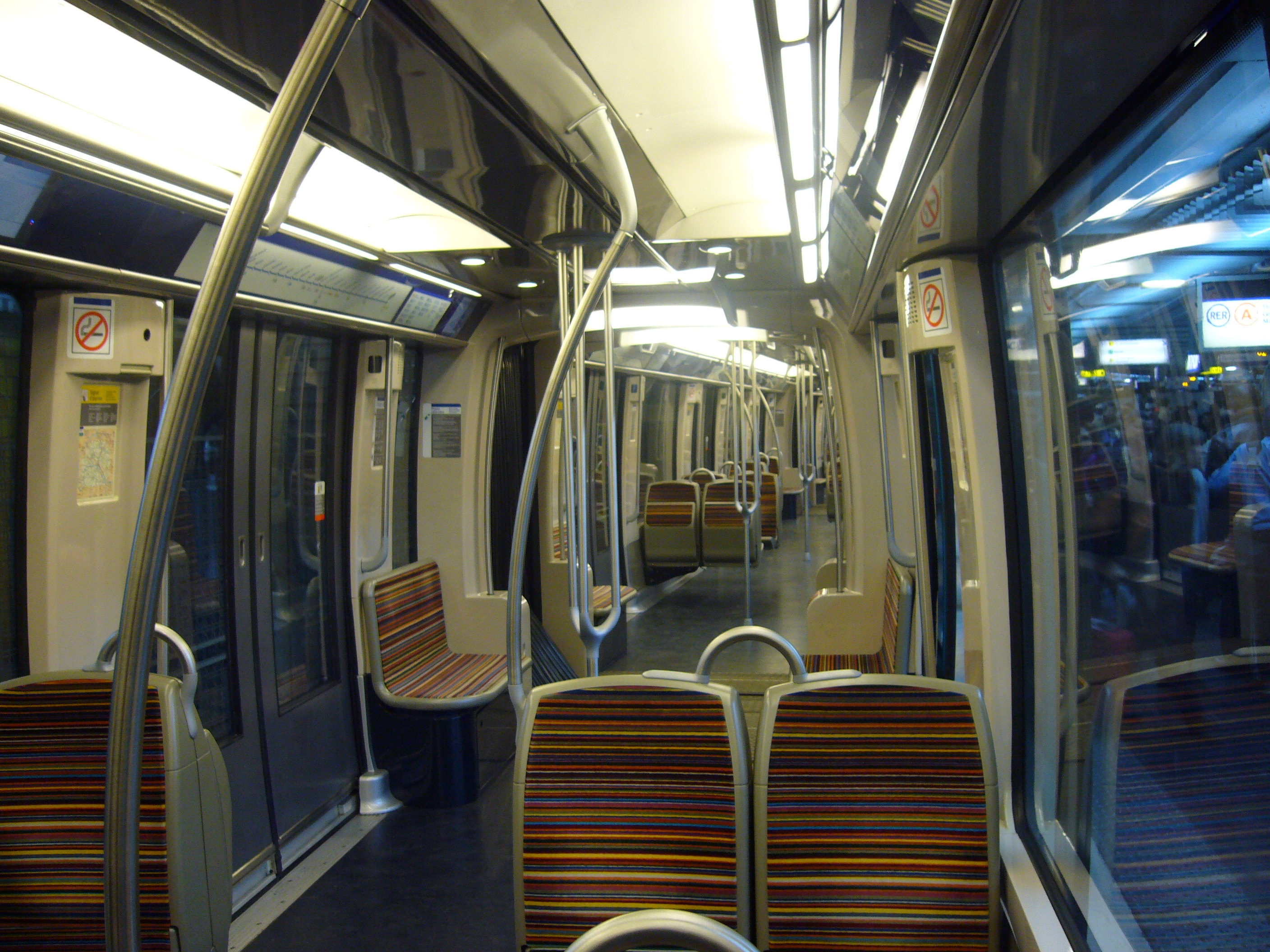
Intérieur de la rame de présérie MF 01 (mars 2008).
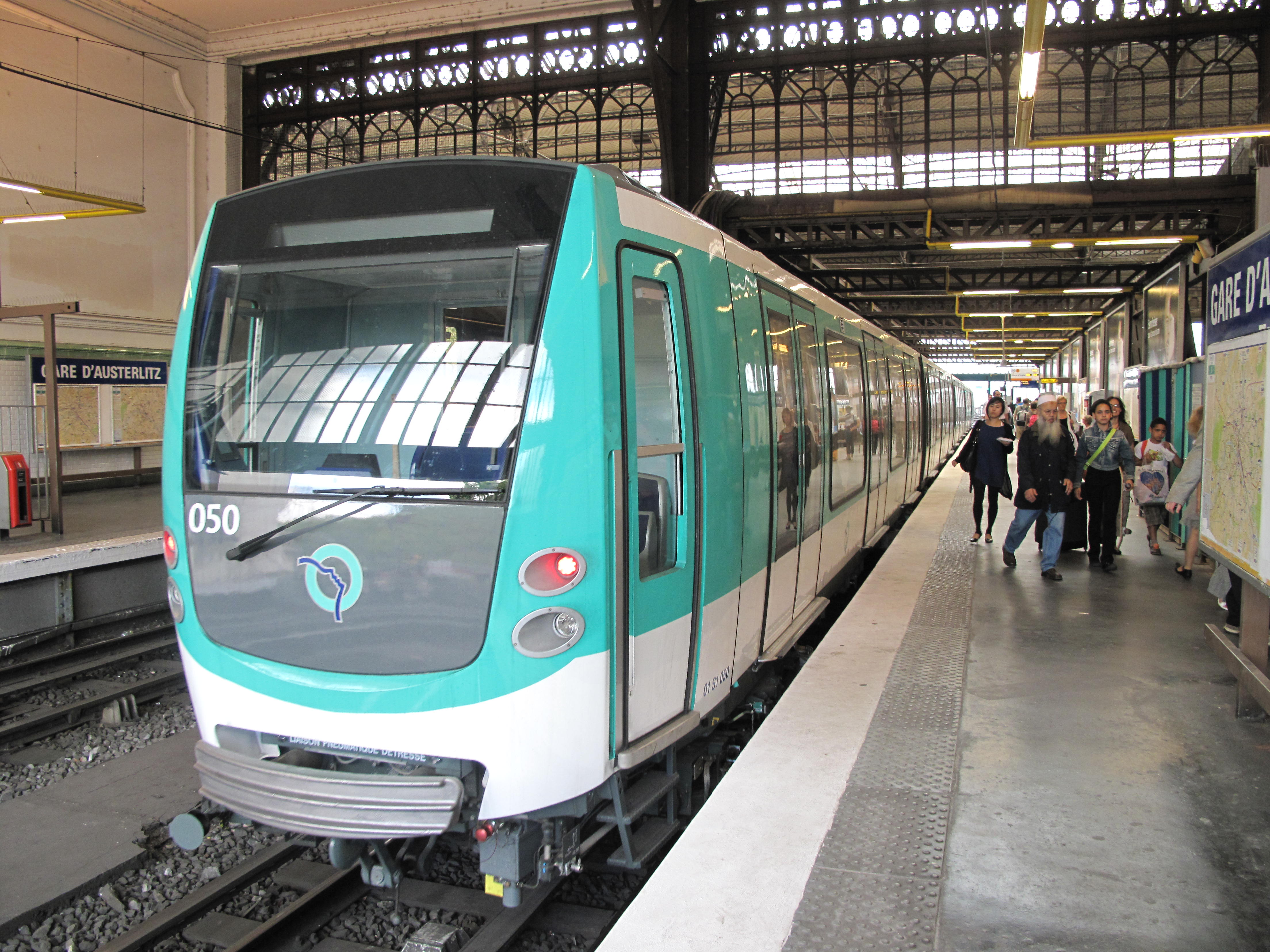
Une rame MF 01 de la ligne 5 à la station Gare d'Austerlitz (juin 2011).
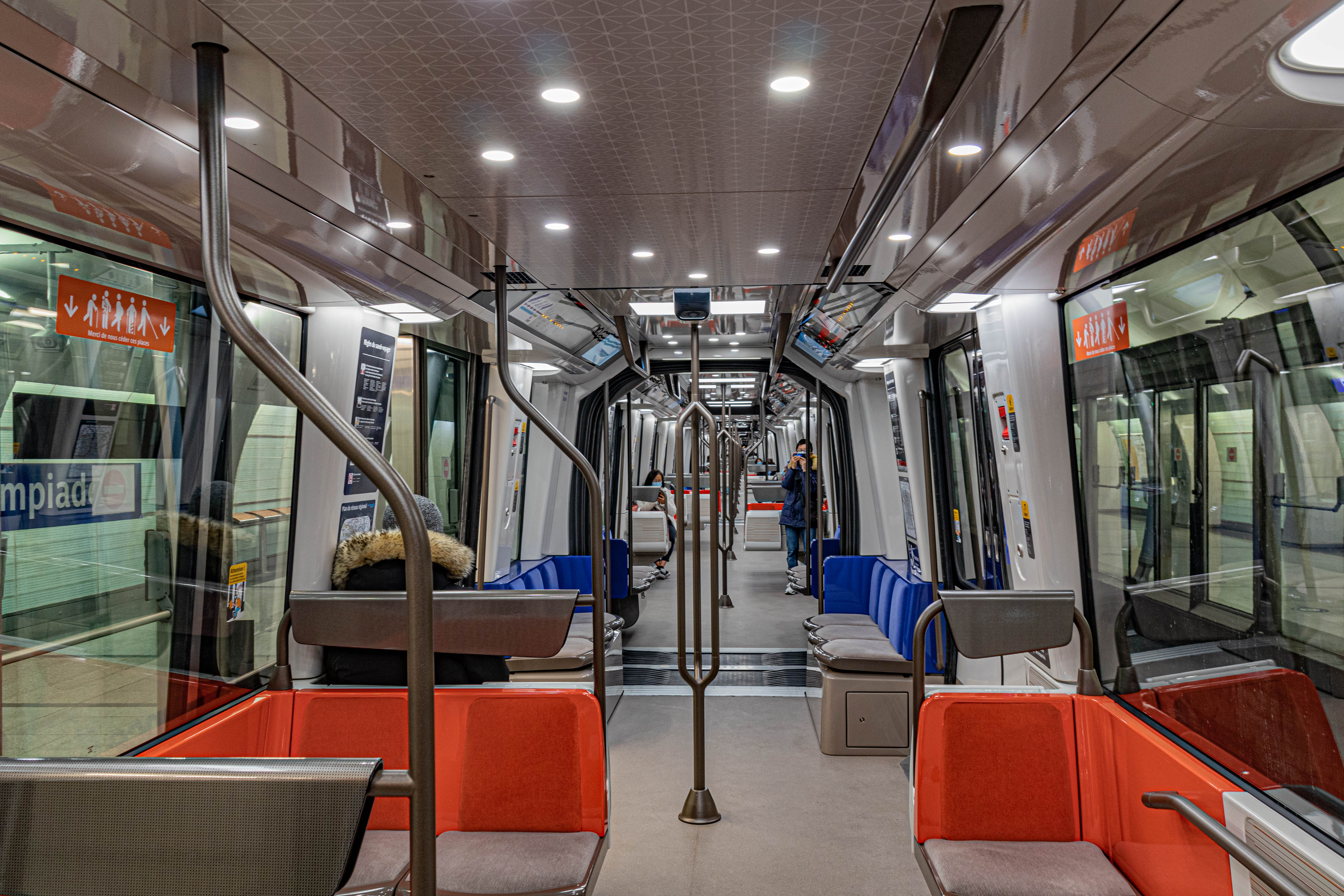
Intérieur d'une rame MP 14 (octobre 2020).
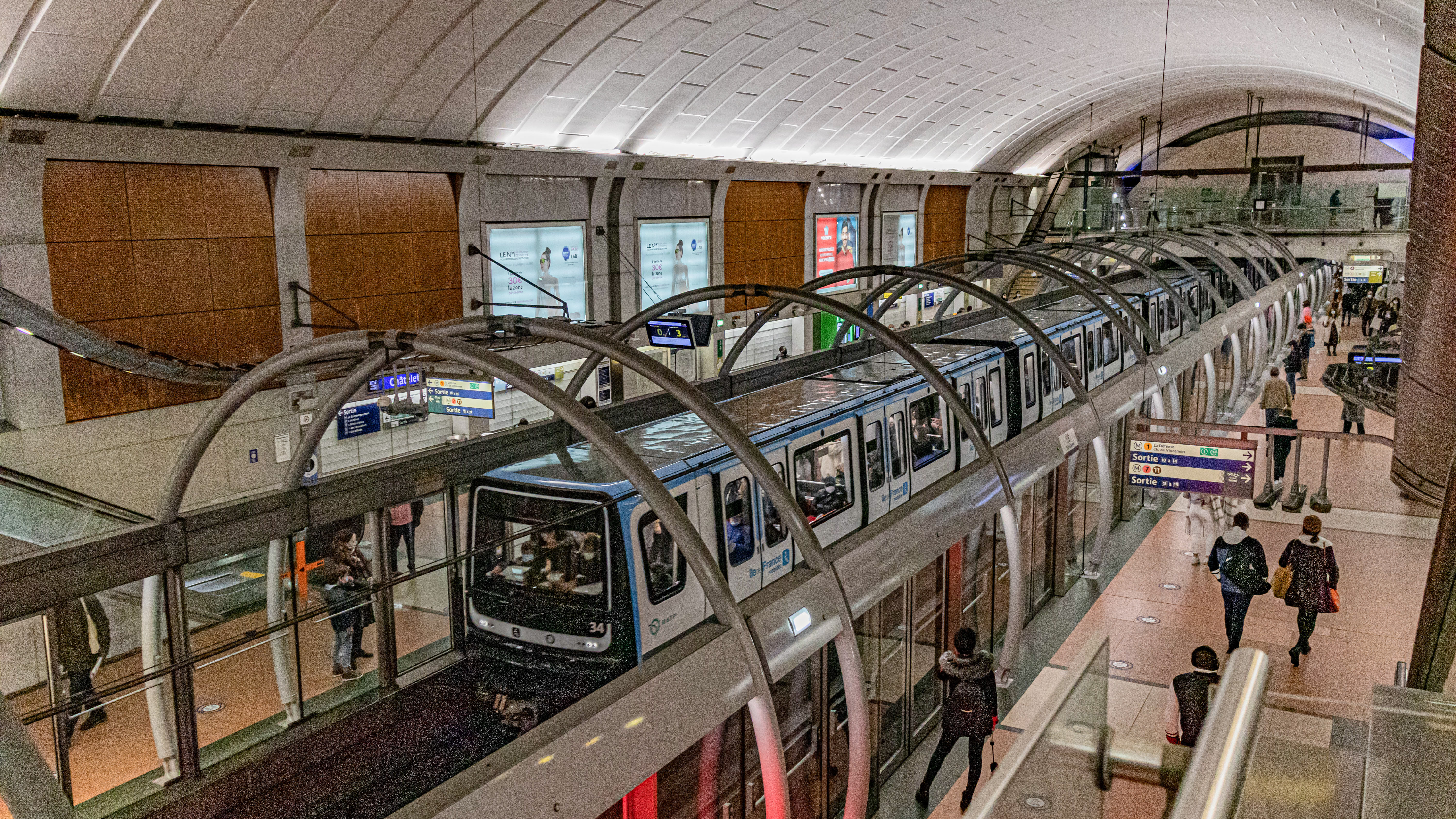
Une rame MP 14 de la ligne 14 à la station Châtelet (octobre 2020).

### Automatisation de l'exploitation
L'automatisation réussie de la ligne 1 en 2012 motive d'autres projets d'automatisation de lignes de métro. Après le renouvellement des rames de la ligne 14, l'automatisation de la ligne 4 est lancée et devient entièrement opérationnelle fin 2023.
Il était prévu de poursuivre la démarche avec la ligne 11, mais son prolongement au-delà de Rosny-sous-Bois le justifiant est remis sine die. En revanche, à l'occasion de cette modernisation de la ligne, l'infrastructure est aménagée pour pouvoir supporter d'éventuelles portes palières et faciliter une transition ultérieure vers une automatisation. Île-de-France Mobilités (ex-STIF) demande en 2018 à la RATP d'étudier si l'automatisation de la ligne 13, dont le matériel roulant doit changer à l'horizon 2027, est opportune ou non,. Les lignes du Grand Paris Express seront automatisées de manière native.
Si l'automatisation permet de réduire les intervalles entre les rames (jusqu'à 85 secondes sur la ligne 14), d'autoriser une vitesse plus élevée et d'offrir également la possibilité d'une modulation très rapide du nombre de rames en circulation, la généralisation de cette faculté, en particulier sur les lignes anciennes, n'est pas envisagée en raison de son coût (bien que la maintenance et les frais de fonctionnement soient moindres) si la fréquence de circulation ne le justifie pas. L'absence de conducteur requiert cependant du personnel de supervision et de maintenance qui ne met pas ces lignes à l'abri d'interruptions dus à des mouvements de grève.

## Impacts sociaux, économiques et culturels

### Impact socio-économique

#### Vie courante

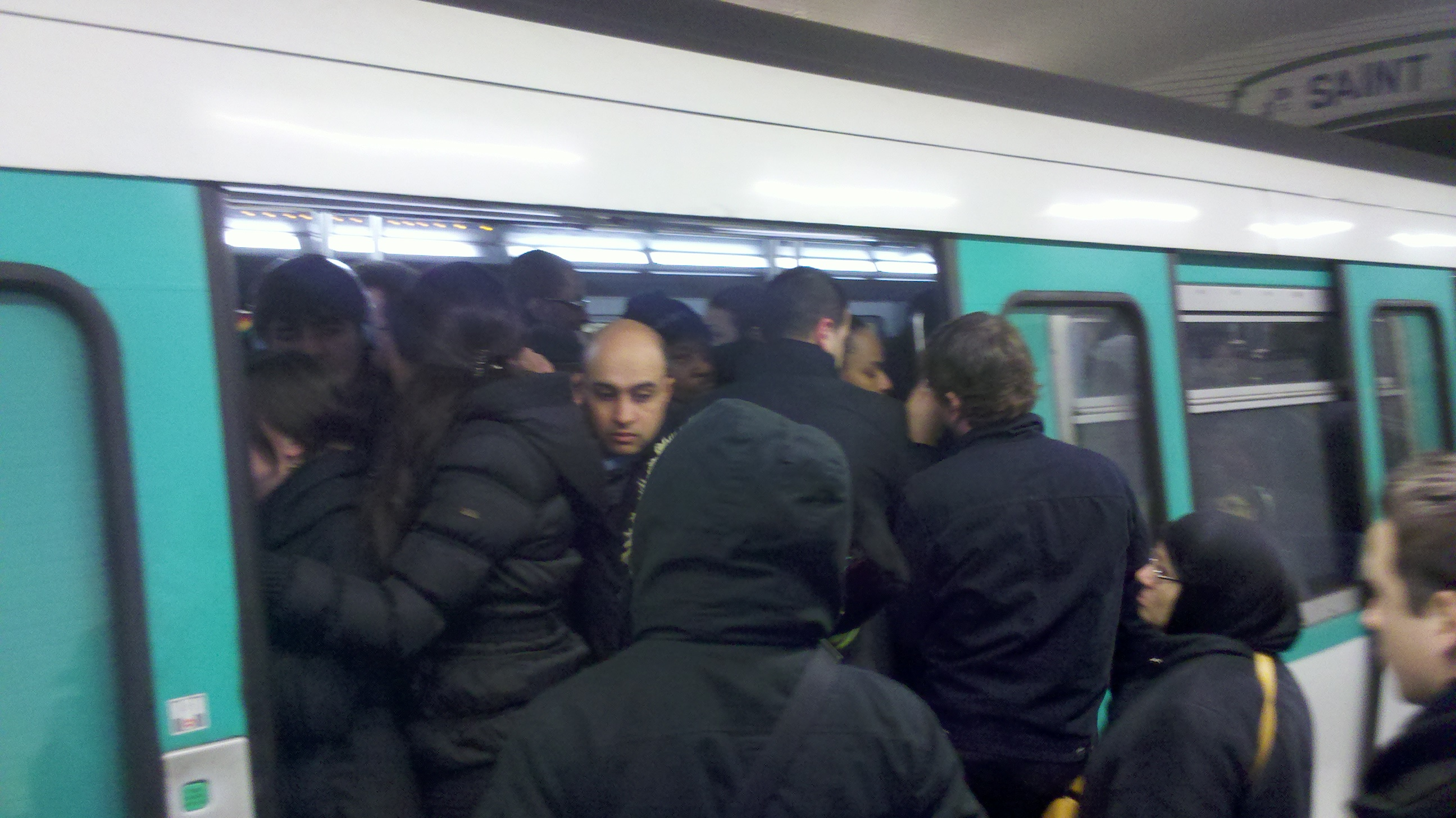
Épisode de forte affluence sur un quai de la ligne 13.

Le métro constitue un élément central de la vie quotidienne. Certains noms de stations ont remplacé ou simplifié l'odonymie originale dans le langage courant (Châtelet pour la place du Châtelet voire pour l'ensemble de l'hypercentre de Paris, Franklin D. Roosevelt pour le rond-point des Champs-Élysées, etc.) Le trajet en métro fait partie des rituels de la routine parisienne, comme en témoigne la célèbre expression « métro, boulot, dodo », inventée par Pierre Béarn en 1951 et devenue l'un des slogans de Mai 68. Des expressions consacrées ont même été adaptées, comme « avoir un train de retard » qui devient dans le vocabulaire parisien « avoir un métro de retard », métro étant ici une métonymie désignant la rame de métro.
Cette routine est cependant parfois perçue comme désagréable, en lien avec le stéréotype du Parisien l'air monotone et gêné le matin dans le métro, comportement qui aurait même été démontré scientifiquement par une étude. Dans l'imaginaire collectif, métro est aussi souvent synonyme de saturation et de conditions de trajet assez rudimentaires. Les perturbations récurrentes du trafic font ainsi partie du quotidien de nombreux voyageurs. La ligne 13, connue pour sa surcharge en heure de pointe, est régulièrement surnommée ironiquement « ligne de l'enfer » par les médias et les usagers,.
Toutefois, le métro reste l'un des moyens de transport les plus fiables pour se déplacer dans la capitale et permet d'accélérer considérablement les trajets, comme en témoignent les nombreuses demandes d'extension des lignes existantes, visant à rapprocher les villes de banlieue du centre de Paris. Il est également prisé des touristes grâce à sa desserte fine du centre de Paris.

#### Personnes sans domicile fixe
D'après une enquête menée en 2018, de 200 à 350 personnes dorment chaque nuit dans le métro, représentant 2 500 individus différents sur l'année. Ce sont à 82 % des hommes, pour la moitié âgés de plus de 45 ans. Les personnes sans domicile fixe (SDF) sont majoritairement désocialisés de la vie de surface ou en errance longue. Depuis 1994, le Recueil social prend en charge des personnes SDF du métro grâce à 66 agents pour accompagner annuellement 60 000 personnes vers des structures d'accueil dédiées, dont l'Espace Solidarité de Charenton-le-Pont ouvert en 2014 qui offre un accueil de jour et un partenariat avec des centres d'hébergement.

### Le métro dans la culture

#### Dans les jeux vidéo
Dans le jeu vidéo Battlefield 3, sorti en 2011, Opération Métro est une carte du mode multijoueur. Elle se déroule dans une station de métro fictive, dénommée Rue Catharine. Cette station est située sur les lignes 3 et 7 (la seule station réelle étant simultanément sur les deux lignes étant Opéra), et dessert un autre lieu fictif, le Parc Cresent. Cette carte a également été reprise dans Battlefield 4 dans le pack d'extension « Second Assault ».
Les jeux Paris Métro Simulator[source insuffisante] et Paris Métro Driver permettent de se mettre à la place d'un conducteur de rame.
Le jeu vidéo Mini Metro permet de recréer un métro sur le territoire parisien, en tenant compte de la Seine et de l'île de la Cité.
Le réseau a entièrement été modélisé sous Microsoft Train Simulator puis une mise à jour a été effectuée pour le rendre compatible dans Open Rails, tout comme le matériel roulant (MF 67, MF 77 et MF 01 ainsi que MP 73, MP 89 et MP 05).
Le MF 77 et le MF 01 ont été modélisés dans Cities: Skylines et sont proposés par le jeu,. Le MF 77 a également été reproduit par le jeu SimCity 4.

#### Au cinéma

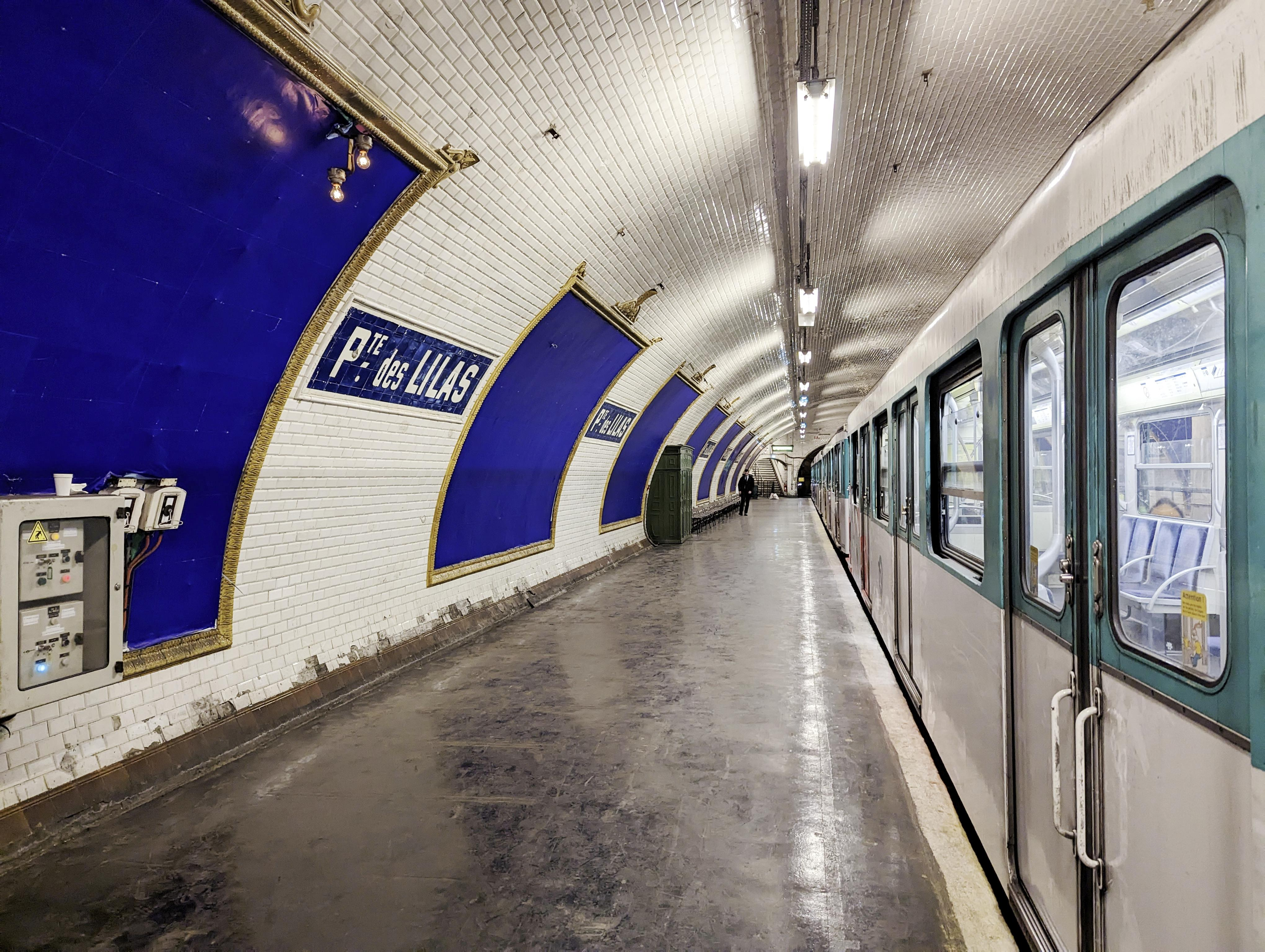
La station Porte des Lilas - Cinéma, en février 2023.

La RATP accueille une soixantaine de productions par an dans le métro (dont cinq à six tournages à la station Porte des Lilas), qui peuvent durer un à trois jours, soit quatre-vingts à cent jours annuels de tournage. Les lignes les plus utilisées sont la 6 pour sa vue sur la tour Eiffel et les lignes 10, très longue, et 3 bis car peu fréquentée. Les tournages sont conçus de façon à ne pas perturber les circulations, au besoin en injectant une rame supplémentaire destinée au tournage dans le trafic.
Certains films ont fait du métro un aspect majeur : Les Portes de la nuit (Marcel Carné, 1946), Diva (Jean-Jacques Beineix, 1981), Subway (Luc Besson, 1985), La Grosse Caisse (Alex Joffé, 1965) ou Peur sur la ville (Henri Verneuil, 1975) où Jean-Paul Belmondo grimpe sur le toit d'une rame de la ligne 6. On peut citer également Le Samouraï (Jean-Pierre Melville, 1967), Mauvais sang (Leos Carax, 1986), L'Ami américain (Wim Wenders, 1977), Les Femmes de l'ombre (Jean-Paul Salomé, 2008), Le Brio (Yvan Attal, 2017) et Nocturama (Bertrand Bonello, 2016).
Ordinairement non accessible au public, la station Porte des Lilas - Cinéma est un lieu particulier car ses quais ont été réaménagés par la RATP en studio de cinéma. En effet, cette station se situe sur la voie des Fêtes et la voie navette, entre les lignes 3 bis et 7 bis. Elle est utilisée pour des tournages de films et de publicités, difficiles dans des stations en usage commercial à cause de la durée de fermeture nocturne trop courte pour monter un plateau de tournage. Elle est également utilisée pour la réalisation de films publicitaires ayant pour cadre le métro. Les décors, et notamment les panneaux comportant le nom de la station, sont adaptés au film concerné,. Il est possible d'y faire circuler des anciennes rames telles des Sprague-Thomson pour des films historiques. Parmi les films qui y ont été tournés, on peut citer : Le Fabuleux Destin d'Amélie Poulain (Jean-Pierre Jeunet, 2001, où la station Abbesses du film), Une époque formidable… (Gérard Jugnot, 1991), Hors-la-loi (Rachid Bouchareb, 2010), L'Armée du crime (Robert Guédiguian, 2009), Le Concert (Radu Mihaileanu, 2009) ou Paris, je t'aime (Claudie Ossard et Emmanuel Benbihy, 2006).
Quelques scènes sont tournées à la station de métro Kléber (16e arrondissement) dont, pour les longs métrages, Le Nom des gens de (Michel Leclerc, 2010). Quant au film Two Days in Paris de Julie Delpy sorti en 2007, des scènes sont tournées à la station Pasteur.
Zazie dans le métro (Louis Malle, 1960) et Le Dernier Métro (François Truffaut, 1980) font référence au métro parisien par leurs titres bien qu'il n'y joue qu'un rôle symbolique.
Dans Les Douze Travaux d'Astérix, pendant la septième épreuve, « l'antre de la bête », les héros se retrouvent brièvement sur les quais de la station Alésia juste avant le passage d'une rame qui les plonge dans le noir.

#### Dans la photo
Un livre paru en novembre 2016, Paris-Métro-Photo, rassemble le travail de grands noms de la photo (Robert Doisneau, Brassaï, Henri Cartier-Bresson, Robert Capa, Raymond Depardon) et d'anonymes qui ont photographié le métro parisien.

#### Dans la littérature
Le monde du métropolitain est évoqué dans de nombreux ouvrages, dont Le tout sur le tout d'Henri Calet, Les Faux Frères de Paul Guimard, deux pages du journal de Kafka dans lequel il explique que le métro lui fait appréhender l'âme parisienne, sa rapidité, son mouvement. Mais bien d'autres écrivains ont évoqué le métro : Louis Aragon, Jean Cocteau, Jacques Prévert, Claude Roy, Robert Desnos, Léon-Paul Fargue ou encore Marcel Allain dans la série Fantômas, où ce dernier dérobe la rame de métro 126 entre les stations Anvers et Barbès dans Fantômas vole des blondes. L'auteur d'origine colombienne Ricardo Abdahllah fait du métro parisien le décor de plusieurs de ces nouvelles dont Cazadores de Sonidos et Bufanda.
En 2016 dans la bande dessinée Revoir Paris : La Nuit des constellations, François Schuiten et Benoît Peeters mettent en scène dans le futur la station Arts et Métiers dont ils ont conçu le décor. L'album de Jean-Claude Mézières et Pierre Christin Métro Châtelet direction Cassiopée (1980) met en scène l'agent spatio-temporel Valérian aux prises avec des monstres dans les tunnels du métro parisien.
Le métro est également le fil conducteur du premier ouvrage de Lorànt Deutsch intitulé Métronome, l'histoire de France au rythme du métro parisien. Paru en février 2011, Métro parisien, petits plaisirs du soir et du matin de Julien Lootens mentionne de nombreux détails sur l'histoire du métro parisien : nombre de voyageurs, historiques de lignes, prix des billets depuis le premier métro, anecdotes sur la construction.
Rodolphe Macia, conducteur de métro sur la ligne 2, a témoigné de son expérience dans Je vous emmène au bout de la ligne, tribulations et secrets d'un conducteur de métro.

#### Dans la chanson

##### Musiciens du métro

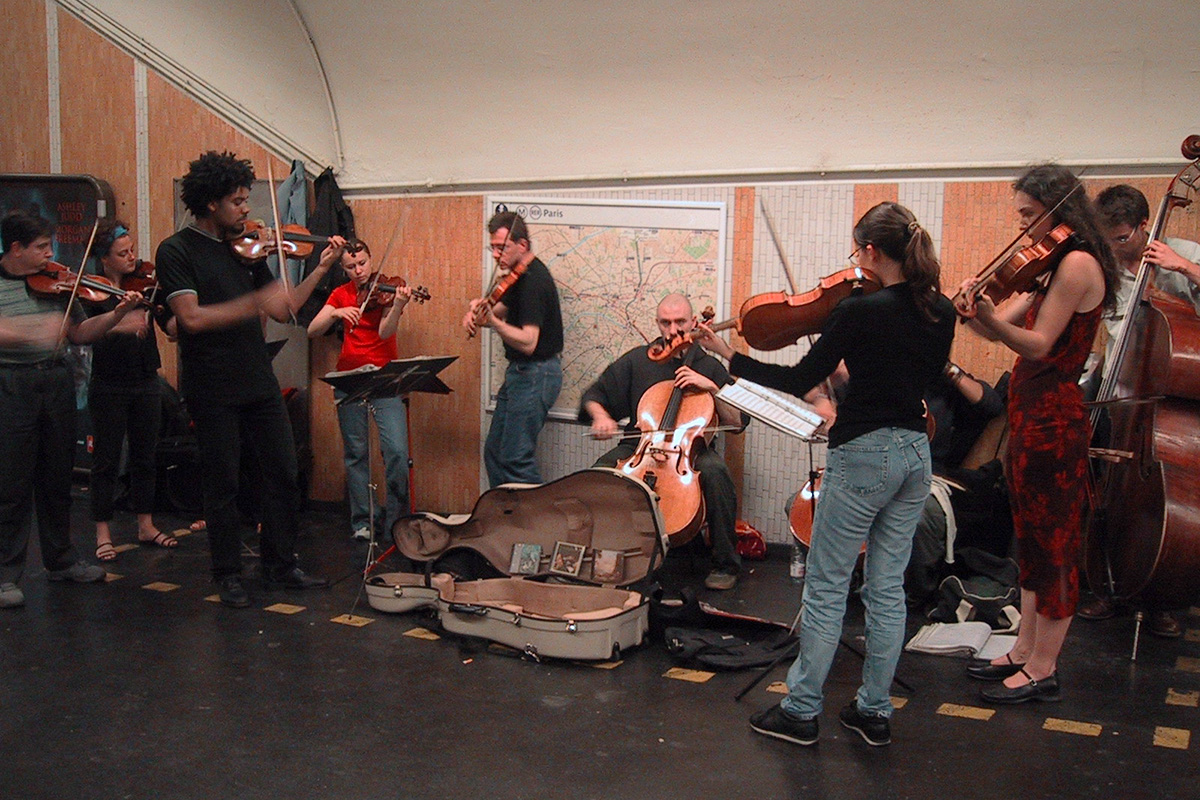
Un orchestre dans le couloir d'une station du métro parisien, en juillet 2002.

Les musiciens du métro parisien sont une tradition très ancienne. En revanche, c'est seulement depuis 1997 et la création par la RATP de la structure Espace Métro Accords (EMA) que cette activité n'est plus tout à fait ouverte à tous.
Afin d'éviter les désagréments occasionnés aux voyageurs, les musiciens désireux de se faire connaître et/ou de « gagner leur pain » en jouant dans cet environnement sonore tout à fait particulier, se doivent de se renseigner auprès de la structure Espace Métro Accord pour passer une audition auprès d'un jury. S'ils sont acceptés, ils reçoivent une carte de musicien EMA qu'ils doivent porter sur eux et ont interdiction de jouer sur les quais et dans les rames.
Ce dispositif limite largement la place pour les amateurs puisque l'intérêt de la RATP est de proposer aux voyageurs les meilleurs musiciens possibles. Cette tradition a depuis toujours (et aujourd'hui encore) permis à nombre de musiciens et chanteurs de faire leurs premières armes face à leur futur public. Citons par exemple « Alain Souchon, Manu Dibango, Jacques Higelin, Touré Kunda, Dany Brillant, Ben Harper, ou plus récemment Lââm, Anis ou encore William Baldé ».
En contrepartie de ce système, l'EMA propose aujourd'hui aux plus populaires de ses musiciens l'édition de disques (compilations des musiciens du métro) et leur production sur des scènes de festivals d'Île-de-France (Solidays…).

##### Chansons évoquant le métro
De nombreuses chansons ont également pris pour thème le métro tels que Pour me rendre à mon bureau, de George Tabet ; J'ai le mal de Paris, de Marcel Mouloudji ; Le Poinçonneur des Lilas, de Serge Gainsbourg ; Le Métro, de Léo Ferré ; Métro, d'Yves Montand ; Y'a d'la joie, de Charles Trenet ; Le Métro de Paris, d'Édith Piaf ; Bercy Madeleine, de Pierre Perret ; Métro c'est trop, du groupe Téléphone ; The Metro, du groupe Berlin ; Mon Métro, du chanteur Anis ; ou encore Métro, du groupe Java. Par ailleurs, le clip Un autre monde (1986), du groupe de rock français Téléphone, a été tourné dans une rame de la ligne 6 du métro. En 2000 est sorti l'album Châtelet les Halles, de Florent Pagny, repris en 2012 par le groupe Les Stentors. Le clip Ma direction, du groupe de rap Sexion d'assaut, est également tourné en 2012 dans une rame de la ligne 6.
En juillet et août 2009, les textes des artistes se produisant lors du festival Rock en Seine du 28 au 30 août 2009 dans le parc de Saint-Cloud sont affichés dans les rames de métro et de RER.

#### En numismatique
La numismatique a honoré le métro de Paris par l'édition de quelques médailles, notamment :
- un hommage aux constructeurs en 1912[250] ;
- le cinquantenaire du métro en 1950[250] ;
- un hommage à Fulgence Bienvenüe[250] ;
- des prix du département de la Seine[250].

#### En cuisine
La marque La Cornue s'est inspirée de la forme des voûtes pour ses fours, favorisant ainsi la convection naturelle.

#### Le lapin rose du métro
Le lapin du métro parisien est un autocollant placé sur les portes des rames depuis la fin des années 1970 et destiné à avertir les usagers, en particulier les enfants, des risques présentés en laissant ses mains sur les portes lors de leur ouverture.
Son dessin s'est modernisé au fil du temps, il est depuis la décennie 2000 habillé d'un ensemble jaune. On le retrouve depuis sa création sur divers réseaux français, dans le métro de Lille par exemple.
Ce lapin a fait l'objet de divers détournements, par les « anti-pub » notamment, mais aussi pour des versions humoristiques parfois grivoises. Ce lapin est devenu un véritable élément de culture populaire au fil des années, et se retrouve à l'image du « Mind the gap » du métro londonien, représenté sur divers produits dérivés, comme des aimants ou T-shirts.
En octobre 2020, la RATP décide de commercialiser des chaussettes à l'effigie du lapin rose du métro.

#### Plaisanteries dans les rames
Depuis une dizaine d'années, un conducteur de la ligne 2, Vincent Bothorel, est connu pour agrémenter les trajets de ses voyageurs par des plaisanteries et autres calembours, incitant par exemple les célibataires de la rame à se manifester le jour de la Saint-Valentin ou annonçant l'inondation de la station Anvers le 1er avril. Au fil des années, les conducteurs et conductrices animant ainsi les trajets se sont multipliés,.

### Événements culturels
La RATP organise régulièrement sur son réseau des événements culturels, souvent en lien avec des fêtes, des anniversaires ou des événements d'actualité.

#### Journées du patrimoine
Annuellement, à l'occasion des Journées du patrimoine, la RATP met en lumière son histoire : anciennes stations, circulation de rames Sprague-Thomson, d'ateliers ou de postes de régulation, visite de chantiers, etc..

#### Premier avril

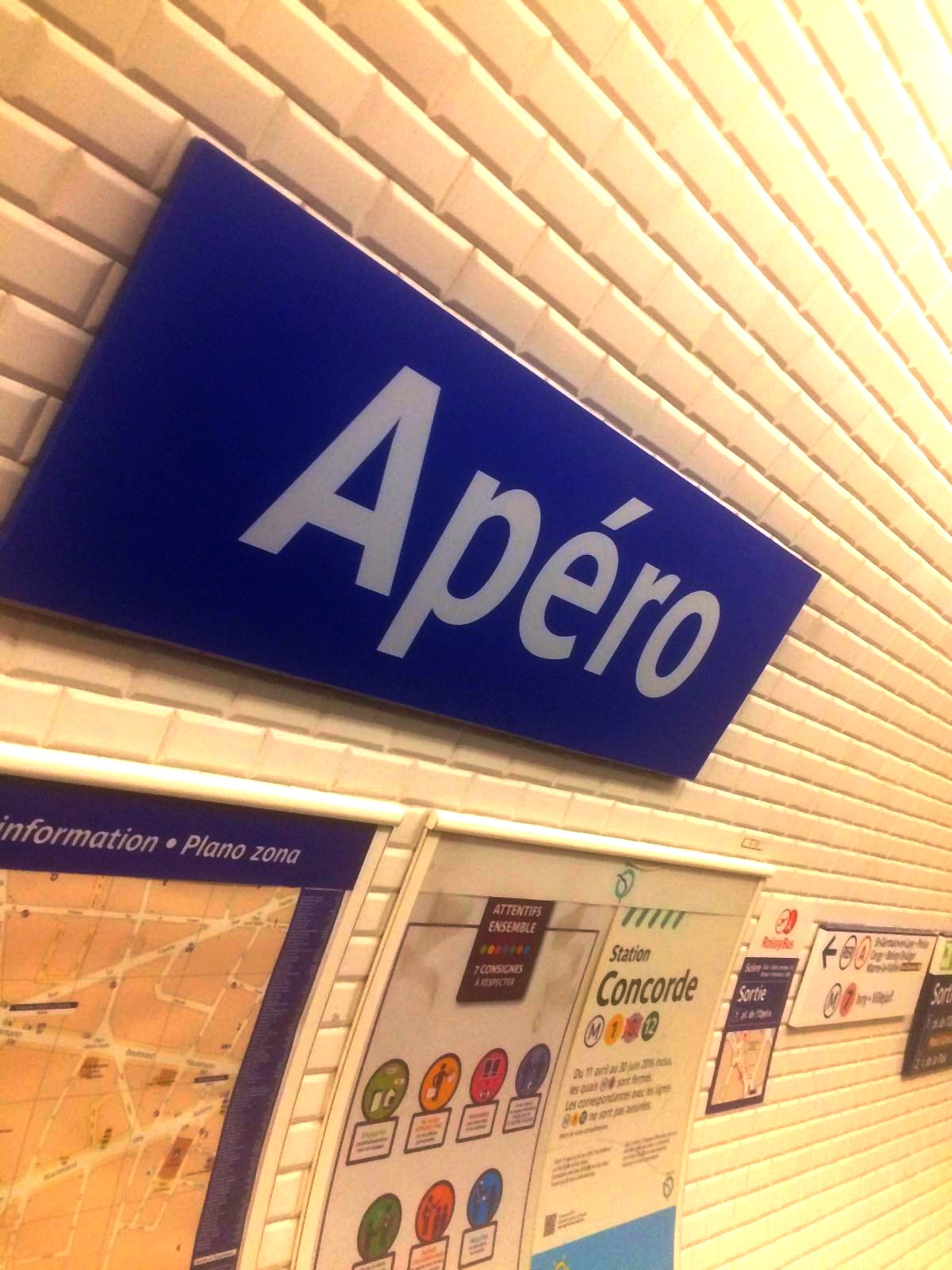
Opéra renommée « Apéro » le 1 avril 2016.

Le 1er avril 2016, la RATP crée la surprise et fait un poisson d'avril aux usagers en renommant douze stations de façon humoristique, en jouant sur des doubles sens, des anagrammes, des homophones ou des paronomases. Les plaques nominatives situées sur les quais sont ainsi remplacées le temps d'une journée. Les stations concernées sont Alexandre Dumas, Anvers, Cadet, Château d'Eau, Crimée, Monceau, Opéra, Parmentier, Pyrénées, Quatre-Septembre, Saint-Jacques et Télégraphe.
La régie récidive en 2017, cette fois en intégrant le nom de neuf stations à des expressions consacrées ou en remplaçant par leur nom un mot d'une phrase. Les stations concernées sont Bastille, Goncourt, Iéna, Jaurès, Jules Joffrin, Jussieu, Laumière, Passy et Simplon. La RATP organise par ailleurs sur Twitter un concours via le hashtag #StationdAvril, proposant aux internautes de créer leurs propres jeux de mots et de voter pour leurs trois préférés. Les trois lauréats sont « Pernety-moi de vous offrir un verre », « petit Ourcq brun » et « harder, better, Pasteur, stronger ».

#### Victoire de l'équipe de France de football en 2018
En juillet 2018, pour célébrer la victoire de l'équipe de France de football lors de la finale de la coupe du monde, six stations sont renommées temporairement afin de rendre hommage aux champions. Les stations concernées sont Avron, Bercy, Champs-Élysées - Clemenceau, Charles de Gaulle - Étoile, Notre-Dame des Champs et Victor Hugo. À la demande des internautes, la régie modifie ensuite Arts et Métier, Corentin Cariou et Varenne. La station Notre-Dame des Champs est par exemple renommée « Notre Didier Deschamps » en référence à l'entraîneur des Bleus, Didier Deschamps.

#### 60 ans d'Astérix en 2019
Dans le cadre d'une campagne de communication des éditions Albert René à l'occasion des 60 ans d'Astérix, le 9 octobre 2019, la RATP renomme plusieurs stations et remplace certains affichages publicitaires dans les stations et les rames par des extraits de la bande dessinée,.

## Incidents et accidents

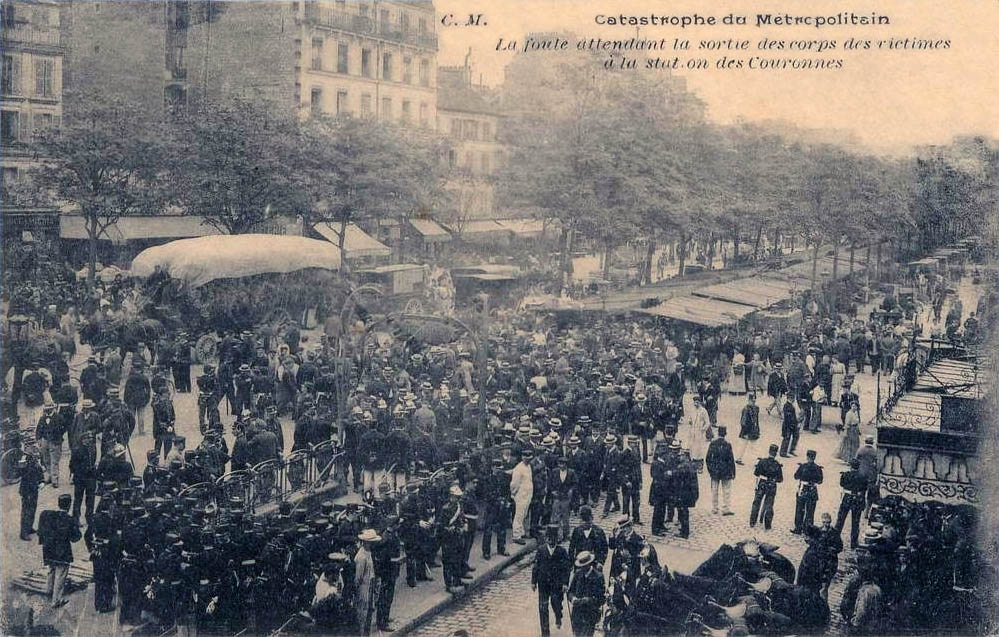
La foule attendant la sortie des corps des victimes lors de la catastrophe de Couronnes, le 10 août 1903.

Le métro de Paris n'a pas connu d'accident ayant entraîné la mort d'un voyageur depuis 1930, malgré le grand nombre de personnes transportées.

### Accidents et incendies
Le métro de Paris a connu dans son histoire très peu d'accidents. Le plus grave remonte aux débuts du métro :
- Le 19 octobre 1900, un train prend feu à Concorde. Cela provoque un accident avec une autre rame, au cours duquel 38 personnes sont blessées dont quatre dans un état grave[264].
- Le 10 août 1903, 84 personnes meurent par asphyxie dans un incendie à Couronnes. Il n'existait ni sortie de secours, ni circuits électriques de secours et les rames étaient en bois. À la suite de cette catastrophe, plusieurs mesures de sécurité sont prises au nombre desquelles la modification des rames, dotées de cabines de conduite métalliques d'abord[note 18], puis entièrement métalliques ensuite à partir de 1906.
- Le 23 avril 1930, une collision à Porte de Versailles fait deux morts.
- Le 10 janvier 1963, une collision à Porte de Versailles fait 40 blessés.
- Le 13 décembre 1969, une collision à Madeleine fait 23 blessés.
- Le 23 mars 1973, une voiture d'une rame MF 67 prend feu dans la station Porte d'Italie à la suite d'un acte malveillant. Deux voyageurs sont intoxiqués. L'important dégagement de fumée endommage partiellement la station[265].
- Le 30 octobre 1973, un déraillement à Louis Blanc fait 19 blessés.
- Le 25 novembre 1976, une collision à Madeleine fait 33 blessés.
- Le 3 février 1977, une collision à Gare du Nord fait 8 blessés.
- Le 6 février 1981, une collision à Nation fait un mort (le conducteur).
- En 1983, une collision se produit entre deux rames au terminus de Basilique de Saint-Denis. Le bilan de cette collision n'est pas connu.
- Le 26 décembre 1990, un déraillement à Charles de Gaulle - Étoile fait sept blessés.
- Le 18 novembre 1996, un déraillement à Charles de Gaulle - Étoile fait deux blessés.
- En 1999, une rame MP 73 déraille à Arts et Métiers sans faire de victime.
- Le 30 août 2000, un déraillement à Notre-Dame-de-Lorette fait 24 blessés.
- Le 6 août 2005, un incendie à Simplon intoxique légèrement 19 personnes.
- Le 29 juillet 2007, un incendie se déclenche dans la suspension d'une voiture de la ligne 13, entre les stations Invalides et Varenne, intoxiquant trente-cinq personnes[266].
- Le 21 février 2012, une rame MF 67 sort de la voie lors d'une manœuvre de retournement au terminus de Pont de Sèvres sans faire de victime.
- Le 22 mars 2012, un MF 01 déraille à Nation sans faire de victime[267].
- Le 2 décembre 2016, une rame MF 01 déraille en entrant à la station Barbès - Rochechouart, sans faire de victime[268].
- Le 1er juillet 2018, une rame MF 77 sort de la voie lors d'une manœuvre de retournement au terminus de Châtillon - Montrouge, sans faire de victime[269].
- Le 17 septembre 2019, une rame automatique n'a pas marqué l'arrêt aux stations Concorde, Champs-Élysées - Clemenceau et Franklin D. Roosevelt. Elle s'est finalement arrêtée à George V, sans aucune personne blessée[270].
- Le 30 juin 2022, une rame sur fer sort de la voie à Gare d'Austerlitz sans faire de victime.
- Le 14 juin 2023, un incident qualifié d'exceptionnel par la RATP est survenu sur la ligne 4. Aux alentours de 19 h 30, cinq rames de métro se sont retrouvées immobilisées. Un incident d'exploitation sur une rame en serait la cause. Les voyageurs ont ouvert les portes et ont marché le long des rails jusqu'à la station la plus proche. L'évacuation des rames bloquées s'est terminée à 21 h 30. Cet incident a suscité de nombreuses réactions sur les réseaux sociaux, notamment Twitter, où plusieurs usagers bloqués ont exprimé leur mécontentement en raison du manque d'intervention rapide des agents de la Régie et de la température avoisinant les 35 °C. Le trafic a repris vers 22 h 15, très perturbé. La RATP a annoncé l'ouverture d'une enquête interne[271].
- Le 26 février 2024, une rame MF 01 déraille à Place d'Italie sans faire de victime.

### Suicides et accidents de personnes
Les suicides et morts de personnes tombées sur la voie, nommés pudiquement « accidents graves de voyageur » par la RATP, provoquent de nombreuses interruptions de circulation qui font chuter le taux de régularité du réseau et provoquent bien souvent le mécontentement des voyageurs. Selon le maire de Paris, un incident sur deux serait lié à la présence d'individus sur les voies, et les suicides seraient en moyenne au nombre de deux par semaine sur le seul réseau du métro. Ces incidents ont poussé la RATP à privilégier l'installation progressive de portes palières, empêchant les voyageurs d'aller sur les voies de circulation, ou d'y tomber.
Selon la RATP, en 2011, 23 voyageurs sont décédés et 7 738 se sont blessés.
Selon la RATP, il y aurait eu 195 suicides et tentatives dans le métro en 2008 et 71 en 2011. Sur la ligne 4, une fosse anti-suicide a par ailleurs été creusée pour réduire le risque de décès lorsqu'un individu se jette sous la rame.

### Train surfing
Dans la deuxième moitié des années 2010, la pratique du train surfing, consistant à monter sur le toit des voitures du métro et à s'y maintenir pendant qu'il est en mouvement, prend de l'ampleur et occasionne plusieurs accidents mortels. C'est le cas le 31 décembre 2016 à Daumesnil et le 24 octobre 2017 à Bir-Hakeim sur la ligne 6, très prisée de certains jeunes gens compte tenu de ses tronçons aériens.